# Cataluña
Cataluña (en catalán: Catalunya; en aranés: Catalonha) es una comunidad autónoma de España, que está considerada nacionalidad histórica en su Estatuto de Autonomía. Situada en el noreste de la península ibérica, ocupa un territorio de unos 32 000 km² que limita al norte con Andorra y la región francesa de Occitania (Alto Garona, Ariège y Pirineos Orientales), al oriente con el mar Mediterráneo a lo largo de una franja marítima de unos 580 kilómetros, al sur con la Comunidad Valenciana (provincia de Castellón) y al occidente con Aragón (provincias de Teruel, Zaragoza y Huesca). Esta situación estratégica ha favorecido una relación muy intensa con los territorios de la cuenca mediterránea y con la Europa continental. Cataluña está formada por las provincias de Barcelona, Gerona, Lérida y Tarragona. Su capital es la ciudad de Barcelona.
A 1 de enero de 2024, en el territorio catalán habitaban 8 012 231 personas en un total de 947 municipios de los cuales 70 superan los 20 000 habitantes (en los que vive el 72 % de la población catalana). Dos tercios de la población viven en el ámbito metropolitano de Barcelona, que es la quinta aglomeración urbana de la Unión Europea, siendo también la más densamente poblada.La comunidad está altamente industrializada, y su economía es la segunda entre las comunidades autónomas, al generar el 18,81 % del producto interior bruto (PIB) español, solo superada por la Comunidad de Madrid. Respecto al PIB per cápita, se sitúa en cuarta posición, tras la Comunidad de Madrid, el País Vasco y Navarra.
Su índice de desarrollo humano (0,916) es el cuarto mayor de España, por detrás de Navarra (0,926) y por delante de La Rioja (0,910). El índice de desarrollo de los servicios sociales la sitúa en novena posición (5,08 puntos), por detrás de Aragón (5,15) y por delante de la Comunidad Valenciana (4,65). En el informe PISA queda en el puesto séptimo en lectura (500 puntos), y sexto en matemáticas (500 puntos) y ciencias (504 puntos), a menos de un 5 % de distancia de la primera comunidad autónoma (Castilla y León y Navarra).

## Toponimia

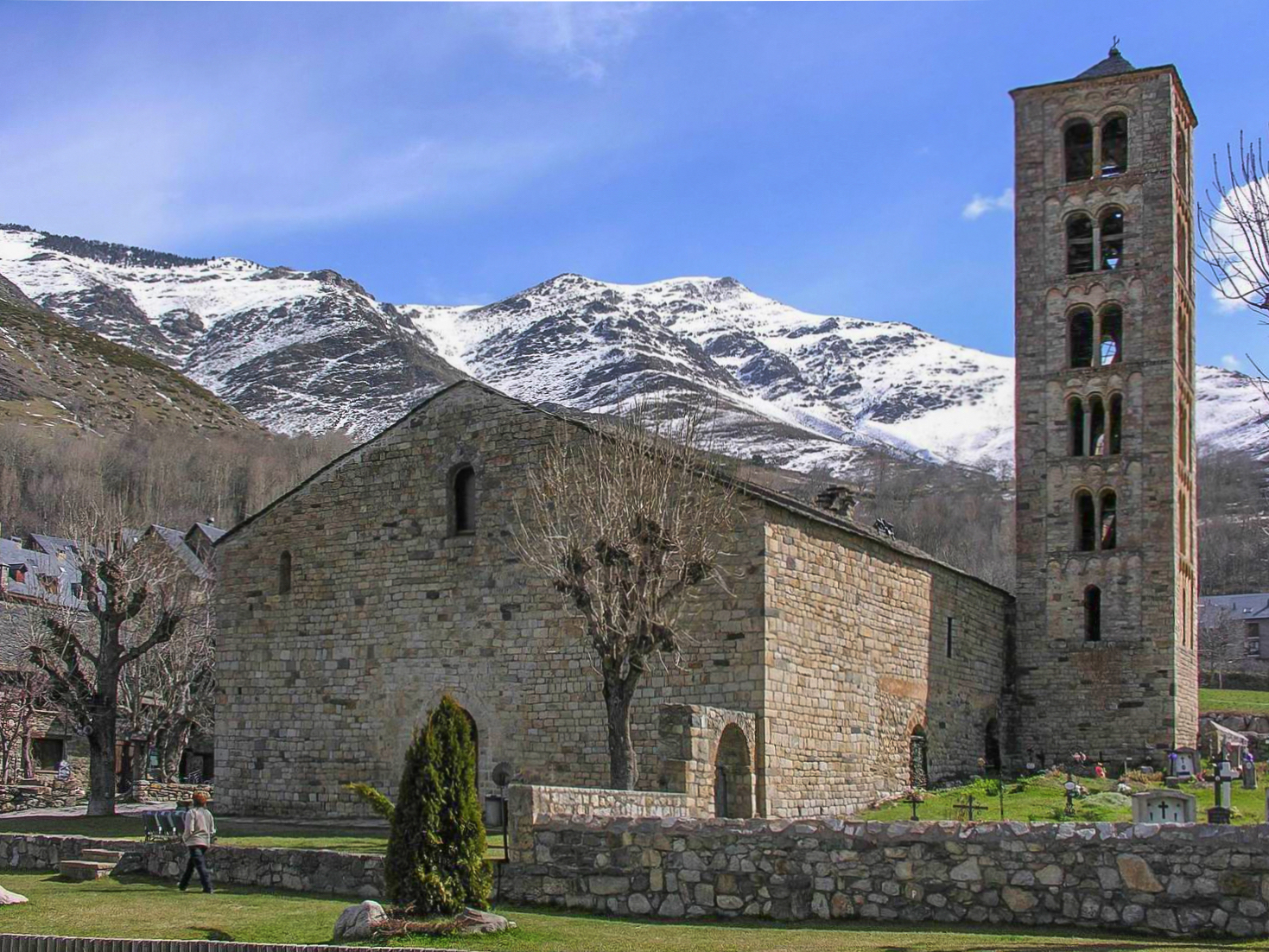
San Clemente de Tahull

El origen de la palabra 'Cataluña' permanece incierto, aunque han sido varias las posibilidades señaladas.
El geógrafo y matemático griego Claudio Ptolomeo (100-170), en su obra Geografía comete un error de metátesis:
para referirse a los lacetanos (uno de los pueblos íberos asentados en la actual región de Cataluña) en vez de escribir «laketanoi» escribió «kastelanoi» (castellanos) y «katelanoi» (catalanes).
Se documenta un manuscrito de Al-Udri (anterior a 1085) refiriéndose a Talūniya, lo cual podría ser una indicación del origen toponímico del área.
El topónimo como tal se encuentra por primera vez en forma escrita hacia 1117 en la forma latina que aparece en el poema pisano Liber maiolichinus de gestis pisanorum illustribus. En ese texto, en el cual se describen las gestas que los pisanos realizan con los catalanes para abordar la conquista de Mallorca, aparecen varias referencias al conde Ramón Berenguer III (Dux Catalanensis, Rector Catalanicus hostes, Catalanicus heros, Christicolas Catalanensesque) así como referencias propias como catalanenses o catalanensis y al territorio de estos, Catalania. Posteriormente, también aparece la expresión in Catalonia en unas donaciones que el rey Alfonso II hizo a su esposa en 1174, así como en diversas ocasiones (Cathalonia) en el testamento del rey y en cantos de trovadores occitanos (Catalonha). En tiempos de su hijo y sucesor Pedro el Católico vuelve a mencionarse en la declaración de la asamblea de Paz y tregua de 1200, en que se delimita su ámbito de vigencia: Haec est pax quam dominus Petrus (...) constituit per totam Cataloniam, videlicet a Salsis usque ad Ilerdum. La primera vez que aparece en catalán es en el Llibre dels fets de Jaime I el Conquistador, en la segunda mitad del siglo XIII.

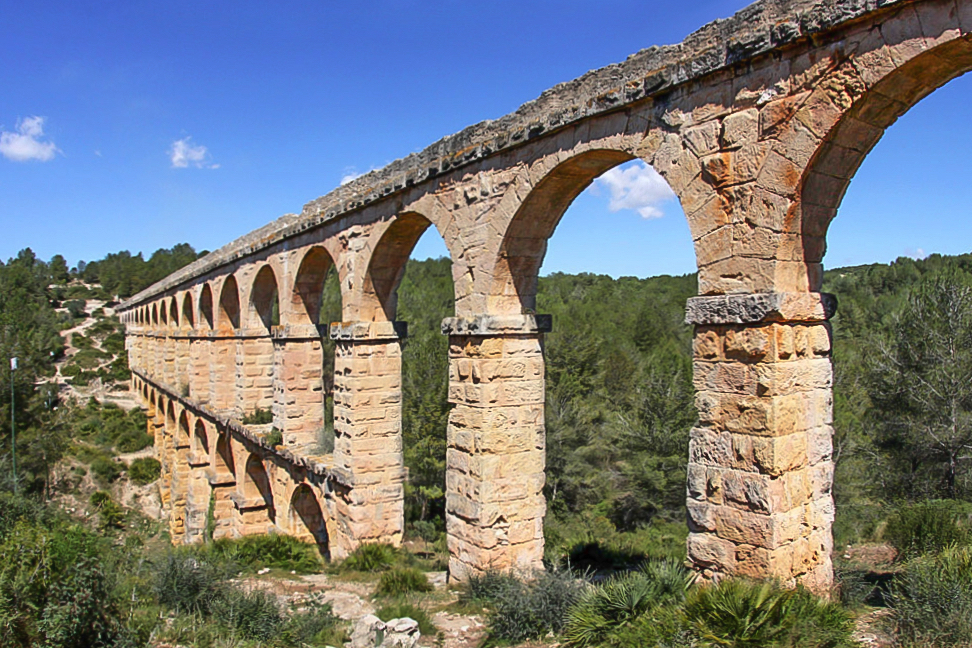
Acueducto romano de Tarraco

Sin embargo, la razón de este nombre no está clara. Algunos postulan que la palabra procede de Gotholandia (país de los godos) a través de Gothia o Gotia que era como los francos denominaban también la Marca Hispánica, debido a la presencia de población visigoda en Septimania y el norte de la actual Cataluña tras la caída del reino visigodo, aunque la transformación fonética es discutible.
Un historiador medieval, Pere Tomic, sugiere la existencia hacia el siglo VIII de un caballero alemán llamado Otger Cathaló, al que por sus gestas de conquista, Carlomagno dedicó su nombre a las tierras del sur de los Pirineos. Esta teoría la recoge Pedro de Medina en su Libro de grandezas y cosas memorables de España publicado en Sevilla en 1548.

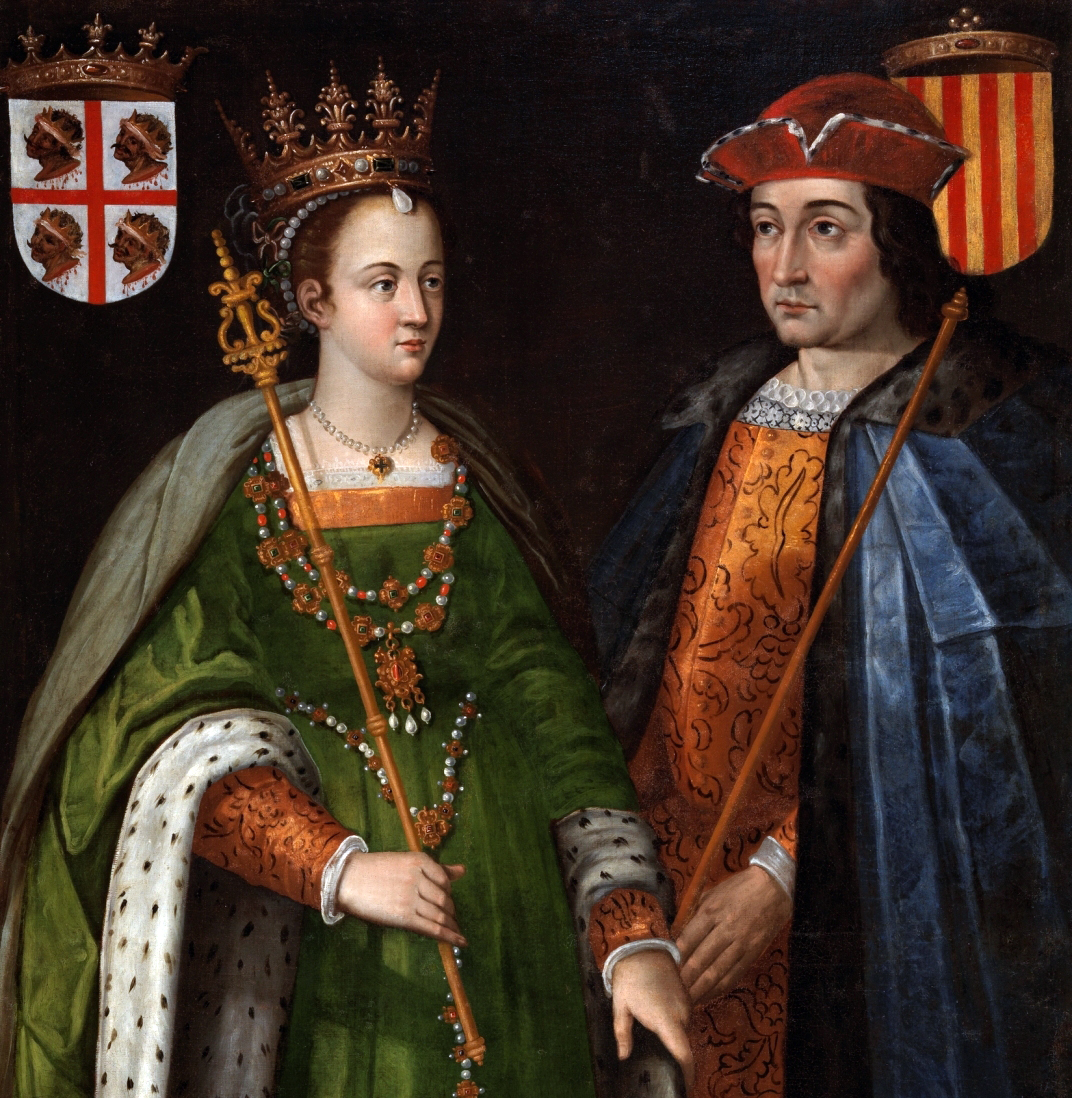
Petronila de Aragón y Ramón Berenguer IV, conde de Barcelona, según interpretación de Filippo Ariosto (1586)

Otra propuesta sugiere que por las necesidades defensivas de la Marca se levantaron muchas fortificaciones. Sus guardas eran los castellanos que en el bajo latín medieval tomaría el nombre de castlanus de cuya voz surgen las formas catalanas castlà, catlà y carlà. De estas formas, los extranjeros que pasaban por sus tierras habrían comenzado a nombrar así a los habitantes y su territorio (català > Catalonia, Catalaunia), por lo que Cataluña significaría «tierra de castillos». Sin embargo, esta explicación ha sido cuestionada por dificultades fonéticas. Autores modernos como Ronjat (Grammaire historique des parlers provençaux modernes) y Grammont (Sur la métathèse) defienden que el topónimo procede de una alteración de la latina referida a los lacetanos (LACETANI). La transformación se daría por metátesis entre la -l y la -c: lacetanos > catelanos > catelans. Este proceso debió darse entre las capas populares y en tiempos remotos, previos a cualquier influencia erudita. Actualmente, esta etimología y la referida a los godos son las más extendidas. Además de las comentadas hay aún más propuestas etimológicas menos conocidas.
Por ejemplo, tanto catalán como castellano podrían derivar de una fusión de las palabras góticas guta y athala, con el significado de «noble godo», o «hidalgo godo». En este sentido, Otger Cathaló podría ser Otger el noble godo.

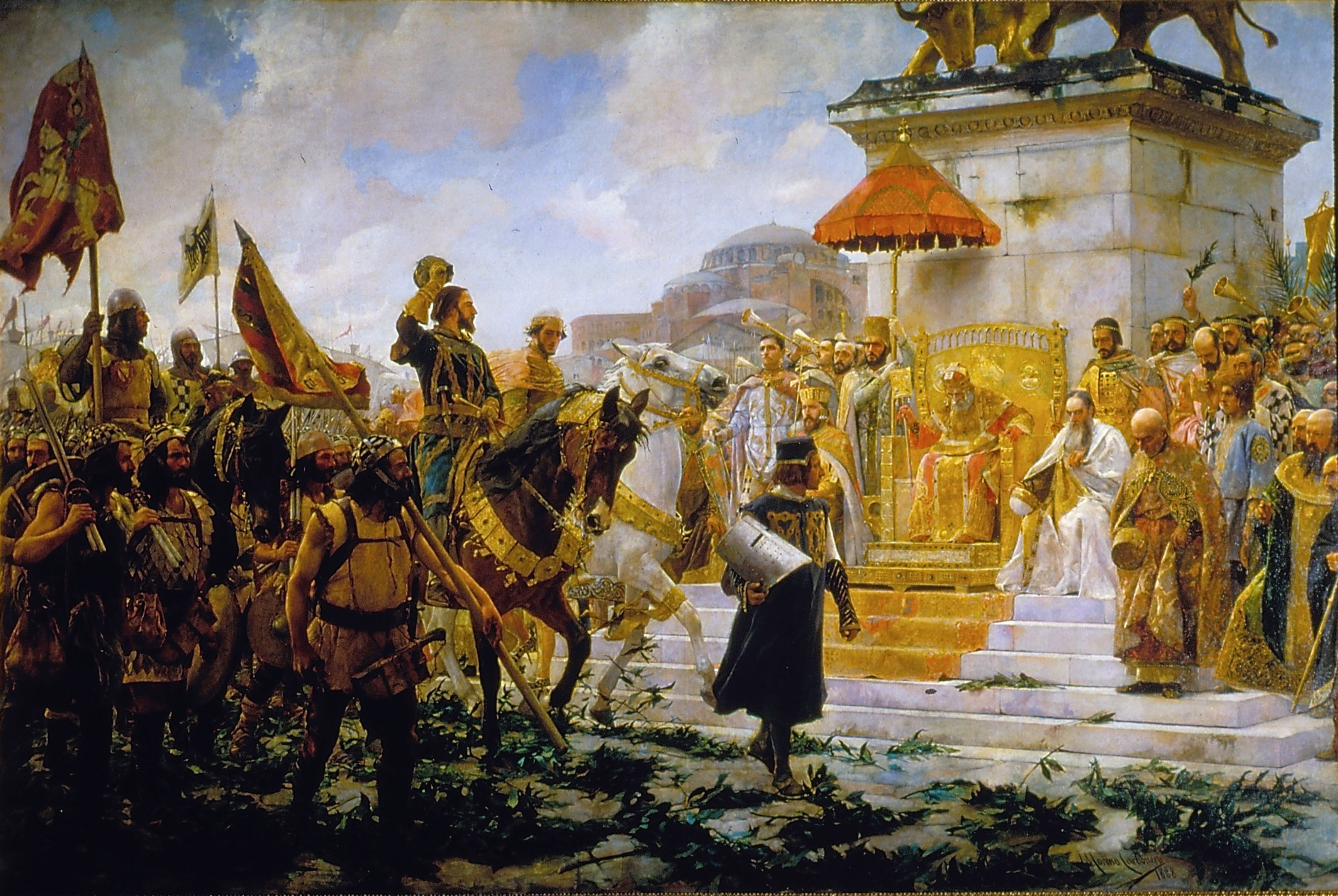
Entrada de Roger de Flor en Constantinopla, de José Moreno Carbonero. 1888. (Palacio del Senado de España)

Una interpretación surgida en el siglo XV, descartada entre otros por Antonio Agustín y calificada de absurda por Félix Torres Amat, pretende derivar el nombre de Cataluña, de los Campos Cataláunicos. Según ello, el nombre derivaría de la intitulación Catalaunicus del rey visigodo Turismundo, cuya dinastía llegó a dominar territorios a ambos lados de los Pirineos. Dicha intitulación tiene su antecedente en los sucesos siguientes: El 20 de junio del año 451, en los Campos Cataláunicos (región de la tribu gala catalauni, que puede estar vinculada a la tribu celta-belga de los Catuvellaunos, mencionados por Dion Casio) cuya terminología da el nombre a la ciudad de Châlons (Chatalan) y a la Champaña (Champs), ocurrió una gran batalla entre los hunos de Atila (con sus aliados ostrogodos, gépidos y hérulos), frente a los romanos (con sus aliados visigodos y alanos), donde murieron más de veinte mil guerreros. En dicha batalla, Atila, al frente de sus jinetes, atacó por el centro a los alanos, y los ostrogodos atacaban por la derecha a los visigodos, mientras los gépidos y hérulos atacaban por la izquierda a los soldados romanos de Aecio, que dominaban una colina. En el combate pereció el rey visigodo Teodorico I, por lo que su hijo Turismundo fue nombrado rey en mitad del combate, para luego provocar la desbandada de los ostrogodos e inclinar el combate en contra de la confederación de Atila, que también fue obligado a retirarse. Luego de la batalla, el rey visigodo Turismundo regresó a su capital Toulouse, donde a raíz de esa victoria, fue intitulado como rey Turismundo Catalaunicus, lo cual podría haber sido el germen de la futura denominación catalana y de la Cataluña pirenaica.

## Símbolos
Cataluña ostenta varios símbolos más o menos extendidos entre sus habitantes, algunos de los cuales han sido oficializados. El artículo 8 del vigente Estatuto de Autonomía define como símbolos nacionales la bandera, la fiesta y el himno. Varias leyes catalanas también declaran estos símbolos como nacionales:
- La bandera es «la tradicional de cuatro barras rojas en fondo amarillo», cuyo origen está en el pendón real de los reyes de la Corona de Aragón, titulares del Principado de Cataluña.
- La fiesta es el Día Once de Septiembre, también conocido como Día de Cataluña o Diada, en la que se conmemora la caída de Barcelona frente a las tropas borbónicas.
- El himno es Los Segadores, cuya letra original es de 1899, aunque se basa en un romance popular del siglo XVII, durante la Sublevación de Cataluña.

Además, tiene otros símbolos no oficializados, como el escudo.
El burro catalán es una apuesta de un sector ciudadano nacionalista que surge en respuesta del toro de Osborne. En el campo cultural, es representativa de Cataluña la lengua catalana y las artes, así como en lo folclórico, destaca la sardana, el baile de diablos y los correfocs, los gigantes y cabezudos y los castells.
El gobierno autonómico tiene oficializado, además, su propio símbolo, llamado emblema de la Generalidad de Cataluña, que es utilizado en toda representación institucional.

## Historia
Tras la desintegración del Imperio carolingio, el condado de Barcelona, que había formado parte de la Marca Hispánica del Imperio, alcanzó una independencia de facto a finales del siglo X y consiguió agrupar en torno a él, mediante vínculos familiares o de vasallaje, a una parte importante de la actual Cataluña, principalmente los condados de Gerona, Osona, Besalú, Cerdaña y Ampurias. En el siglo XII, el condado de Barcelona y el reino de Aragón se unieron dinásticamente mediante los esponsales acordados entre Ramiro II de Aragón y Ramón Berenguer IV de Barcelona en 1137, por los que el conde barcelonés contraería matrimonio con la futura reina aragonesa Petronila. En el siglo XIV, tuvo un destacado papel económico en el marco del comercio mediterráneo. Con el declive de la Corona de Aragón decayó Cataluña, que no volvió a prosperar hasta la industrialización.
En el primer tercio del siglo XIX España fue invadida por Napoleón Bonaparte. Barcelona es ocupada por los franceses y Tarragona se convierte en capital electoral de los diputados catalanes, que forman parte de las Cortes de Cádiz, y participan en la primera constitución de la nación española, en el año 1812. A partir del segundo tercio del siglo XIX se desarrolló la Renaixença, un movimiento cultural de recuperación del catalán como lengua de cultura. En las décadas siguientes fue tomando cuerpo el catalanismo político, que se agrupó en partidos como la Lliga Regionalista y posteriormente Esquerra Republicana. Tras los primeros proyectos de autogobierno que culminaron primero en la Mancomunidad de Cataluña (1913-1923) y luego en la restauración de la Generalidad de Cataluña y aprobación del Estatuto de autonomía de Cataluña de 1932 durante la Segunda República, la Guerra Civil y el período franquista (1939-1975) supusieron, tanto en Cataluña, como en el resto de España, la anulación de las libertades políticas, además de la prohibición del catalán en el ámbito oficial y educativo, que no fueron plenamente recuperadas hasta la Transición democrática y la entrada en vigor de la nueva Constitución española de 1978, en la que se reconoce la existencia de comunidades autónomas dentro de España. Al amparo de la Constitución se aprobó un nuevo Estatuto de Autonomía en 1979 que recuperó el uso oficial del catalán, posteriormente sustituido por el Estatuto de 2006, que tras algunas modificaciones dictadas por el Tribunal Constitucional en 2010, debido a su inconstitucionalidad, es el actualmente vigente.

## Geografía

Principales unidades geológicas del territorio catalán

Cataluña tiene una diversidad geográfica relativamente muy marcada, teniendo en cuenta lo relativamente pequeño de su territorio. La geografía está condicionada por el litoral mediterráneo al este, con 580 kilómetros de costa, y las grandes unidades de relieve de los Pirineos al norte.

### Geología
El actual estado geológico de Cataluña puede comenzar a describirse desde los primeros grandes cambios del Paleozoico. Inicialmente el territorio formaba parte de una cuenca oceánica en la que, por reposo orogénico, se depositaban materiales sedimentarios finos y arcillosos. El desarrollo de plegamientos hercinianos determinó una sedimentación más irregular que posteriormente produjo la emersión (de baja altura) de varias áreas de orientación noroeste-sureste como el macizo del Ebro (actual depresión central catalana) y el macizo catalanobalear, que surgieron al final de la era. Los materiales sedimentados de la época se transformaron en gneis, esquisto y pizarra que aflora hoy día en la mitad norte de las cordilleras litorales y Pirineo axial.

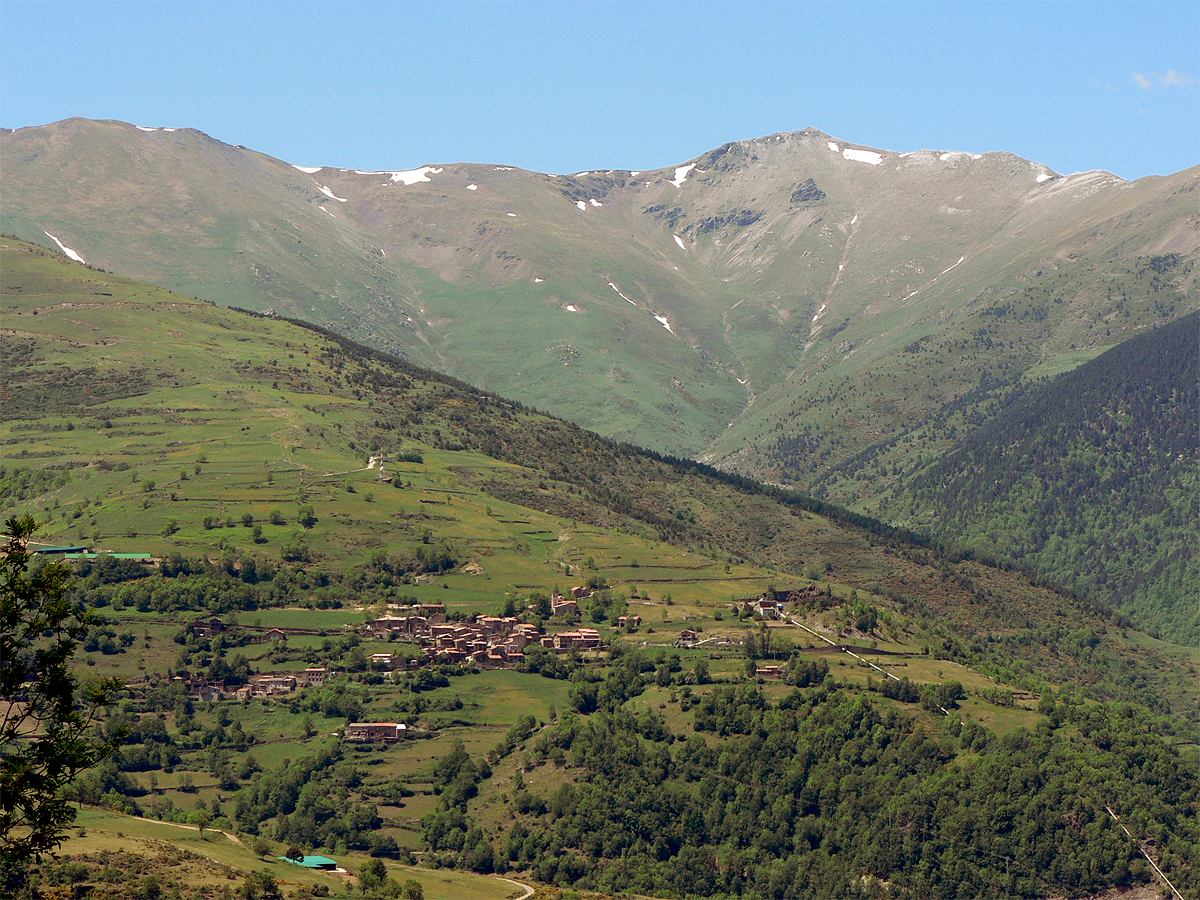
Pirineos en el Ripollés

La era mesozoica cubrió de nuevo las áreas emergidas durante la era anterior, lo que provocó una sedimentación tranquila bajo el mar, generando gran cantidad de material calcáreo. Hoy en día este material se encuentra en la mitad sur de las cordilleras litorales y en el Prepirineo.
Al inicio de la siguiente era, la cenozoica, las placas tectónicas euroasiática y africana toman contacto y suavemente comienza a elevarse un dorso de pliegues y sierras mediante orogénesis alpina que dará lugar, entre otras, a los Pirineos. Este empuje incide también en el movimiento del macizo catalanobalear hacia el suroeste, cubriendo el macizo del Ebro, aún sumergido, lo que va generando que se vayan depositando materiales que darán lugar a la futura depresión central catalana. En la línea de costa se acumulan conglomerados depositados por los ríos y que darán lugar a las elevaciones destacadas de los macizos de Montserrat, San Lorenzo del Munt, etc. Mientras, hacia el interior de la cuenca se acumulan arenas y arcillas que darán lugar al gres. Al cerrarse el macizo del Ebro, en forma de golfo, se originó un gran lago salado. Sus aguas fueron expuestas a una intensa evaporación que finalmente dieron lugar a grandes depósitos salinos de los que hasta hace poco aún se extraía sal en Suria y Cardona. La segunda mitad de la era erosionó por descompresión gran parte del macizo catalanobalear, permaneciendo en una estrecha línea que conforman la depresión prelitoral, el llano de la Cerdaña, del Ampurdán, etc. Al final del periodo, los movimientos alpinos inciden en el surgimiento de volcanes en la zona de Olot que perdurarán hasta el cuaternario y los glaciares del Pirineo acaban por conformar el territorio.

### Orografía

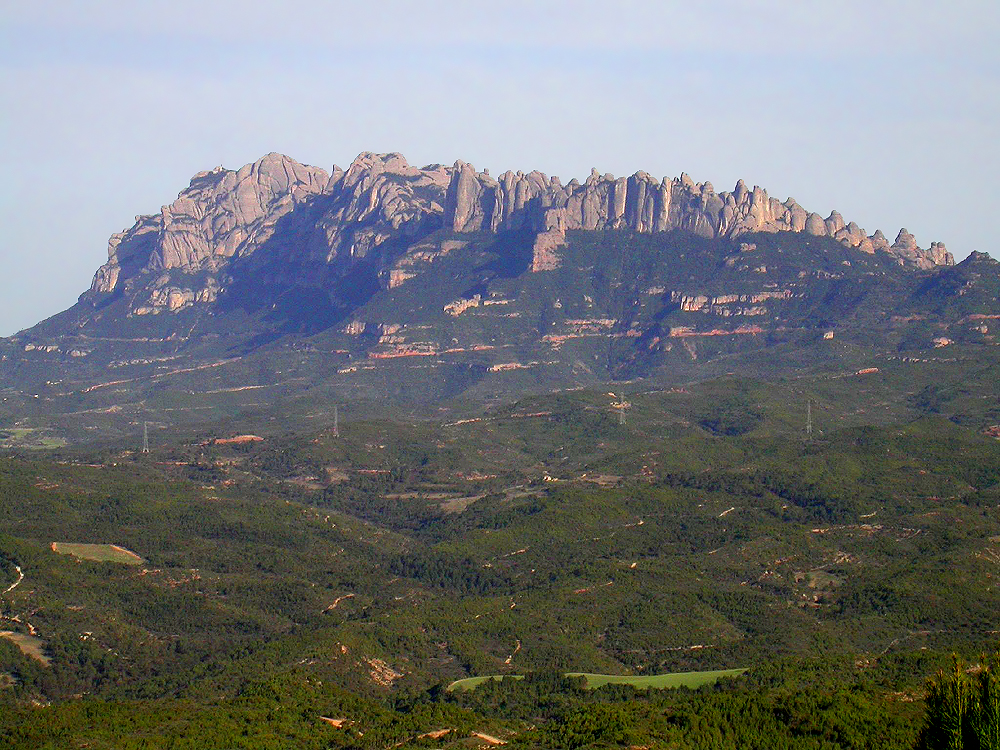
Perfil característico de Montserrat

El relieve de Cataluña presenta, a grandes rasgos, tres grandes unidades morfoestructurales generales: los Pirineos, la formación montañosa que conecta la península ibérica con el territorio continental europeo y queda situado al norte de Cataluña; otra unidad formada por una alternancia de elevaciones y llanuras en paralelo a la costa mediterránea, llamado Sistema Mediterráneo Catalán o Cordilleras Costero Catalanas y una última unidad estructural situada entre las anteriores llamada depresión central que configura el sector oriental del Valle del Ebro.

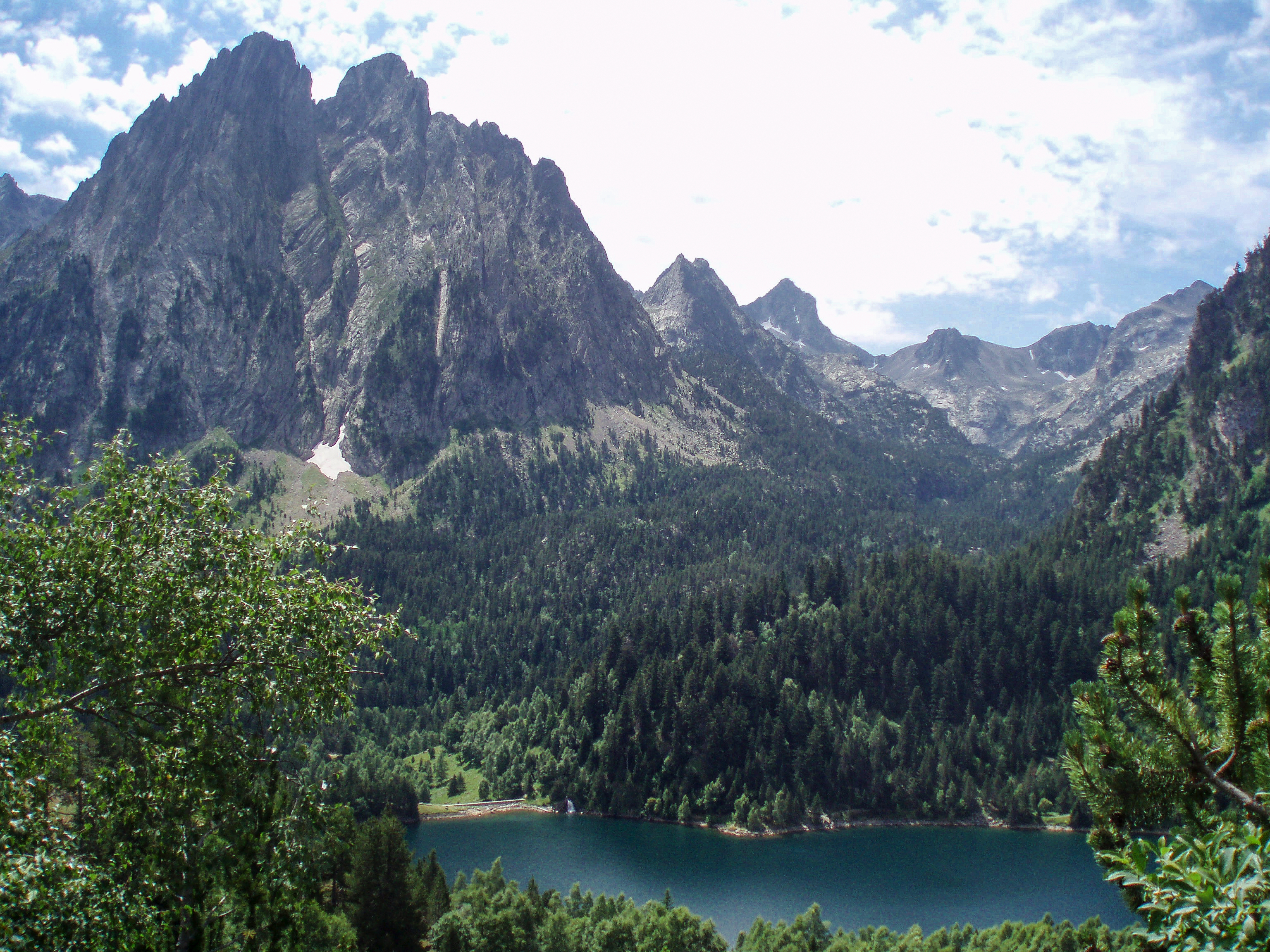
Los Encantados, dos picos emblemáticos de los Pirineos y el estanque San Mauricio

El Pirineo catalán representa casi la mitad en longitud de todo el Pirineo español, pues se distribuye a lo largo de más de 200 kilómetros. Tradicionalmente se ha diferenciado el Pirineo Axial, el principal, del Prepirineo (meridional en el territorio catalán) y que son unas formaciones montañosas paralelas a las sierras principales, aunque de menor altitud, menos escarpadas, y de una formación geológica diferente. Ambas unidades son más anchas en el sector occidental que en el oriental, y es ahí donde presentan sus mayores cumbres. La elevación más alta de Cataluña, que se encuentra al norte de la comarca de Pallars Sobirá, es la Pica d'Estats con 3143 m de altitud. A lo largo de la frontera con Francia le siguen el Puig Pedrós con 2914 m y el Puigmal con 2910 m. El macizo de Besiberri alcanza los 3029 m. Del Prepirineo destacan varias sierras y cimas como la sierra del Cadí (Vulturó, 2648 m) o la de Pedraforca (Pollegó Superior, 2497 m).
El Sistema Mediterráneo Catalán tiene su base en dos cordilleras más o menos paralelas entre sí y entre el mar siguiendo una orientación noreste-suroeste y son la Cordillera Litoral, la más próxima al mar y la Cordillera Prelitoral detrás de la anterior. La Cordillera Litoral es menos extensa y de menor altitud (Turó Gros, sierra del Montnegre, 773 m) mientras que en la Prelitoral el rango es más amplio y de mayor altitud (Turó de l'Home, 1706 m). Dentro del sistema se encuentra una serie de tierras llanas, cuyas entidades mayores forman la Depresión Litoral y la depresión prelitoral. La Depresión Litoral se sitúa al borde de la costa y es previa (exceptuando algunos sectores) a las Cordilleras Litorales. La depresión prelitoral se sitúa en el interior, entre las dos cordilleras litorales, y constituye la base de las tierras llanas del Vallés y el Panadés. Otras llanuras mayores son la Depresión de la Selva y el Llano del Ampurdán, mayoritariamente en las comarcas de la Selva y Ampurdán respectivamente. Finalmente, en el Sistema también se incluye la Cordillera Transversal, que son unas formaciones tardías al norte de la Cordillera Prelitoral y en contacto con el Pirineo y Prepirineo, originando así altitudes medias y volcanes en la zona de la Garrocha hoy en día extintos.
La depresión central catalana es una llanura situada entre los Prepirineos y la Cordillera Prelitoral. Las comarcas del sur de la provincia de Lérida y las centrales de Barcelona ocupan este territorio. Sus tierras se sitúan entre los 200 y los 600 metros de altitud en un continuo de oeste a este, aunque cuenta con algunas estribaciones intermedias. Las llanuras y el agua que baja de los Pirineos han transformado esta zona en grandes campos de cultivo en los que se han construido numerosos canales de riego.

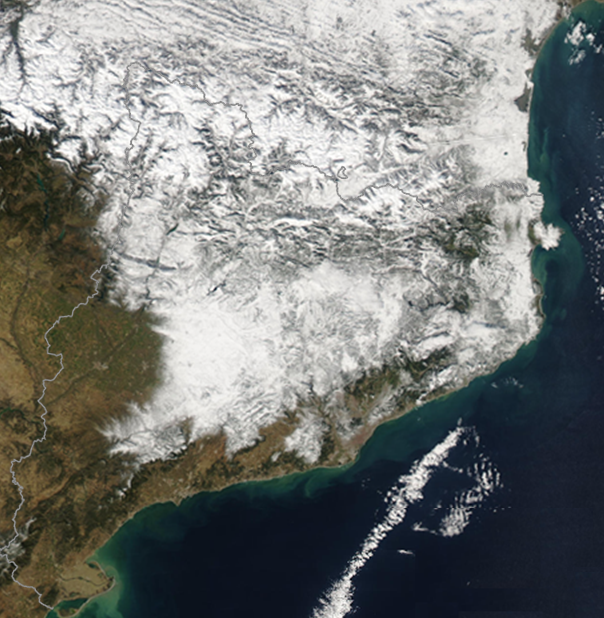
Imagen de satélite después de la gran nevada de marzo de 2010

### Clima
Cataluña goza de un clima mediterráneo, aunque con grandes variaciones de temperatura entre el litoral costero, con un clima suave, templado en invierno y muy caluroso en verano; el interior que tiene un clima continental mediterráneo, con inviernos fríos y veranos muy calurosos; y las zonas montañosas próximas a los Pirineos, que tienen un clima de alta montaña, con mínimas bajo cero y nieve abundante en invierno, precipitaciones anuales por encima de 1000 mm y veranos menos calurosos.

### Hidrografía

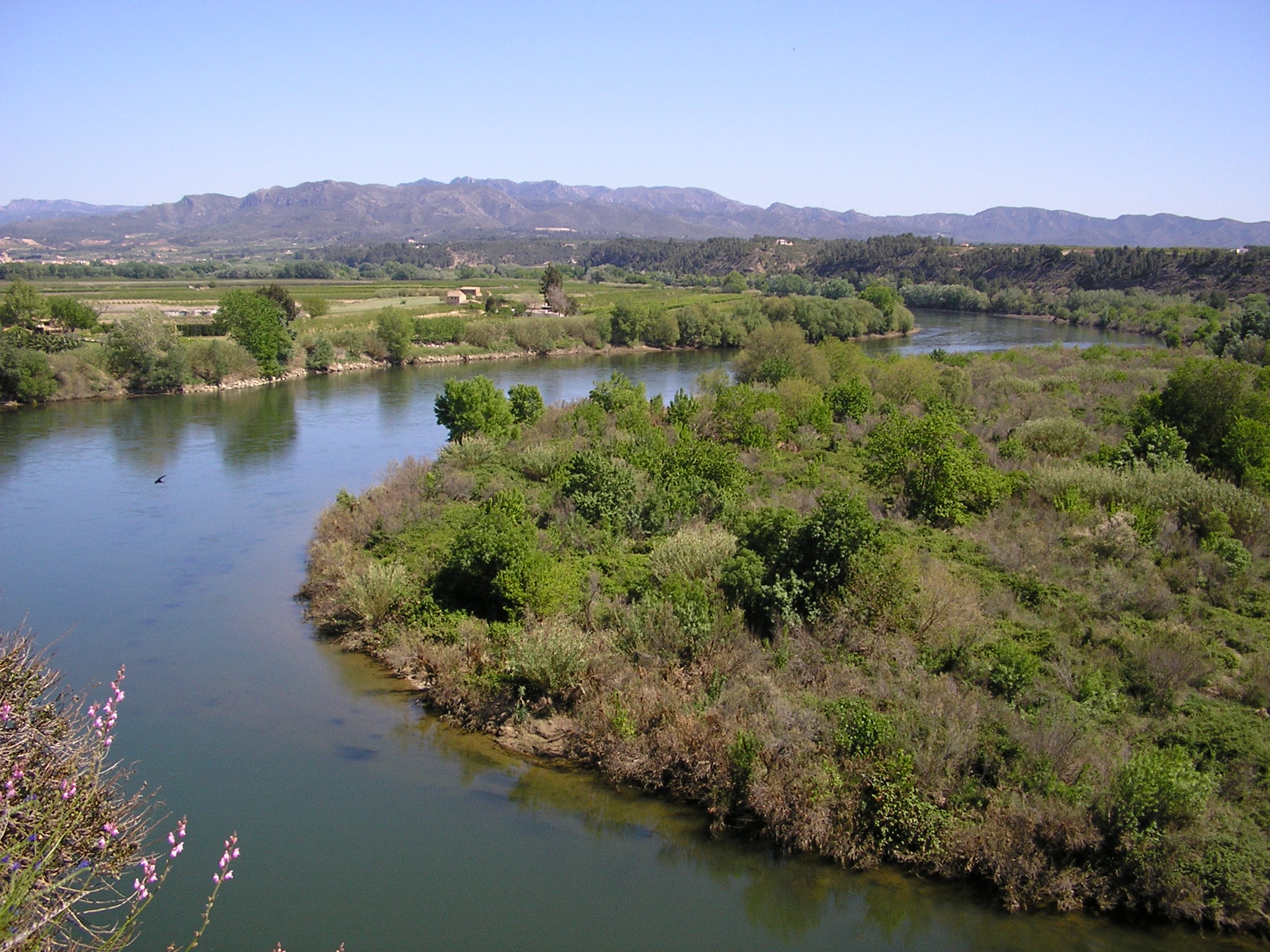
El río Ebro a su paso por Miravet

Cataluña pertenece casi en su totalidad a la cuenca mediterránea. La red hidrográfica catalana presenta dos grandes cuencas hidrográficas mayores, la cuenca hidrográfica del Ebro y las cuencas internas de Cataluña de un tamaño similar sobre el territorio (15 038 km² —46,84 %— y 16 513 km² —51,43 %— respectivamente), vertiendo ambas al Mediterráneo, a las que acompaña la cuenca del Garona que vierte sus aguas sobre el Atlántico y se extiende por 554 km², el 1,73 % del territorio catalán.
La cuenca del Ebro en Cataluña se sirve principalmente del río Segre como mayor tributario, cuya cuenca en solitario alcanza los 7455 km², y al que se le suman como afluentes las cuencas de la Noguera Pallaresa (2811 km²) y Noguera Ribagorzana (1013 km²). Todos los ríos siguen un eje Pirineos-Ebro. Tras la afluencia del Segre, el Ebro se dirige hacia el Delta irrigando mediante otros afluentes un territorio de 3757 km², en buena medida enclavado en el área de las Tierras del Ebro.

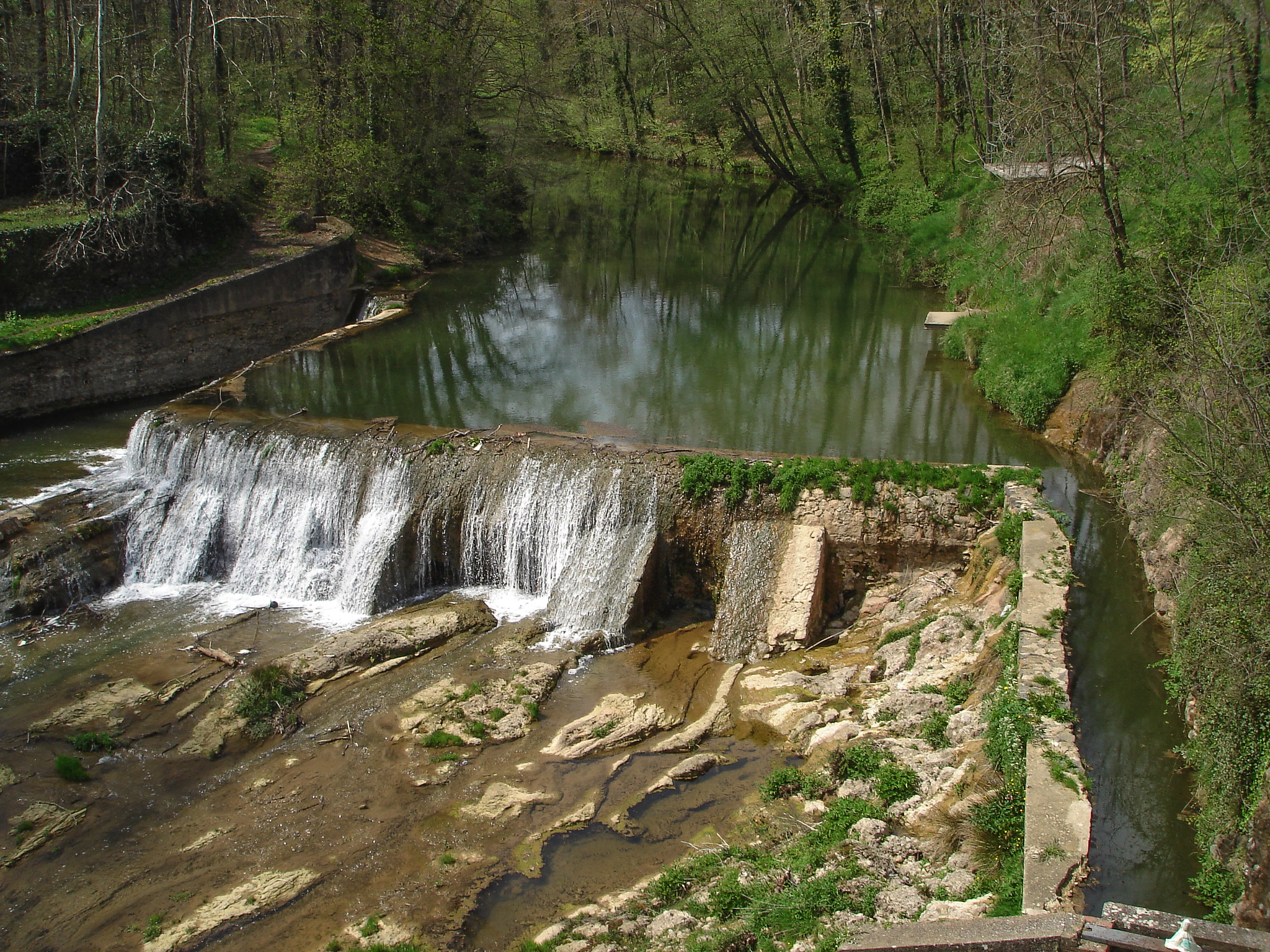
El río Fluviá cerca de Olot

Las cuencas internas de Cataluña se dividen habitualmente a partir de aquellos ríos que nacen en los Pirineos y aquellos que lo hacen en las Cordilleras Costero Catalanas. Las cuencas que conforman el eje Pirineos-Mediterráneo las conforman los ríos Llobregat, Ter, Fluvià, Muga y Tec (que discurre hacia el Rosellón). Estas cuencas discurren por un área de 9622 km². Las cuencas restantes, siguiendo el llamado eje Mediterráneo, nacen tanto en la Cordillera Litoral, Prelitoral como en la Llanura del Ampurdán y riegan sus aguas por 6890 km². Los ríos más importantes son (de norte a sur) el Daró, Tordera, Besós, Foix, Gayá, Francolí y Cenia.
La más pequeña de las cuencas catalanas, la del río Garona, discurre mayoritariamente por el Valle de Arán. Recibe aguas de numerosos ríos y barrancos que bajan por las laderas de las montañas del valle, y dentro del territorio catalán sus afluentes más largos son el río Unhòla, el río Nere y el río de Varradòs.

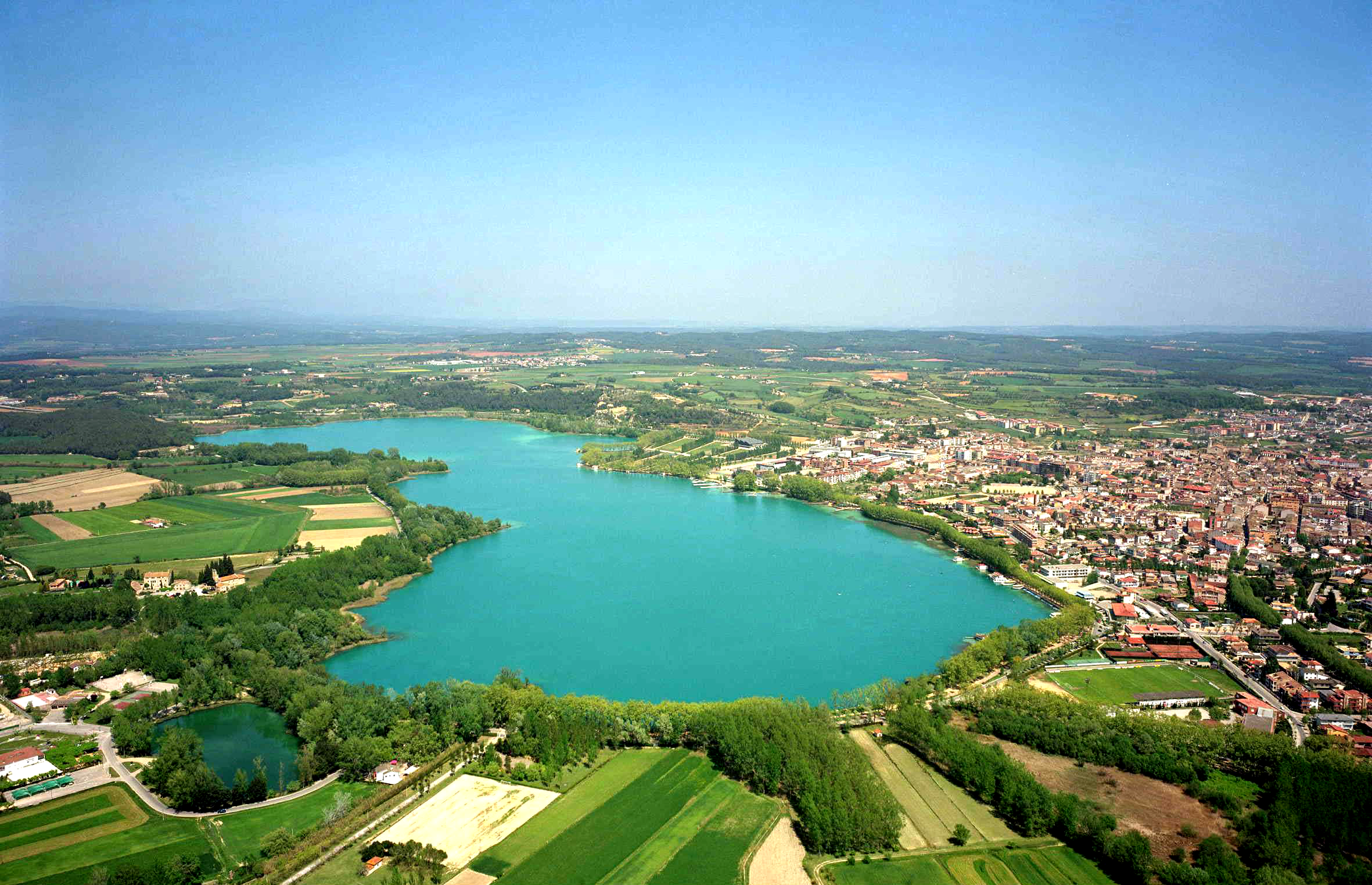
Ciudad de Bañolas y Lago

La cuenca del Ebro aporta una media de 18 700 hm³ anualmente, mientras que las cuencas internas únicamente disponen de 2020 hm³ al año. El desequilibrio viene causado por la aportación previa del Ebro (alrededor de 6700 hm³/año) al que se le añade el aporte pirenaico del Segre (alrededor de 12 000 hm³/año) hacia el sur de la provincia leridana. Es alrededor de las comarcas de la depresión central que se ha aprovechado esas aguas para construir numerosos canales de regadío. Destacan los Canales de Urgel (478 hm³) el Canal de Aragón y Cataluña (362 hm³) y el futuro Canal Segarra-Garrigas (342 hm³). Sin embargo, pese a su reducido caudal, de todas las cuencas españolas, es de las Cuencas Internas de Cataluña donde se utiliza más el agua para consumo humano (518 hm³). Este desequilibrio ha promovido el aprovechamiento en las comarcas litorales y orientales de aguas subterráneas, de las que Cataluña dispone bastantes reservas. De todas formas, es habitual que en periodos de escasez de precipitaciones se produzcan cortes en el suministro a poblaciones, incluso en primavera. Por ello han sido consideradas varias opciones de trasvases fluviales. Para el abastecimiento de agua se cuenta con 28 embalses, de los cuales diez funcionan en la cuenca del Segre. El más antiguo es el de Camarasa, construido en 1920, y los mayores son los de Canelles (679 hm³, compartido con Aragón), Rialb (402,8 hm³), Santa Ana (236,6 hm³, compartido con Aragón) y Susqueda (233 hm³).
En el territorio hay pocos lagos considerables. La mayoría se encuentran en el Pirineo catalán en forma de pequeñas lagunas (estanys), originados por antiguos circos glaciares. De estos, son famosos los del parque nacional de Aigüestortes y Lago de San Mauricio, aunque el mayor de todos es el lago de Bañolas, de origen cárstico.

#### Costa

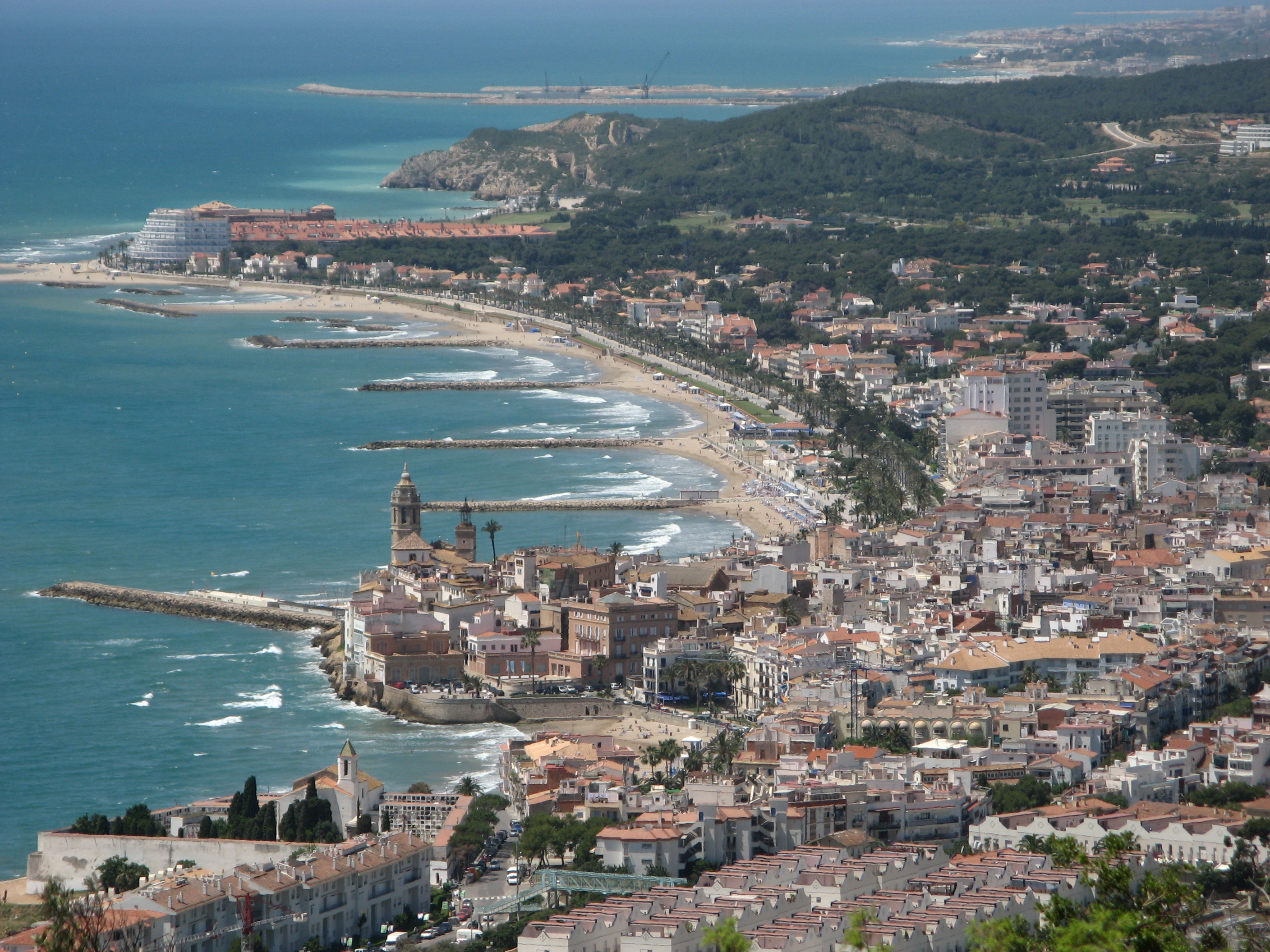
Ciudad de Sitges y sus playas

La costa catalana la divisa una línea generalizada de más de 500 km de longitud, aunque en definición alcanza los 754,8 km. La costa tiende a ser rectilínea sin grandes accidentes. Los únicos accidentes marítimos los configura el contacto de los Pirineos con el mar, formando el cabo de Creus, junto al cual se halla el golfo de Rosas. Posteriormente y hasta Blanes aparece la Costa Brava, caracterizada por acantilados de pequeña altura y calas escondidas. Luego sigue una larga línea de playas del Maresme, en paralelo a la Cordillera Litoral, y que solo se corta por los varios puertos comerciales y pesqueros. La costa de Barcelona se caracteriza por playas artificiales y un gran puerto comercial que se extiende a lo largo de más de nueve kilómetros. La parte sur del puerto se desarrolló sobre la llanura del delta del Llobregat, que tras el puerto dibuja una línea suave costa de algo más de 18 km. Luego el macizo del Garraf articula las costas en destacables acantilados y hasta después de Sitges la costa no vuelve a ser rectilínea (a excepción de nuevo de numerosos puertos) y orientándose hacia el sur, hasta la altura del puerto de Tarragona. Este es el segundo mayor puerto de Cataluña y se extiende por más de cinco kilómetros, antes de entrar en el cabo de Salou. Las playas de esta zona toman el nombre de Costa Dorada en su vertiente turística. Hacia el sur la costa es de nuevo suave, y se caracteriza por una menor ocupación humana. El último gran accidente geográfico lo determina el golfo de San Jorge y las tierras bajas del delta del Ebro, donde se hallan islas y penínsulas, como las de la Punta del Falgar al norte y La Banya al sur, que queda unida al delta por la playa del Trabucador. La arena de las playas catalanas es generalmente dorada, y con cierta tendencia a ser granulosa al norte y más fina al sur.

### Usos del suelo
A pesar de la población y la industrialización de Cataluña, buena parte del suelo se conserva intacto a la mano del hombre. El paisaje forestal se distribuye por 18 257 km² (2002), y se aprecia especialmente en las zonas montañosas del norte y la costa. Esto incluye bosques claros y espesos (esclerófilos, caducifolios y aciculifolios) así como la vegetación de zonas húmedas. Estos bosques ocupan el 56,8 % de la superficie catalana. Por extensión, la siguiente cubierta la ocupan los cultivos, extendiéndose por el 32,5 % del territorio (10 448 km²). De estos, destaca la agricultura de secano (7069 km²), extendido por muchas comarcas y siendo característicos de la Segarra, Solsonés, Bages y Noya entre otras. El cultivo frutal de secano se extiende principalmente del sur de Ponent y las Tierras del Ebro. Respecto a la vid, las viñas se extendían ese año por 769 km², principalmente en el Panadés. La extensión del regadío es más restringido (2611 km²) y se distribuye principalmente por el Segriá, Plana de Urgel y alrededores, sobre todo mediante los numerosos canales de irrigación, así como el delta del Ebro, y en menor medida, en el Ampurdán, la Cerdaña y en la costa de Barcelona. El cultivo de árboles frutales por regadío es menos extenso, y se produce especialmente en el Segriá y el Campo de Tarragona.
La presencia humana tenía en 2002 una extensión de 1520 km² (un 4,7 % del territorio catalán) y se concentra, en general, en la costa, especialmente en el área metropolitana de Barcelona. Destaca la extensión de las urbanizaciones, superior al de los núcleos urbanos, y posteriormente el área destinada al uso industrial y comercial (229 km²).
Finalmente, el terreno inutilizado o inservible constituía un 5,4 % (1740 km²) y se extendía principalmente por las cumbres pirenaicas en forma de vegetación rasa o prado. La superficie ocupada por las aguas (de ríos, lagos o presas) era de 150,5 km², solo un 0,5 % de la superficie catalana.

### Espacios protegidos

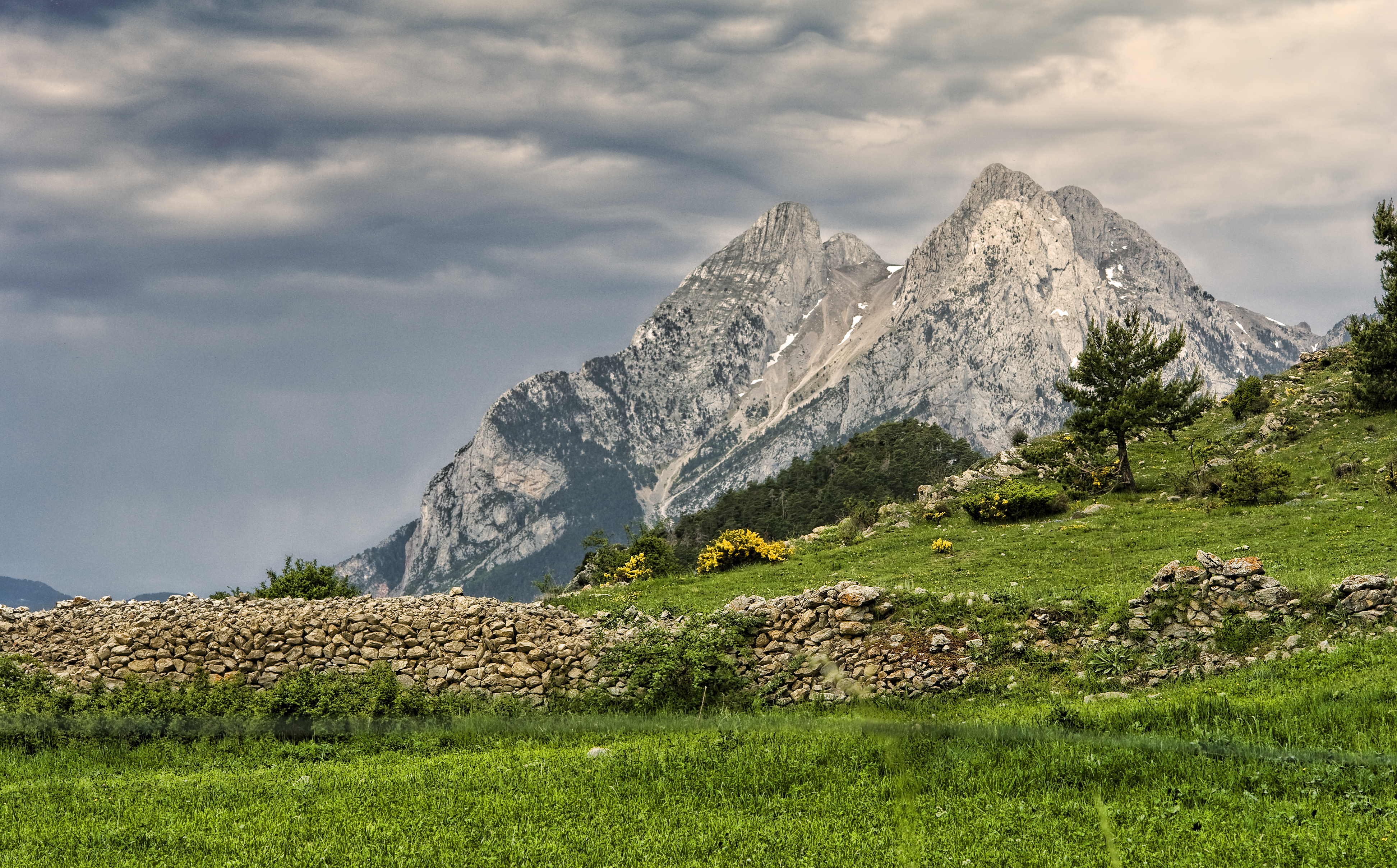
Pedraforca

La protección del entorno natural catalán ha crecido rápidamente durante los últimos años. A fecha de 2006, el territorio terrestre protegido ascendía a 9608 km², prácticamente el 30 % de Cataluña. Los espacios difieren en grado de protección; en este sentido, el parque con mayor rango y antigüedad lo constituye el único parque nacional en territorio catalán, el parque nacional de Aigüestortes i Estany de Sant Maurici, inaugurado en 1955. Sin embargo, era ya desde 1932 que se pretendía proteger algunos espacios del Pirineo en el llamado Plan Macià.

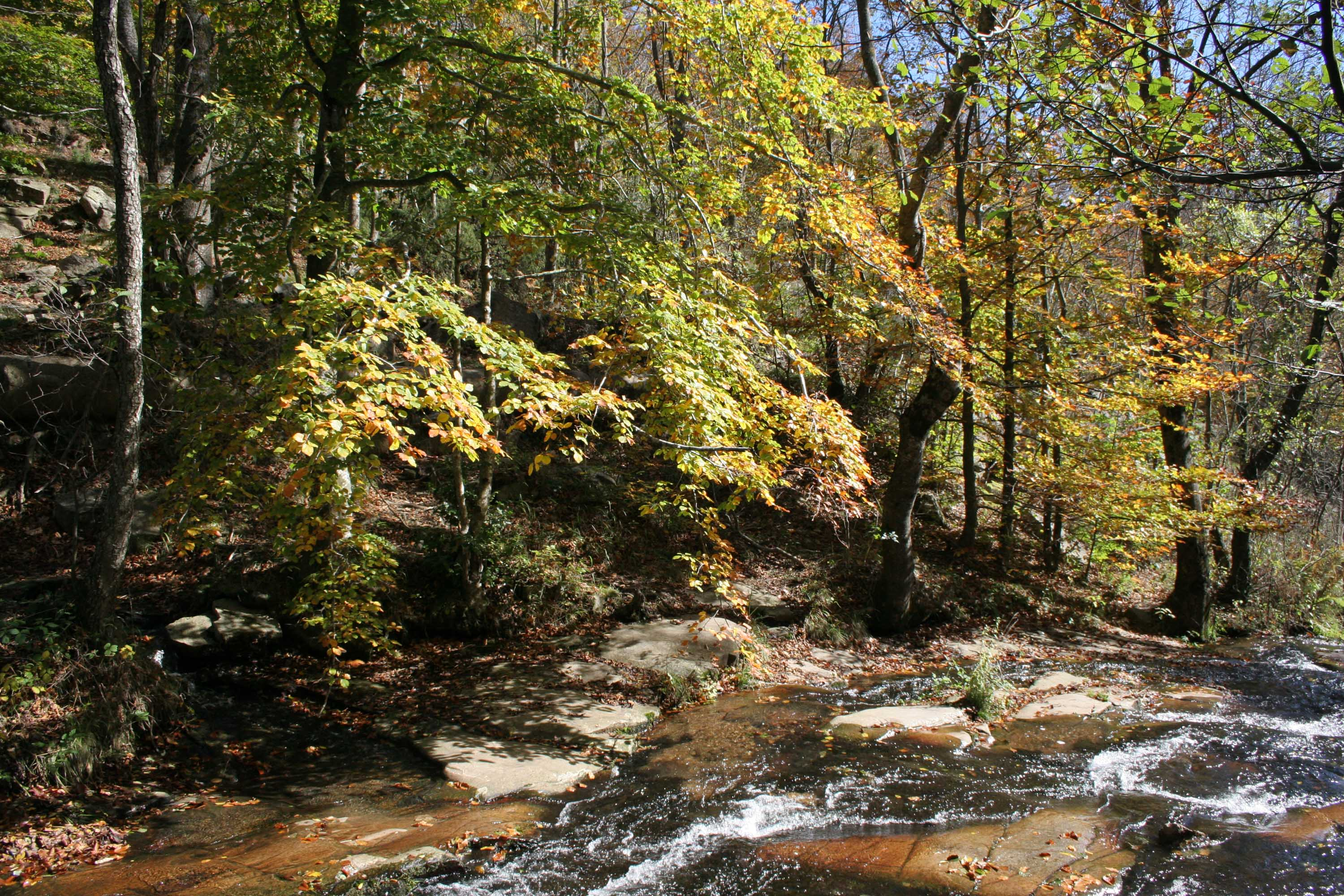
Bosque del parque natural del Montseny en periodo otoñal

Áreas funcionales de Cataluña:
Área Metropolitana de Barcelona
Campo de Tarragona
Cataluña Central
Poniente
Comarcas gerundenses
Alto Pirineo y Arán
Tierras del Ebro

Hasta después de la restauración democrática y el gobierno autonómico no se volvió a legislar para proteger espacios naturales. Actualmente, son varias administraciones (el Ministerio de Medio Ambiente, la Generalidad de Cataluña y la Diputación de Barcelona, junto a varios consorcios de municipios) las que se encargan de velar, proteger y promocionar los espacios protegidos. La Generalidad, además de cogestionar el parque de Aigüestortes, gestiona una red de once parques naturales, tres Parajes Naturales de Interés Nacional, una reserva natural (Delta del Llobregat) y una reserva marina (islas Medas). Por su parte, la Diputación de Barcelona dispone de una Red de Parques Naturales (Xarxa de Parcs Naturals) dirigido por el Área de Espacios Naturales de la Diputación que extiende los espacios protegidos por 12 parques con diferente grado de protección, algunos gestionados junto a la Generalidad. Además de esos parques, existe una red más extensa de espacios específicos protegidos mediante leyes menos específicas cuyo objetivo es aunar la diversidad del territorio catalán y su flora y fauna local. Esta red, llamada Plan de Espacios de Interés Natural (PEIN) incorpora además los parques naturales y nacionales antes mencionados que sí cuentan con una legislación específica. A fecha de abril de 2007, los espacios incluidos en el PEIN ascendían a 165.

## Demografía
La población de Cataluña a 1 de enero de 2024 era de 8 012 231 habitantes, con un porcentaje de personas nacidas en el extranjero del 23,8 %. La ciudad de Barcelona alberga a más de 1,7 millones de personas en poco más de 100 km² de superficie.
Alrededor de la capital se acumulan dos millones y medio de personas más que residen en un radio de menos de 10 km respecto a la capital. En la primera corona metropolitana se encuentran las ciudades de Hospitalet de Llobregat, Badalona y Santa Coloma de Gramanet. Las principales poblaciones de la segunda corona son Tarrasa, Sabadell, Mataró, Moncada y Reixach, Granollers, Martorell, Molins de Rey, San Feliú de Llobregat, Gavá y Castelldefels. En el área metropolitana de Barcelona se concentra una población que supera los cinco millones de habitantes. La segunda aglomeración urbana de Cataluña es la formada por la aglomeración de Reus-Tarragona.
El resto de la población de Cataluña se vertebra en la costa norte (Costa Brava), la costa sur (Costa Dorada), el valle del río Llobregat hasta Manresa, y las ciudades interiores de Lérida (al oeste) y Gerona (al noreste).

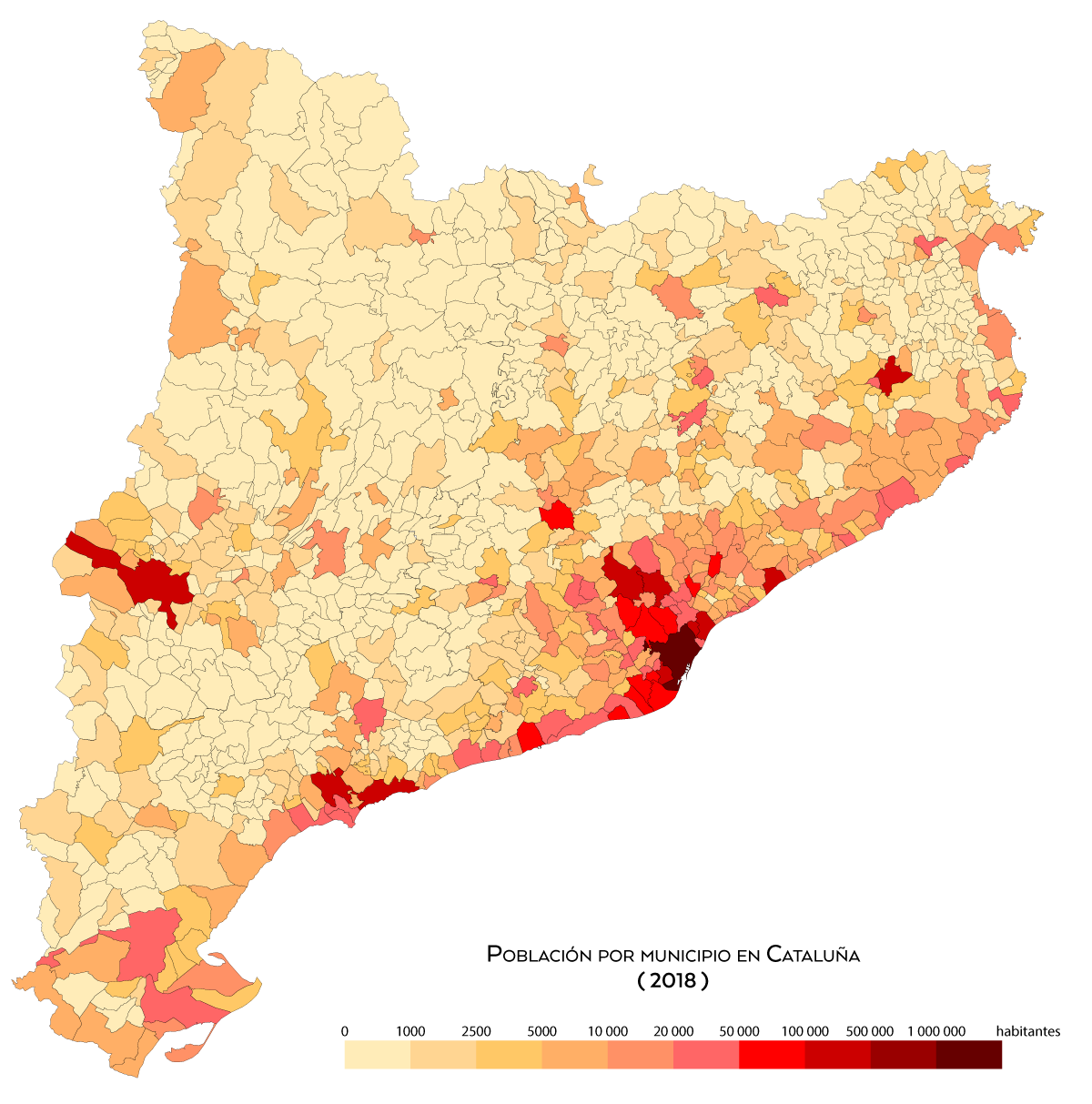
Población por· municipio (2018)
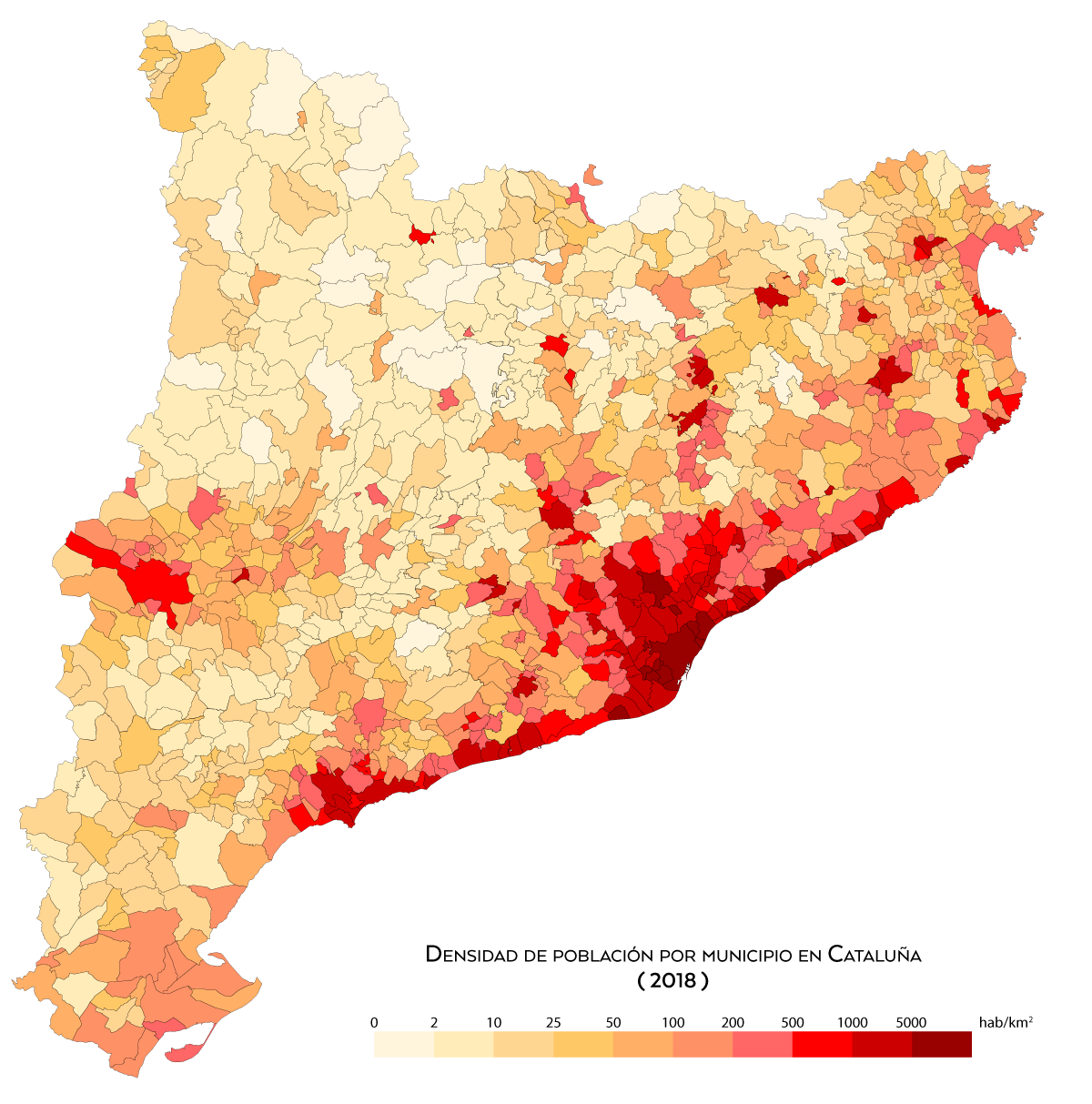
Densidad de población (2018)
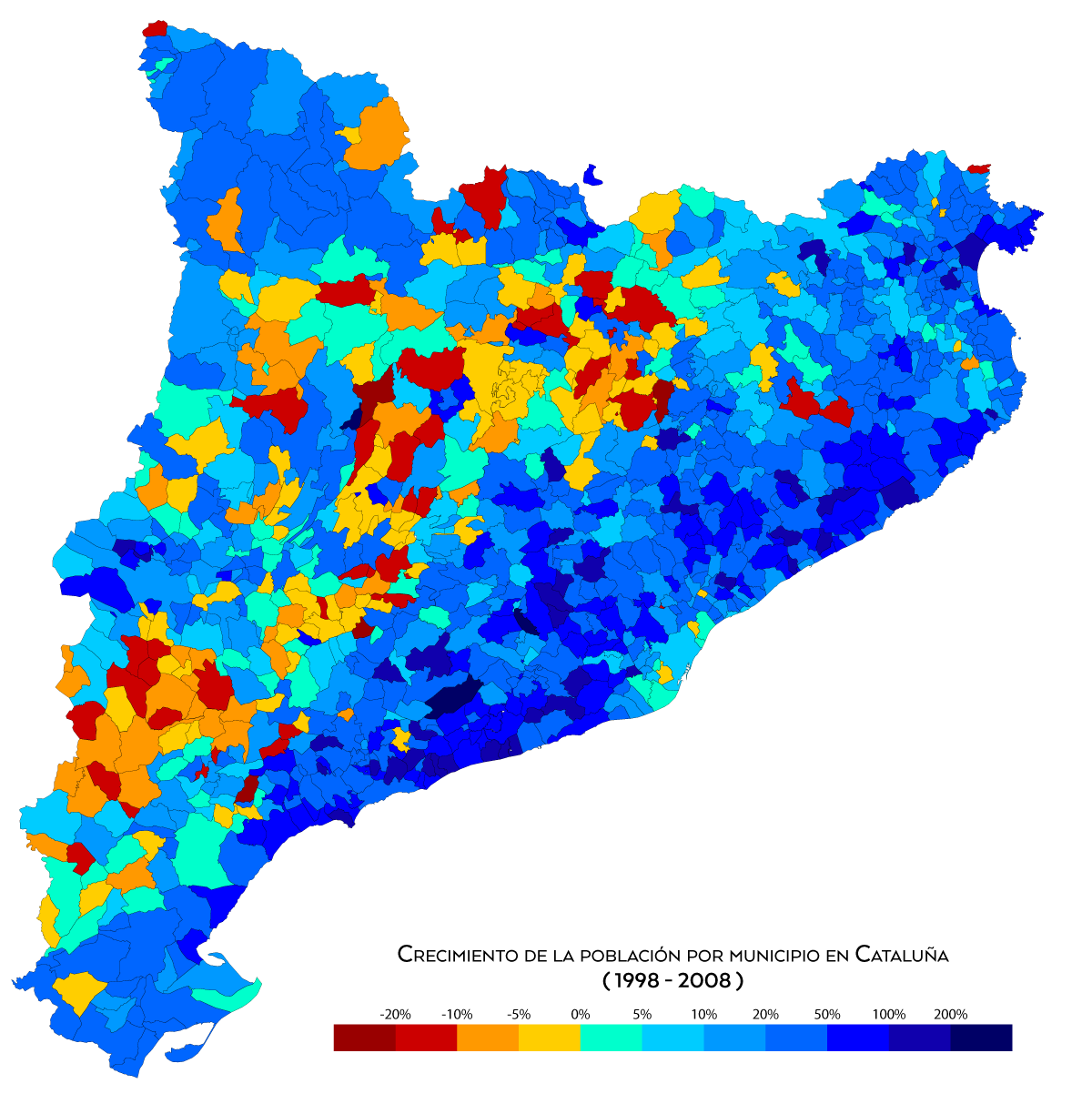
Crecimiento de la población entre 1998 y 2008
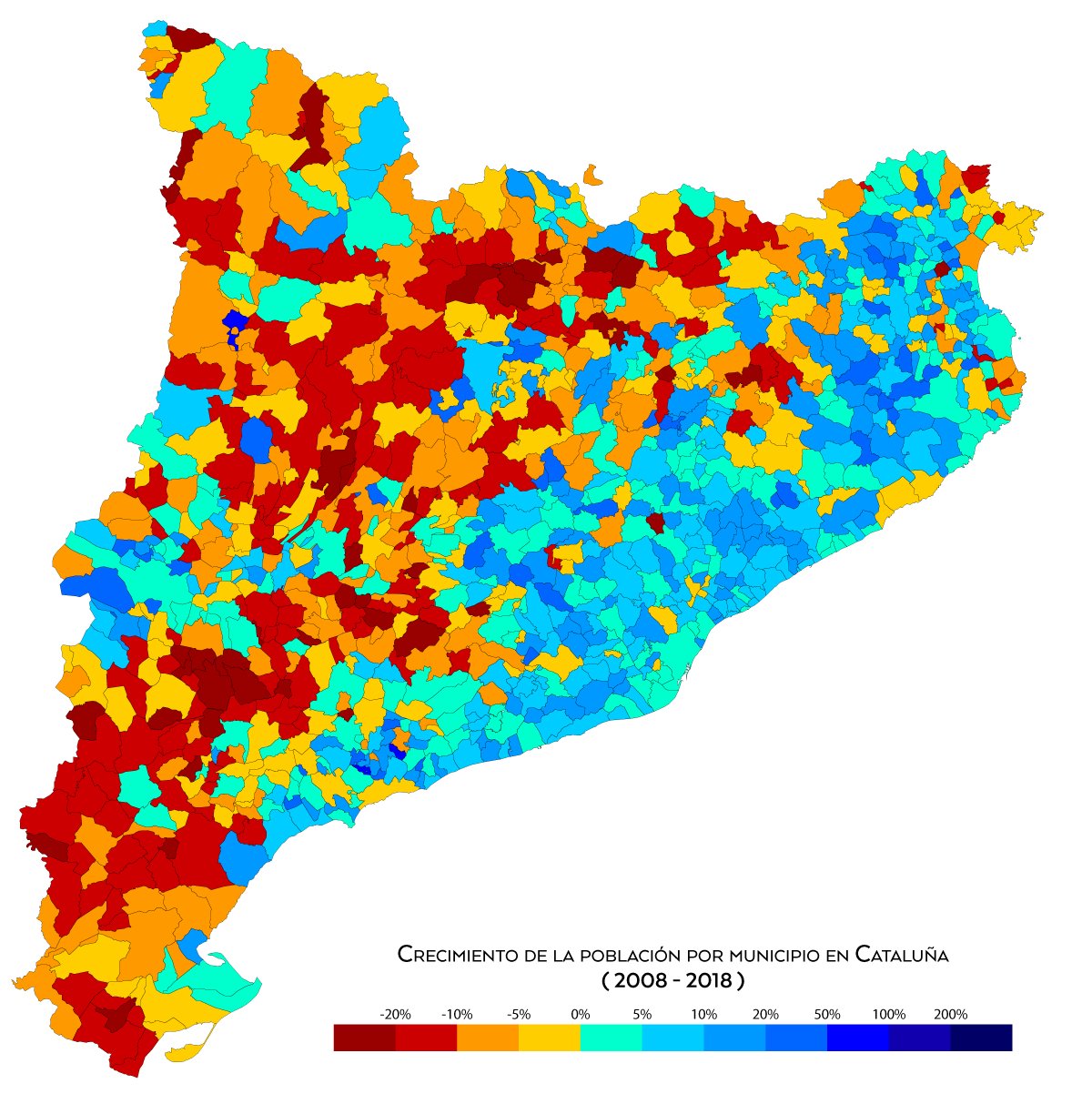
Crecimiento de la población entre 2008 y 2018

### Municipios más poblados
| Municipios más poblados de Cataluña (2024)            | Municipios más poblados de Cataluña (2024) | Municipios más poblados de Cataluña (2024) | Municipios más poblados de Cataluña (2024) | Municipios más poblados de Cataluña (2024) | Municipios más poblados de Cataluña (2024) | Municipios más poblados de Cataluña (2024) | Municipios más poblados de Cataluña (2024) | Municipios más poblados de Cataluña (2024) | Municipios más poblados de Cataluña (2024) | Municipios más poblados de Cataluña (2024)          |
| ----------------------------------------------------- | ------------------------------------------ | ------------------------------------------ | ------------------------------------------ | ------------------------------------------ | ------------------------------------------ | ------------------------------------------ | ------------------------------------------ | ------------------------------------------ | ------------------------------------------ | --------------------------------------------------- |
| Barcelona Hospitalet Badalona Tarrasa Sabadell Lérida |                                            | Municipio                                  | Comarca                                    | Población                                  |                                            |                                            | Municipio                                  | Comarca                                    | Población                                  | Tarragona Mataró Santa Coloma Reus Gerona San Cugat |
| Barcelona Hospitalet Badalona Tarrasa Sabadell Lérida | 1                                          | Barcelona                                  | Barcelonés                                 | 1.686.208                                  | 16                                         | Manresa                                    | Bages                                      | 79.737                                     |                                            | Tarragona Mataró Santa Coloma Reus Gerona San Cugat |
| Barcelona Hospitalet Badalona Tarrasa Sabadell Lérida | 2                                          | Hospitalet de Llobregat                    | Barcelonés                                 | 282.299                                    | 17                                         | Villanueva y Geltrú                        | Garraf                                     | 70.293                                     |                                            | Tarragona Mataró Santa Coloma Reus Gerona San Cugat |
| Barcelona Hospitalet Badalona Tarrasa Sabadell Lérida | 3                                          | Tarrasa                                    | Vallés Occidental                          | 228.294                                    | 18                                         | Castelldefels                              | Bajo Llobregat                             | 69.196                                     |                                            | Tarragona Mataró Santa Coloma Reus Gerona San Cugat |
| Barcelona Hospitalet Badalona Tarrasa Sabadell Lérida | 4                                          | Badalona                                   | Barcelonés                                 | 226.219                                    | 19                                         | Viladecans                                 | Bajo Llobregat                             | 67.179                                     |                                            | Tarragona Mataró Santa Coloma Reus Gerona San Cugat |
| Barcelona Hospitalet Badalona Tarrasa Sabadell Lérida | 5                                          | Sabadell                                   | Vallés Occidental                          | 221.564                                    | 20                                         | El Prat de Llobregat                       | Bajo Llobregat                             | 65.910                                     |                                            | Tarragona Mataró Santa Coloma Reus Gerona San Cugat |
| Barcelona Hospitalet Badalona Tarrasa Sabadell Lérida | 6                                          | Lérida                                     | Segriá                                     | 144.878                                    | 21                                         | Granollers                                 | Vallés Oriental                            | 63.897                                     |                                            | Tarragona Mataró Santa Coloma Reus Gerona San Cugat |
| Barcelona Hospitalet Badalona Tarrasa Sabadell Lérida | 7                                          | Tarragona                                  | Tarragonés                                 | 141.018                                    | 22                                         | Sardañola del Vallés                       | Vallés Occidental                          | 57.831                                     |                                            | Tarragona Mataró Santa Coloma Reus Gerona San Cugat |
| Barcelona Hospitalet Badalona Tarrasa Sabadell Lérida | 8                                          | Mataró                                     | Maresme                                    | 130.887                                    | 23                                         | Mollet del Vallés                          | Vallés Oriental                            | 52.045                                     |                                            | Tarragona Mataró Santa Coloma Reus Gerona San Cugat |
| Barcelona Hospitalet Badalona Tarrasa Sabadell Lérida | 9                                          | Santa Coloma de Gramanet                   | Barcelonés                                 | 120.903                                    | 24                                         | Vic                                        | Osona                                      | 49.333                                     |                                            | Tarragona Mataró Santa Coloma Reus Gerona San Cugat |
| Barcelona Hospitalet Badalona Tarrasa Sabadell Lérida | 10                                         | Reus                                       | Bajo Campo                                 | 109.961                                    | 25                                         | Figueras                                   | Alto Ampurdán                              | 48.670                                     |                                            | Tarragona Mataró Santa Coloma Reus Gerona San Cugat |
| Barcelona Hospitalet Badalona Tarrasa Sabadell Lérida | 11                                         | Gerona                                     | Gironés                                    | 106.476                                    | 26                                         | Gavá                                       | Bajo Llobregat                             | 47.961                                     |                                            | Tarragona Mataró Santa Coloma Reus Gerona San Cugat |
| Barcelona Hospitalet Badalona Tarrasa Sabadell Lérida | 12                                         | San Cugat del Vallés                       | Vallés Occidental                          | 98.649                                     | 27                                         | Esplugas de Llobregat                      | Bajo Llobregat                             | 47.700                                     |                                            | Tarragona Mataró Santa Coloma Reus Gerona San Cugat |
| Barcelona Hospitalet Badalona Tarrasa Sabadell Lérida | 13                                         | Cornellá de Llobregat                      | Bajo Llobregat                             | 91.196                                     | 28                                         | San Feliu de Llobregat                     | Bajo Llobregat                             | 46.381                                     |                                            | Tarragona Mataró Santa Coloma Reus Gerona San Cugat |
| Barcelona Hospitalet Badalona Tarrasa Sabadell Lérida | 14                                         | San Baudilio de Llobregat                  | Bajo Llobregat                             | 84.588                                     | 29                                         | Lloret de Mar                              | Selva                                      | 42.134                                     |                                            | Tarragona Mataró Santa Coloma Reus Gerona San Cugat |
| Barcelona Hospitalet Badalona Tarrasa Sabadell Lérida | 15                                         | Rubí                                       | Vallés Occidental                          | 81.523                                     | 30                                         | Blanes                                     | Selva                                      | 41.935                                     |                                            | Tarragona Mataró Santa Coloma Reus Gerona San Cugat |

## Gobierno y política
Cataluña, organizada como comunidad autónoma, es definida como nacionalidad en su Estatuto de Autonomía, al amparo de lo dispuesto en el artículo segundo de la Constitución española, que reconoce y garantiza el derecho a la autonomía de las nacionalidades y regiones que integran España.

### Administraciones públicas

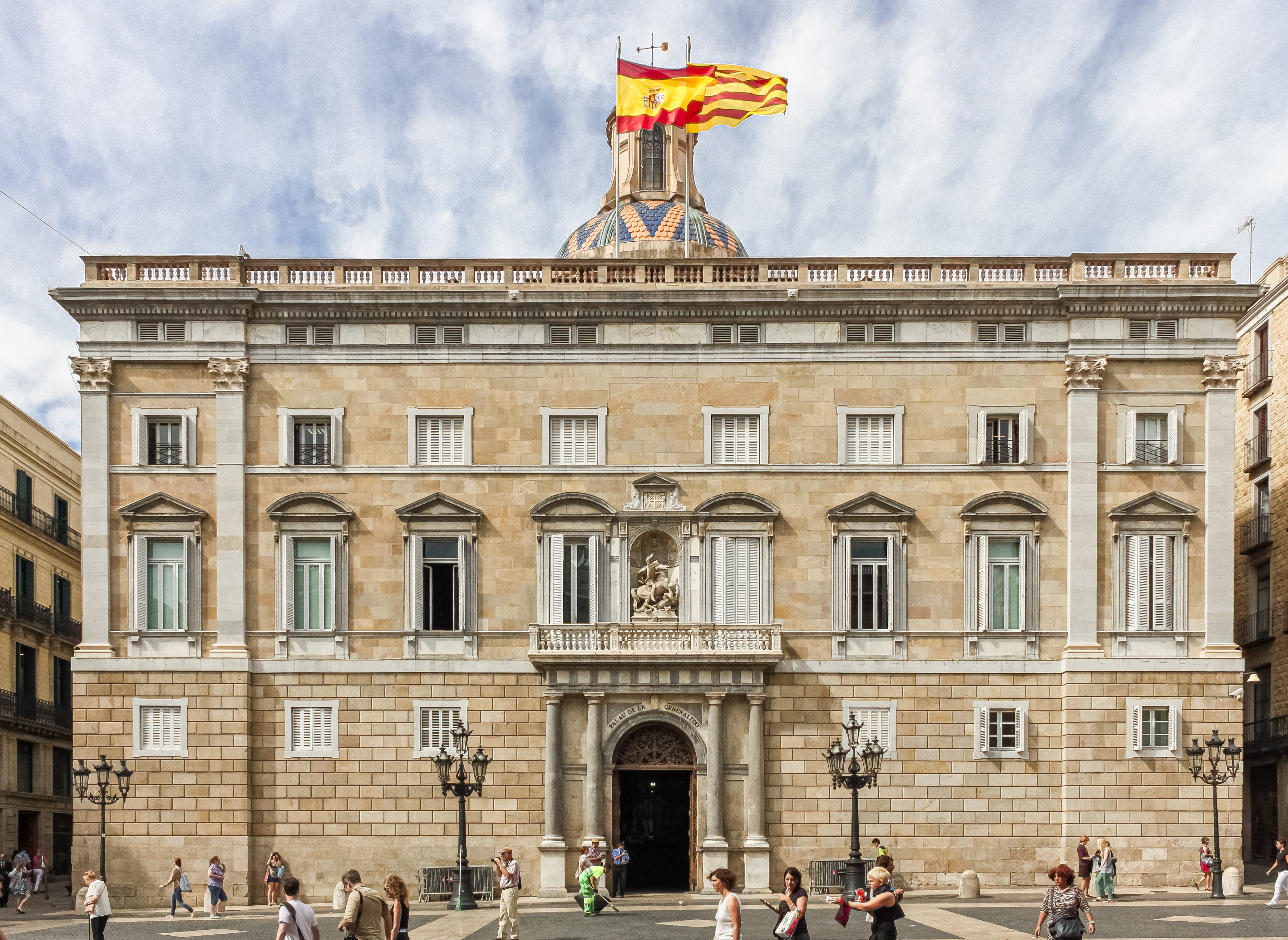
Palacio de la Generalidad de Cataluña, sede del gobierno catalán

En Cataluña hay presentes cuatro administraciones públicas, con diferentes niveles de responsabilidad y competencias políticas: la Administración General del Estado, la Generalidad de Cataluña, las diputaciones provinciales, y los ayuntamientos.

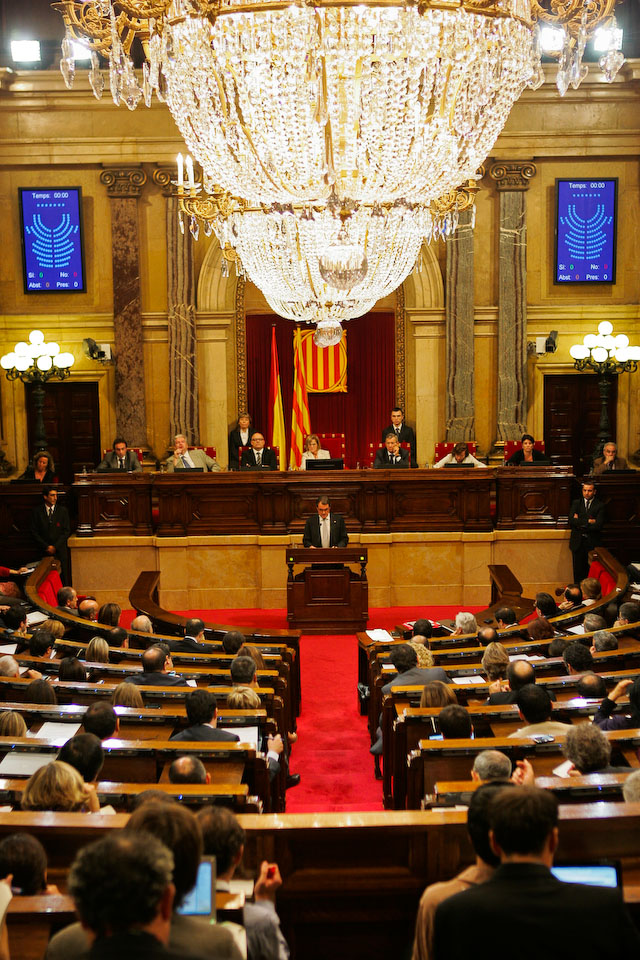
Palacio del Parlamento de Cataluña

La Administración General del Estado se ocupa de diferentes cuestiones como la seguridad (fuerzas armadas), la justicia, la gestión de puertos y aeropuertos, los trenes de la RENFE, y las costas, entre las competencias más destacadas. A lo largo de los últimos años, el Cuerpo Nacional de Policía y la Guardia Civil, dentro del marco de traspaso de competencias, han sido relevados en la mayoría de sus competencias por el despliegue progresivo sobre el territorio de los Mozos de Escuadra, policía autonómica. La Administración del Estado en Cataluña está coordinada desde la sede de la Delegación del Gobierno. El Delegado del Gobierno es designado directamente por el Gobierno de España por decreto.
La Generalidad de Cataluña, sistema institucional en que se organiza políticamente el autogobierno de Cataluña, tiene amplias competencias y gestiona diferentes ámbitos, como pueden ser: educación, asuntos sociales, tránsito, determinación de políticas económicas y de comercio, etc. La Generalidad es también la responsable de la construcción de equipamientos públicos como hospitales, escuelas de primaria y secundaria, universidades, residencias para la tercera edad, entre otras.

### Autogobierno
Cataluña, como otras regiones autónomas españolas, cuenta con unas amplias competencias transferidas por el Estado. Actualmente, la Generalidad tiene competencias en materias como cultura, turismo o vivienda. En otras áreas, como ordenación del crédito, banca y seguros, le corresponde el desarrollo legislativo y la ejecución de la legislación del Estado y de la Unión Europea. Finalmente, en materias como propiedad intelectual e industrial, le corresponde la ejecución de la legislación estatal.

### Régimen fiscal
A diferencia del País Vasco y de Navarra, cuyas relaciones de orden tributario con el Estado están reguladas mediante sus respectivos sistemas forales tradicionales, y de Canarias, Ceuta y Melilla, para las que la ley orgánica prevista en el artículo 157.3 de la Constitución, de financiación de las comunidades autónomas, establece peculiaridades, Cataluña, al igual que las comunidades restantes, carece de una autonomía fiscal especial. La mayoría de los impuestos son recaudados por la Agencia Estatal de la Administración Tributaria, por lo que sus ingresos dependen de las transferencias que recibe de la Administración central.

### Sistema político

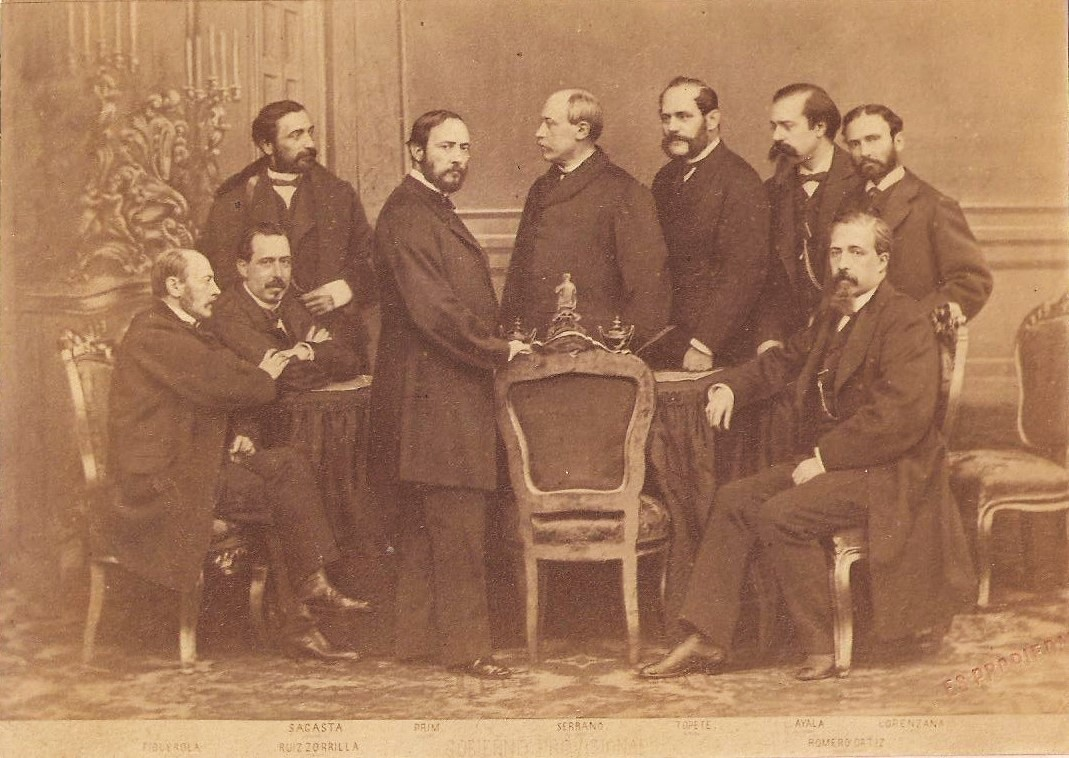
Gobierno de España dirigido por el catalán Juan Prim, figura clave de la política española del

En 1931 se produce un primer establecimiento de un autogobierno para Cataluña, que desaparece tras la guerra civil española de 1936-1939. Posteriormente, en 1977 con la aprobación de la Constitución Española se otorga a Cataluña la capacidad de autogobierno en algunas materias. Se crean a partir de esa fecha el Parlamento de la Generalidad, la Presidencia de la Generalidad y el Gobierno de la Generalidad, que son sus principales instituciones de autogobierno, así como por el resto de organismos creados por ley del Parlamento catalán.
Poder ejecutivo de Cataluña
En el territorio catalán, además del Gobierno Español, ejerce sus competencias ejecutivas el Gobierno catalán se compone del presidente de la Generalidad, el primer consejero, si procede, y los consejeros. Ejerce la función ejecutiva y la potestad reglamentaria.
Poder legislativo de Cataluña
El Parlamento de Cataluña se compone de ciento treinta y cinco diputados, elegidos para un plazo de cuatro años mediante sufragio universal, libre, igual, directo y secreto. El Parlamento ejerce la potestad legislativa, aprueba los presupuestos de la Generalidad y controla e impulsa la acción política y de Gobierno.
Poder judicial en Cataluña
Según lo dispuesto en el artículo 152.1 de la Constitución, el Tribunal Superior de Justicia de Cataluña culmina la organización judicial en el ámbito territorial de Cataluña.
Al amparo de lo dispuesto en el Estatuto de Autonomía, Cataluña se rige por el derecho civil catalán, cuya conservación, modificación y desarrollo es competencia exclusiva de la Generalidad. Asimismo, de acuerdo con el artículo 35 del Estatuto de Autonomía, una ley del Parlamento regula la figura del Síndico de Agravios (equivalente al Defensor del Pueblo), que vela por la defensa de los derechos fundamentales y las libertades públicas de los ciudadanos en sus relaciones con las administraciones públicas.

### Formaciones políticas

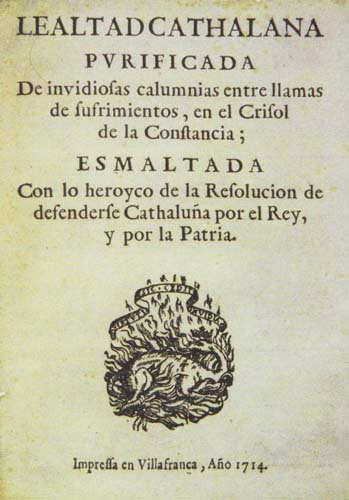
En 1714 la radicalización política catalana acentuó los planteamientos republicanos. El opúsculo Lealthad Catalana publicado en 1714 sostenía que a la Nación solo la representan las cortes, solas, como reunión de los tres brazos, sin la necesaria presencia del rey: «Solo las resoluciones que se toman en cortes de un reyno o provincia son las que se atribuyen a la Nación [...], que sólo se representa en sus braços unidos. Toda la Nación Cathalana, junta en sus Braços, resolvió el defenderse por el rey, en cuyo dominio estava [...]»

Las principales formaciones políticas de Cataluña —partidos políticos, candidaturas y coaliciones—, presentes en el Parlamento de Cataluña, son los siguientes:
- El partido Ciudadanos-Partido de la Ciudadanía, nacido de la plataforma cívica y cultural Ciutadans de Catalunya;
- La lista conjunta Junts per Catalunya («Juntos por Cataluña»), formada por Partido Demócrata Europeo Catalán (PDeCat) y Convergencia Democrática de Cataluña (CDC).
- La coalición Esquerra Republicana de Catalunya-Catalunya Sì («Izquierda Republicana de Cataluña-Cataluña Sí»), integrado por Esquerra Republicana de Catalunya (ERC), Reagrupament Independentista (RI) y Catalunya Sí (CAT-SÍ).
- El Partido de los Socialistas de Cataluña, partido independiente y asociado al Partido Socialista Obrero Español, formado tras la fusión de los tres partidos socialistas regionales existentes durante la Transición: Partit Socialista de Catalunya-Congrés, Partit Socialista de Catalunya-Reagrupament y la Federación Catalana del PSOE;
- La coalición Catalunya en Comú-Podem («Cataluña en Común-Podemos»), integrada por Catalunya en Comú, Barcelona en Comú, Iniciativa per Catalunya Verds, Esquerra Unida i Alternativa, Podemos y Equo;
- La coalición Candidatura de Unidad Popular-Llamada Constituyente, de la que son miembros Candidatura de Unidad Popular, Colectivo Drassanes, Constituyentes por la Ruptura, Lucha Internacionalista, En Lucha, Corriente Roja, Els Verds-Alternativa Verda, Endavant, Poble Lliure, Arran, Sindicato de Estudiantes de los Países Catalanes, Coordinadora Obrera Sindical y diversos partidos de ámbito local;
- El Partido Popular de Cataluña, la delegación del Partido Popular en la comunidad autónoma catalana.

### La polémica de Cataluña como nación
En la proposición del Estatuto de Autonomía aprobado en 2006 y actualmente vigente, el Parlamento de Cataluña aprobó la definición de Cataluña como una nación. Sin embargo, ejerciendo sus superiores competencias, el Congreso de los Diputados enmendó esa propuesta y excluyó la definición de «nación» del articulado del nuevo Estatuto —aunque se mantiene una referencia en el preámbulo a lo que en su día aprobó el Parlamento catalán, del siguiente modo: «La Constitución española, en el artículo segundo, reconoce la realidad nacional de Cataluña como nacionalidad»—. Asimismo, los legisladores catalanes introdujeron otra referencia al carácter nacional de Cataluña, amparado por el ordenamiento jurídico vigente, que se halla en el artículo 8.1 del Estatuto de 2006, al afirmar que Cataluña, definida como nacionalidad en el artículo 1, tiene como «símbolos nacionales» la bandera, la fiesta y el himno.
A juicio del Gobierno de la Nación, y del partido gobernante que respaldó su aprobación, el texto del preámbulo solo tiene valor declarativo y no jurídico. A juicio del portavoz del Grupo Parlamentario Socialista, en su intervención, en nombre del partido gobernante, durante el debate en el Congreso de los Diputados del Estatuto, el preámbulo tiene «importancia política, jurídica e interpretativa». El Partido Popular, en aquel entonces principal partido de la oposición, presentó el 31 de julio de 2006 un recurso ante el Tribunal Constitucional contra el nuevo Estatuto por el posible uso inconstitucional del término «nación» en el preámbulo —entre muchos otros aspectos—, que fue admitido a trámite por el Alto Tribunal y que se resolvió declarando el Estatuto parcialmente inconstitucional. El Defensor del Pueblo hizo lo propio el 19 de septiembre del mismo año.

### Declaración unilateral de independencia (DUI)

Pabellón utilizado para promover el proceso independentista

Pabellón utilizado para Tabarnia que propone su anexión a España, en caso de secesión

El 27 de octubre de 2017, el Parlamento de Cataluña procede a la votación para convertir Cataluña en una República, en una votación secreta y con la ausencia de los 53 diputados de los partidos contrarios al proceso de independencia —PP, PSC y Ciudadanos— por considerar que la Constitución española no lo permite. Fue una votación en contra de las decisiones del Tribunal Constitucional y de los propios letrados del Parlamento, que advirtieron previamente a la Mesa que no podría formalizar cualquier resolución en este sentido de acuerdo con la legislación vigente y los dictámenes del Tribunal Constitucional. La moción sale adelante por setenta votos a favor, diez en contra y dos en blanco, pero dicha declaración de independencia es suspendida cautelarmente por el Tribunal Constitucional el 31 de octubre tras una petición al respecto del PSC.
El 27 de octubre por la tarde, el Senado aprueba la solicitud del Gobierno de activar el artículo 155 de la Constitución por 214 votos a favor, 47 en contra y una abstención, alegando la vulneración reiterada del Gobierno catalán de las leyes vigentes en sus ansias soberanistas. El Gobierno español destituye al Gobierno catalán, convocando elecciones para el 21 de diciembre de 2017, y pasando las labores de las consejerías a las de los ministerios correspondientes. Todos los partidos políticos terminan aceptando la convocatoria de elecciones, incluso los nacionalistas catalanes a pesar de su reticencia inicial. También toma el control de los Mozos de Escuadra, la policía autonómica catalana, destituyendo al mayor Trapero por sus problemas legales, y pone a su número dos al mando. La decisión es aceptada sin incidentes por los miembros del cuerpo de policía autonómica.
El 30 de octubre, el fiscal general del Estado solicita que se impute a la Mesa del Parlamento y al Gobierno de la Generalidad cargos por sedición, rebelión y malversación de fondos. Esto último, supuestamente por malversar fondos públicos para financiar el referéndum declarado ilegal por el Tribunal Constitucional que tuvo lugar el 1 de octubre del mismo año.
El expresidente de la Generalidad, Carles Puigdemont, huyó a Bélgica junto a cuatro exconsejeros con la intención de internacionalizar el problema, [cita requerida] Tras aceptar a trámite la denuncia del fiscal general del Estado, la jueza de la Audiencia Nacional, Carmen Lamela, convoca a los miembros destituidos del Gobierno catalán para el 2 de noviembre. Debido[cita requerida] a la huida de Puigdemont y otros consejeros, tras presentarse en los juzgados declara prisión incondicional para el vicepresidente catalán Oriol Junqueras y otros siete exconsejeros por delitos de sedición, rebelión y malversación de fondos. La denuncia a la Mesa del Parlamento se presenta ante el Tribunal Supremo por ser miembros aforados y es aceptada, pero su declaración se pospone del 2 del noviembre al 9 del mismo mes.
Finalmente, la magistrada Lamela remite la causa abierta al Tribunal Supremo al valorar que sus encausados forman parte de la misma investigación instruida por el juez Pablo Llarena en el Alto Tribunal, pero conserva la investigación sobre el desarrollo del referéndum de independencia del 1 de octubre de 2017, considerado también inconstitucional.

### Organización territorial
Cataluña se organiza territorialmente en comarcas, municipios y provincias. Históricamente, también se ha organizado en regiones y veguerías, denominación esta última recuperada con el nuevo Estatuto de autonomía.

#### Provincias
Las provincias constituyen la división administrativa más antigua aún vigente en Cataluña. Parten de la agrupación de municipios y toman el nombre de sus capitales. El Poder Judicial parte de la división provincial para establecer los partidos judiciales agrupando los municipios que quedan adjudicados bajo una misma sede judicial. La comunidad autónoma de Cataluña surgió mediante la unión formal de cuatro provincias:
| Provincia              | Capital   | Área (km²) | Población 2024 | Municipios |
| ---------------------- | --------- | ---------- | -------------- | ---------- |
| Provincia de Barcelona | Barcelona | 7728       | 5 877 672      | 311        |
| Provincia de Gerona    | Gerona    | 5910       | 821 108        | 221        |
| Provincia de Lérida    | Lérida    | 12 172     | 451 707        | 231        |
| Provincia de Tarragona | Tarragona | 6303       | 861 744        | 184        |

#### Comarcas
La Generalidad de Cataluña estableció una división administrativa en cuarenta y una comarcas, los órganos rectores de las cuales son los Consejos Comarcales. La división comarcal de Cataluña tiene su origen en un decreto de la Generalidad republicana de 1936, que tuvo vigencia hasta el final de la Guerra Civil. La división comarcal fue nuevamente adoptada por ley del Parlamento en 1987. Esta división se basó en criterios geográficos y de mercado local, que coincide en buena medida con anteriores entidades de territorio de gran tradición. Solo hay cuatro comarcas (Bergadá, Cerdaña, Osona y Selva) que incluyen municipios pertenecientes a dos provincias, mientras que el resto lo hacen plenamente manteniendo las mismas fronteras de municipios.
El Valle de Arán merece atención especial, ya que, aunque está incluido dentro de la organización comarcal, goza de mayor autonomía, de acuerdo con la Ley 16/1990, sobre el régimen especial del valle de Arán, aprobada por el Parlamento de Cataluña.

#### Municipios
El municipio es la base territorial de Cataluña donde se cuentan por 947, de los cuales a fecha de 2017 (INE), 488 tenían menos de 1000 habitantes. 121 superan la población como para ser consideradas ciudad, y 64 superan los 20 000 habitantes (en los que vive más del 70 % de la población catalana).

## Economía

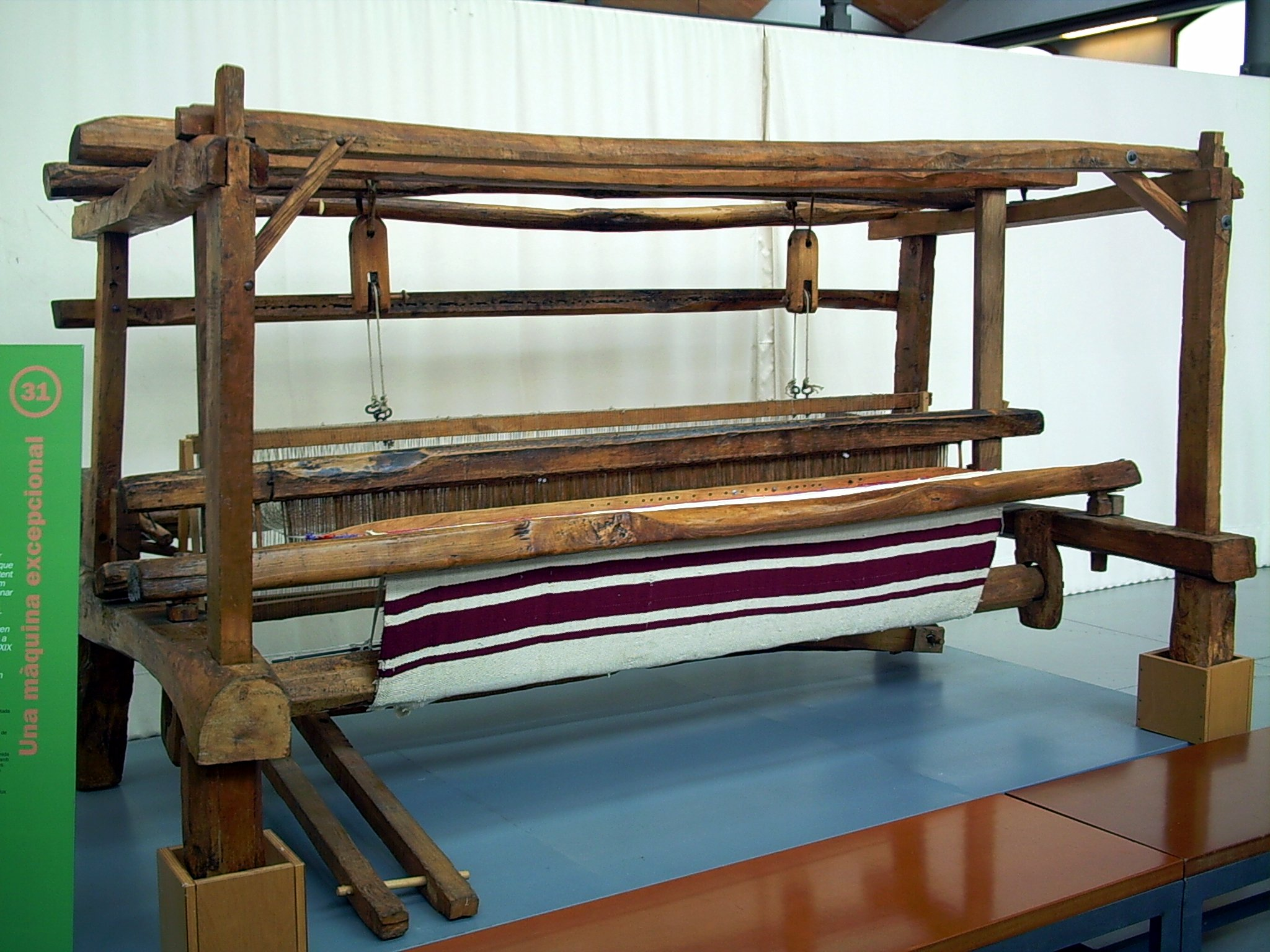
Telar tipo «Jenny», en el Museo de la Ciencia y de la Técnica de Cataluña de Tarrasa. Parte de las Fábricas de indianas

Cataluña es un territorio de tradición industrial desde el siglo XIX. En la actualidad la industria, el turismo y los servicios son los principales sectores económicos de Cataluña. El crecimiento medio anual del periodo 1995-2004 en términos reales fue inferior a la media española. En el año 2014, la economía catalana creció un 1,4 %, el mismo porcentaje que la media española y por encima de la media europea. Según las mismas fuentes oficiales, Cataluña está en el cuarto lugar de la clasificación de comunidades según el PIB per cápita en Paridades del Poder Adquisitivo y es la que más aporta al total del PIB español (18,7 %, año 2014).
La tasa de paro en Cataluña, a finales de 2014, era del 19,9 %: un 20,2 en hombres y un 19,6 en mujeres.
La industria, la construcción, el turismo y los servicios son los principales sectores económicos de Cataluña.
Cataluña es el primer destino turístico de España: los 16,7 millones de turistas que recibió entre enero y diciembre de 2014 suponen un 25,8 % del total de las llegadas registradas en toda España, y representan un incremento del 7,2 % respecto al mismo período del año anterior. Los principales destinos turísticos de Cataluña son la ciudad de Barcelona, las playas de la Costa Brava gerundense y de la Costa Dorada tarraconense (donde también se encuentra el complejo turístico PortAventura World), y la zona pirenaica, donde hay 10 estaciones de esquí: Baqueira Beret, La Molina, Espot Esquí, La Masella, Port Ainé, Vall de Núria, Boí Taüll, Port del Comte, Rasos de Peguera, Tavascan y Vallter 2000.

Exportaciones de Cataluña en 2020

La vivienda es el mayor motivo de endeudamiento de los catalanes. En este sentido, cabe señalar que Cataluña es, tras Madrid, la segunda comunidad de España donde está más caro el precio de la vivienda: se pagan de media 3397 euros por metro cuadrado, según datos de la Sociedad de Tasación a 31 de diciembre de 2005. Por ciudades, sin embargo, Barcelona es la ciudad más cara de España, con un precio medio de 3700 euros el metro cuadrado.
Desde el punto de vista financiero, cabe destacar la gran implantación y tradición que en Cataluña tienen las cajas de ahorro, mayor incluso que los bancos privados. Un ejemplo es que de las 46 cajas de ahorro españolas, 10 son catalanas. Destacan especialmente la Caja de Ahorros y Pensiones de Barcelona, conocida como laCaixa, y que es la primera caja de ahorros de Europa, y Caixa Catalunya. En cuanto a bancos, el más importante de Cataluña es el Banco Sabadell, cuarto grupo bancario español.
La Bolsa de Barcelona, que en el año 2014 negoció casi 212 825 millones de euros, es la segunda más importante de España tras la Bolsa de Madrid. En el año 2018 el volumen de contratación fue de 166 994 millones de euros.
Por su parte, la Feria de Barcelona organiza todo tipo de muestras y congresos de carácter internacional sobre variados sectores de la economía.

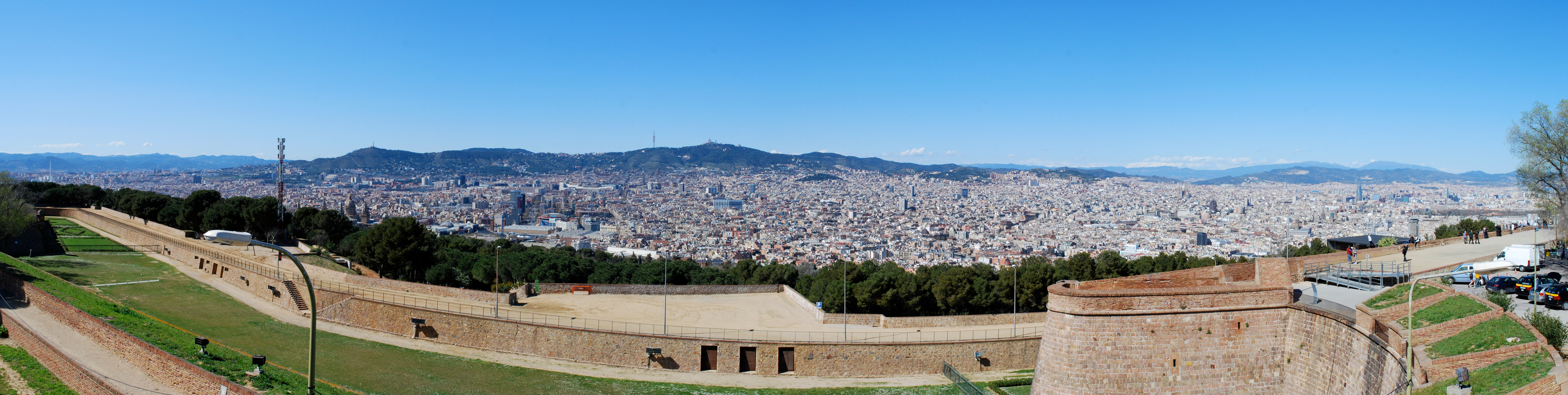
Panorámica de Barcelona, la capital de Cataluña y su ciudad más importante

### Energía
La producción de energía eléctrica tiene gran importancia en la comunidad. El grueso corre a cargo de las centrales térmicas y nucleares presentes en la misma:

#### Centrales térmicas de combustible fósil

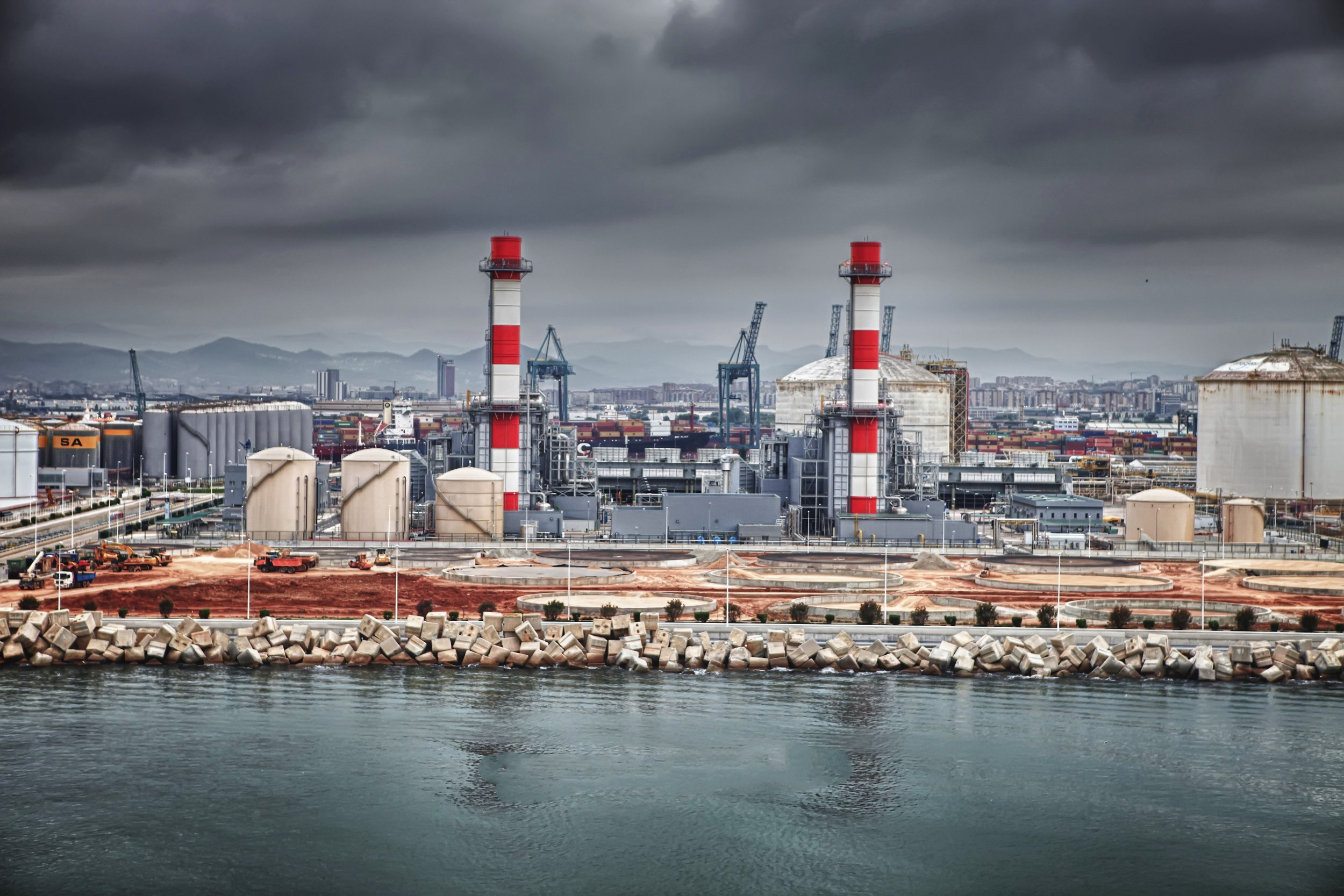
Central térmica del Puerto de Barcelona, propiedad de Naturgy

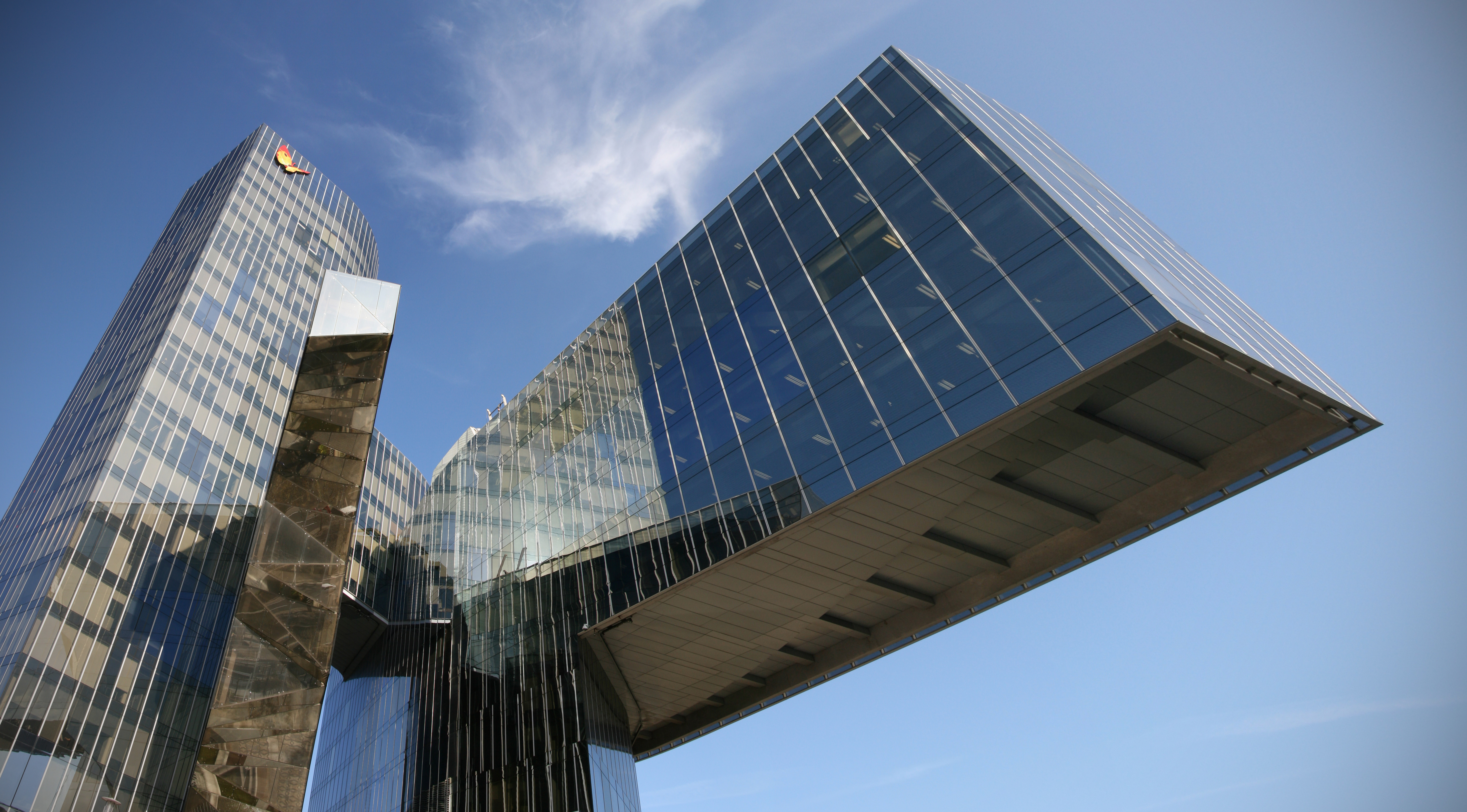
Sede operativa de Naturgy en Barcelona, antigua sede social, que se trasladó a Madrid en 2017 debido al proceso soberanista catalán

| Nombre                                  | Municipio           | Provincia | Tipo         | Grupos | Potencia | Propietario      |
| --------------------------------------- | ------------------- | --------- | ------------ | ------ | -------- | ---------------- |
| Central térmica del Puerto de Barcelona | Barcelona           | Barcelona | c. combinado | 2      | 850 MW   | Naturgy          |
| Central térmica Besós V                 | San Adrián de Besós | Barcelona | c. combinado | 2      | 873 MW   | Endesa           |
| Central de ciclo combinado del Besós    | San Adrián de Besós | Barcelona | c. combinado | 2      | 800 MW   | Naturgy / Endesa |
| Central térmica Tarragona Power         | La Canonja          | Tarragona | c. combinado | 1      | 424 MW   | Iberdrola        |
| Central térmica Plana del Vent          | Vandellós           | Tarragona | c. combinado | 2      | 800 MW   | Naturgy / Alpiq  |

#### Centrales térmicas nucleares
- Central nuclear de Ascó, en Ascó, Tarragona.
- Central nuclear de Vandellós, en Vandellós, Tarragona.

### Congresos y salones de exposiciones

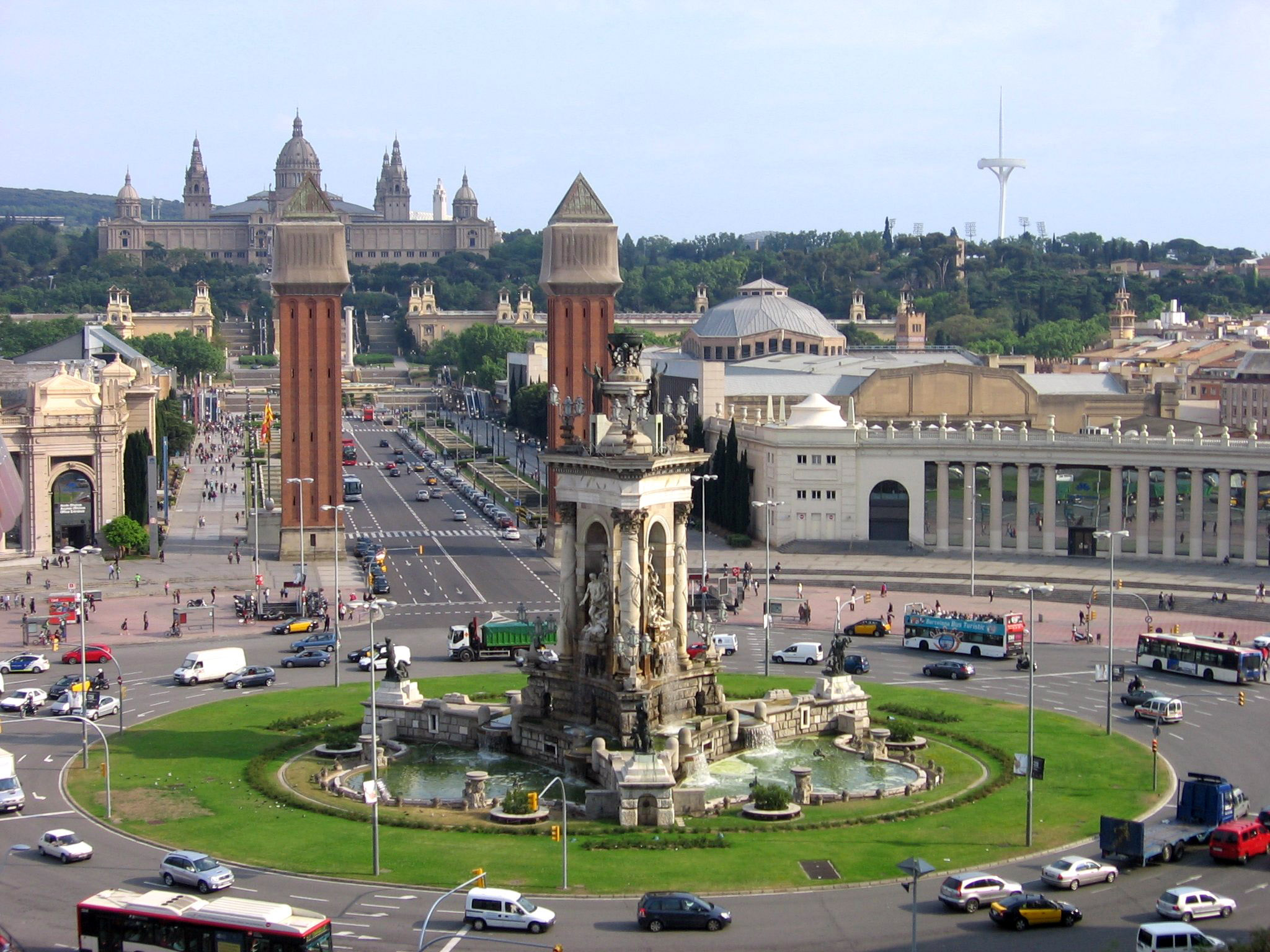
Recinto de Fira Barcelona en la plaza de España. El Museo Nacional de Arte de Cataluña al fondo de la avenida de María Cristina

En Cataluña se organizan un gran número de congresos y salones de exposiciones que, solamente en la Fira Barcelona ubicada en Barcelona y Hospitalet de Llobregat, recibe la visita de más de 3 millones de personas.

## Infraestructuras y servicios

### Seguridad ciudadana
Cataluña dispone de una policía autonómica propia, denominada Mozos de Escuadra, al amparo de lo dispuesto en la Ley de Fuerzas y Cuerpos de Seguridad. Los Mozos de Escuadra fueron paulatinamente sustituyendo a las fuerzas y cuerpos de seguridad del Estado, Guardia Civil y Cuerpo Nacional de Policía, que dependen directamente del Ministerio del Interior, asumiendo la policía autonómica catalana las competencias en seguridad pública, que incluyen algunas de las funciones que tanto Guardia Civil y Policía Nacional venían desempeñando hasta ahora, principalmente en materias de seguridad ciudadana y tráfico. El Estado mantiene en Cataluña, una vez terminado el despliegue, un número limitado de agentes para ejercer las funciones atribuidas en exclusiva a la Administración General del Estado como la vigilancia de puertos, aeropuertos, costas y fronteras, aduanas, control de entrada y salida del territorio nacional, régimen general de extranjería, extradición y expulsión, emigración e inmigración, documentos oficiales de identidad, protección fiscal del Estado, contrabando y fraude fiscal y las otras funciones que la Constitución y la ley establecen.

### Transporte
Cabe destacar de los transportes en Cataluña el sistema tarifario integrado empleado en el transporte público de todas sus provincias. El T-Mobilitat será el último avance en integración de transporte, permitiendo a los ciudadanos de Cataluña utilizar un único billete para todos los modos de transporte adheridos que actualmente se encuentran fraccionados en cuatro sistemas integrados distintos.

## Cultura

### Ciencia

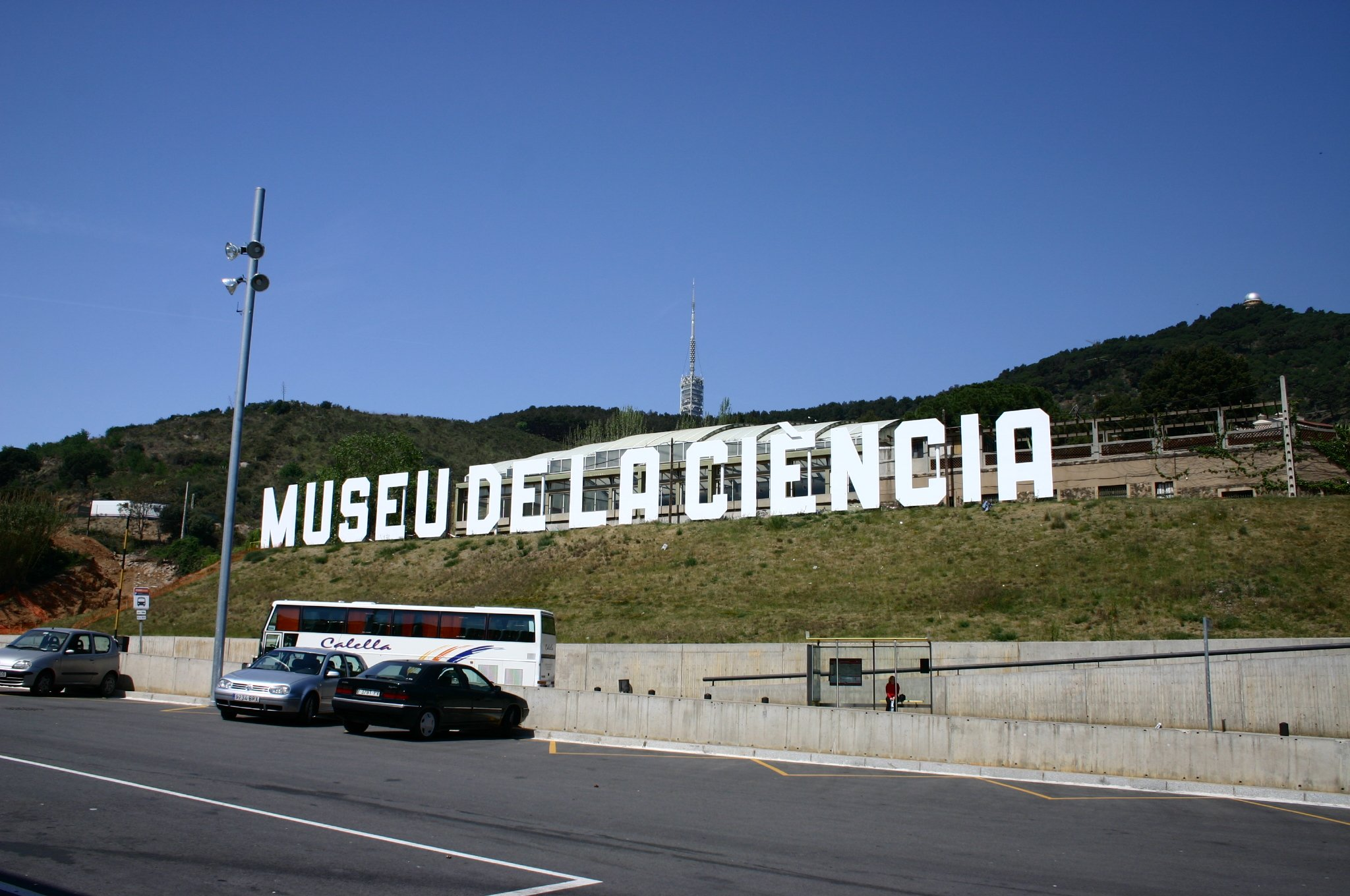
Cartel del Museo de la Ciencia, actualmente llamado CosmoCaixa

La investigación científica y tecnológica ha sido uno de los pilares del desarrollo de Cataluña. Entre los científicos catalanes más célebres cabe mencionar a Narciso Monturiol, al astrónomo José Comas y Solá, el climatólogo Eduard Fontserè, o al bioquímico Joan Oró.
Actualmente se está haciendo una gran inversión económica por parte de las administraciones públicas y de entidades privadas para potenciar al máximo las investigaciones científicas y tecnológicas, no solo en los centros universitarios, sino en instituciones privadas. Destacan en este ámbito el trabajo de instituciones como el Consejo Superior de Investigaciones Científicas en Cataluña.
En este sentido, cabe destacar la próxima inauguración del parque de investigación biomédica que se está construyendo en Barcelona, y que será el más importante de Europa en el terreno biomédico; el proyecto del barrio 22@ de Barcelona, con el que se incentiva la instalación de todo tipo de empresas punteras en el ámbito tecnológico europeo; y la puesta en marcha con la inauguración por parte de los presidentes Montilla, Zapatero y la ministra de Ciencia e Innovación, Cristina Garmendia del sincrotrón en Sardañola del Vallés.
En Tarrasa puede visitarse el Museo de la Ciencia y de la Técnica de Cataluña, y en Barcelona el CosmoCaixa, antes llamado Museo de la Ciencia.

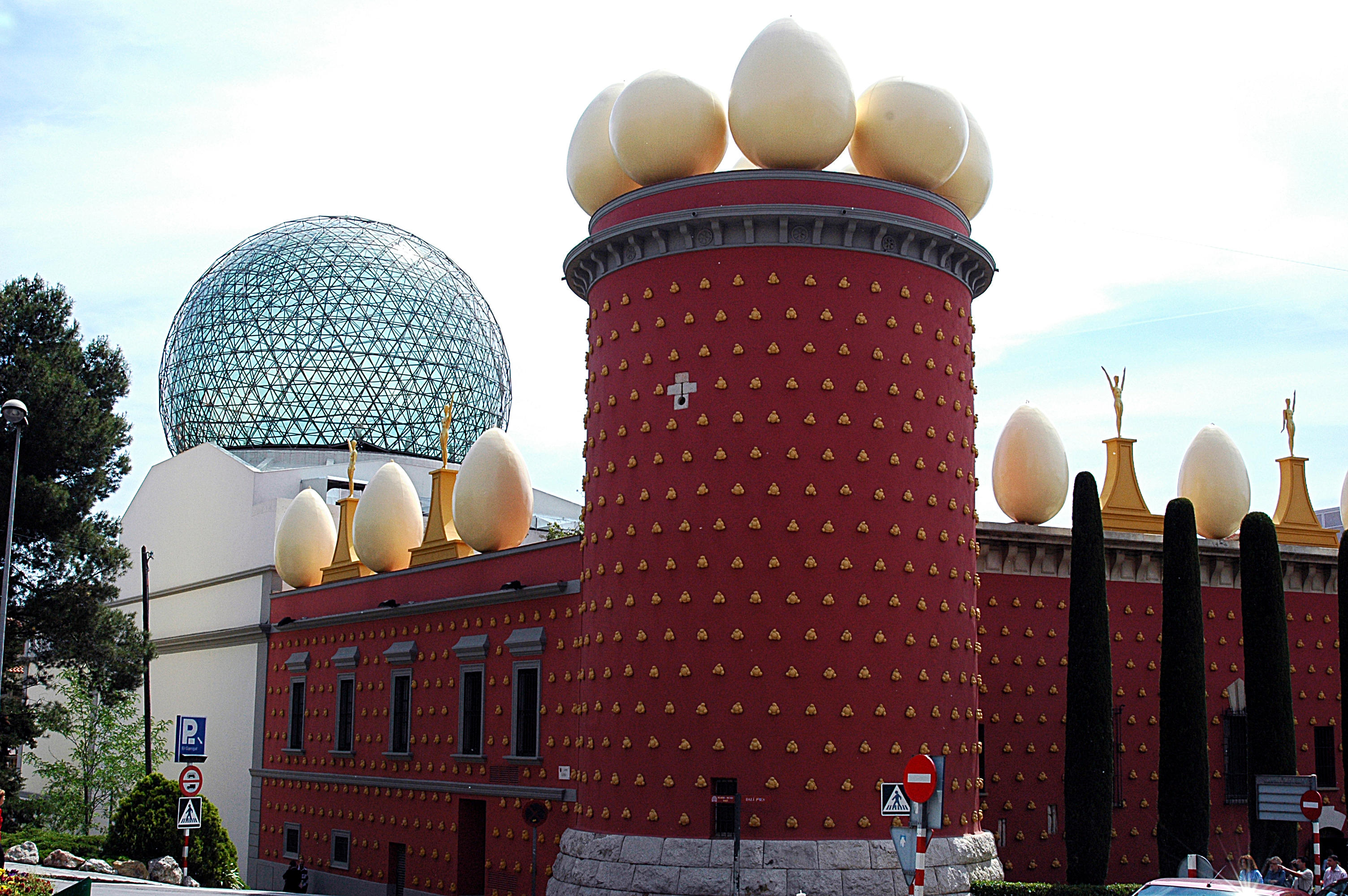
Teatro-museo Dalí, en Figueras

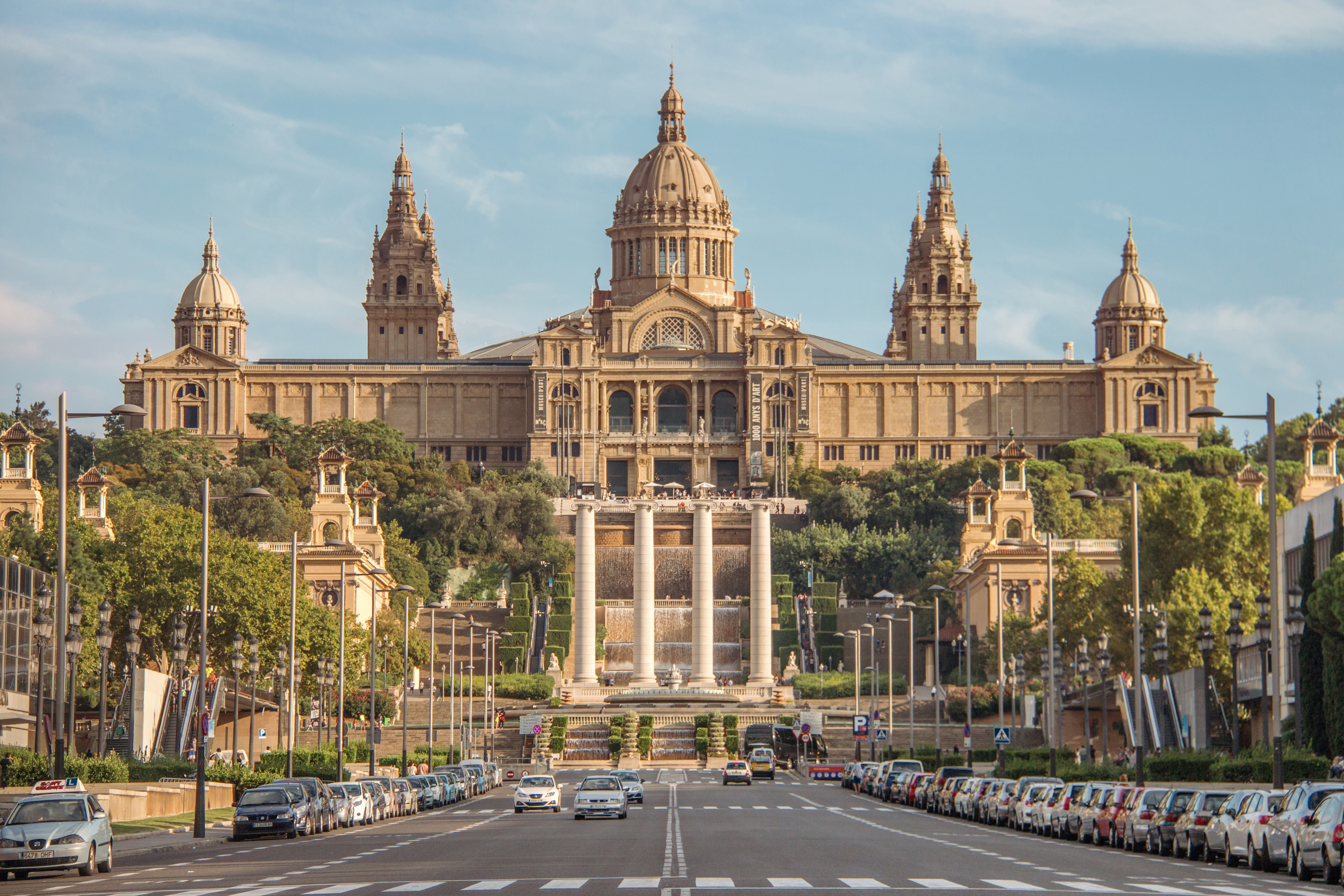
El Palacio Nacional, sede del Museo Nacional de Arte de Cataluña

### Pintura
Los pintores catalanes de mayor renombre internacional son Salvador Dalí, Joan Miró y Antoni Tàpies, todos ellos pertenecientes al siglo XX. Muy ligado al ambiente pictórico de Cataluña estuvo también el malagueño Pablo Picasso, que vivió su juventud en Barcelona, donde se formó como artista e inició el cubismo pintando, entre otras obras, Las señoritas de Avignon. Otros catalanes que también han dejado huella en el mundo de las artes plásticas son Ramón Casas, Josep Maria Subirachs o Mariano Fortuny.
Los museos pictóricos más relevantes de Cataluña son el Teatro-Museo Dalí, en Figueras (Gerona), el Museo Picasso de Barcelona, la Fundación Antoni Tàpies, y la Fundación Joan Miró, ambos en Barcelona, donde también son destacables el Museo Nacional de Arte de Cataluña (MNAC), el Museo de Arte Contemporáneo de Barcelona (MACBA), el Centro de Cultura Contemporánea de Barcelona (CCCB), y CaixaForum Barcelona.

### Música

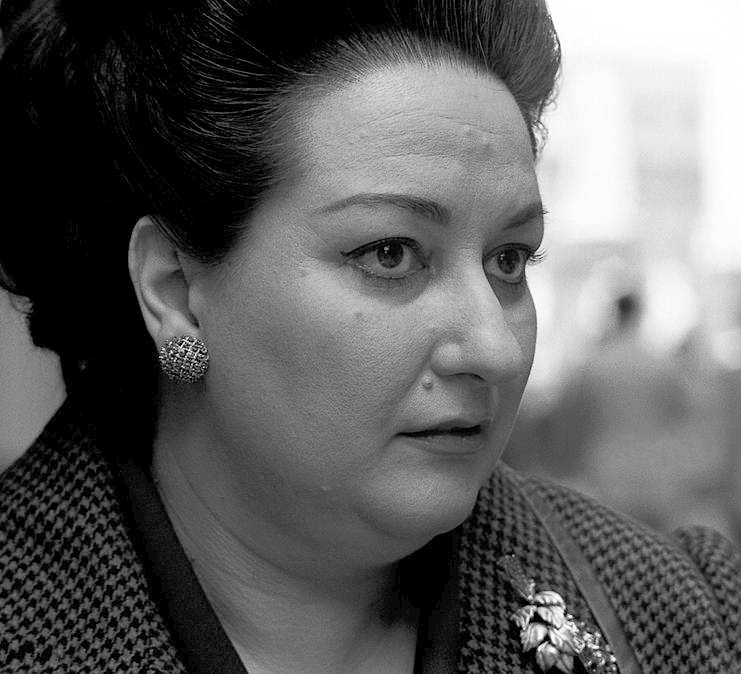
Montserrat Caballé

La música es uno de los sectores más vigorosos de la industria cultural de Cataluña, tanto por el número de actividades y eventos musicales que tienen lugar a lo largo del año, como por la red de recintos musicales, y por la cantidad de productoras, compositores, intérpretes y grupos de diferentes géneros surgidos en Cataluña.

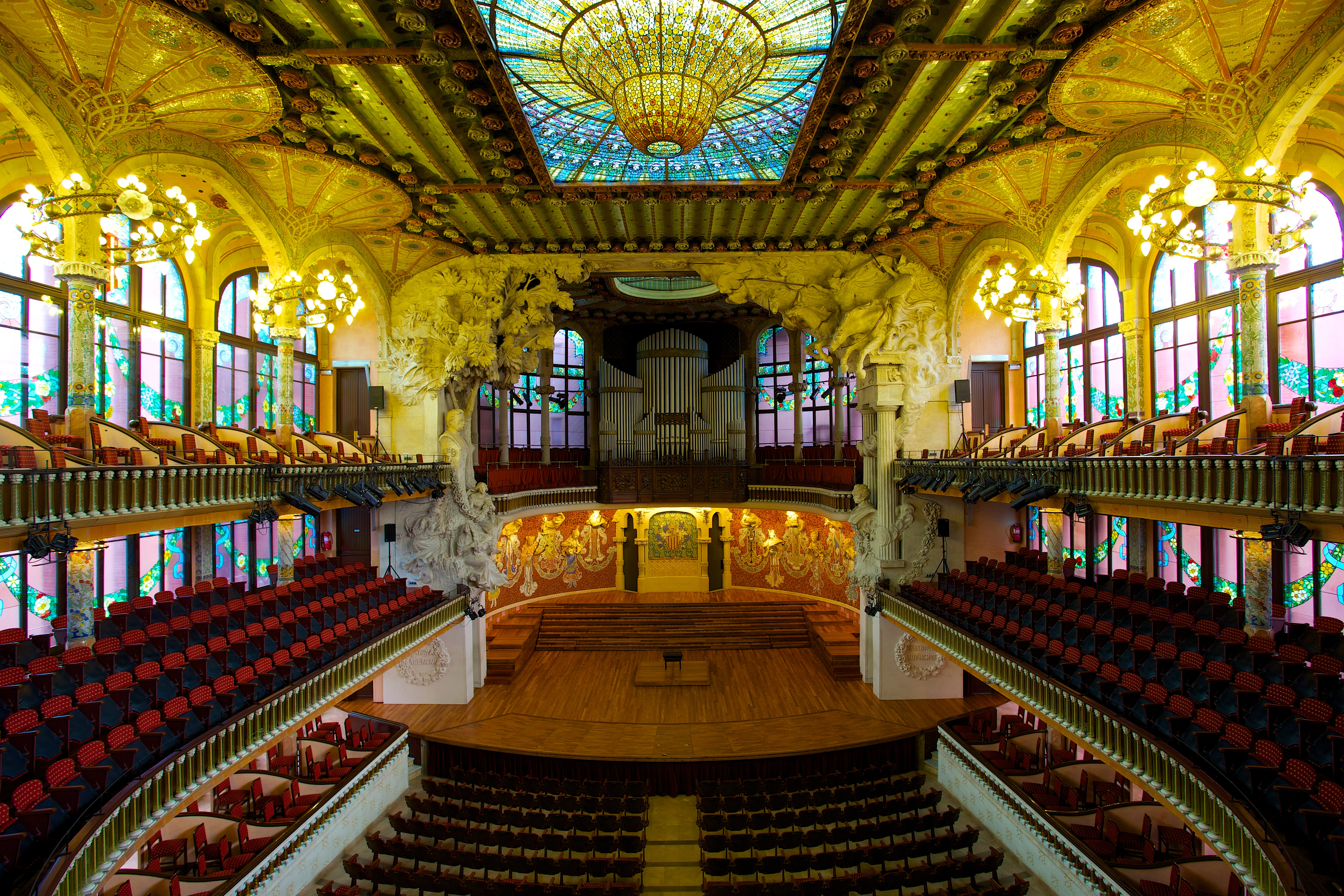
Palacio de la Música Catalana.

- Compositores: Los compositores catalanes de mayor dimensión internacional son Pau Casals, Isaac Albéniz y Enrique Granados, aunque también, en el siglo XX, destacaron artistas como Xavier Cugat, Leonora Milà, Xavier Montsalvatge, Tete Montoliu y Federico Mompou, entre otros.
- Cantautores: Proliferaron sobre todo en la segunda mitad del siglo XX, y especialmente en el ámbito de la música en lengua catalana, con motivo del movimiento de la Nova Cançó. Destacan en este ámbito artistas como Lluís Llach, Joan Manuel Serrat, Maria del Mar Bonet, o Francesc Pí de la Serra. En lengua castellana han destacado el propio Serrat (que combina obras en catalán y en castellano) o Manolo García. También destaca Albert Pla, conocido por su música satírica y cómica. Actualmente en la escena alternativa se encuentra como exponente Carlos Sadness
- Intérpretes y conjuntos musicales: El violonchelista Pau Casals y la pianista Alicia de Larrocha son los intérpretes de música clásica más prestigiosos de la música catalana. Del ámbito de la ópera destacan las sopranos Montserrat Caballé y Victoria de los Ángeles y los tenores José Carreras y Jaume Aragall. En el terreno del pop y rock, desde la segunda mitad del siglo XX, han surgido en Cataluña numerosos intérpretes, especialmente en lengua castellana: Los Sírex, Santabárbara, Loquillo y Los Trogloditas, El Último de la Fila, Jarabe de Palo, Los Rebeldes, Sergio Dalma o Mónica Naranjo son los máximos exponentes. En los años 1990 se produjo el fenómeno del rock catalán, en el que destacaron grupos como Els Pets, Sopa de Cabra o Sau y cantantes como Quimi Portet, que revitalizaron el pop rock en catalán. Con la rumba catalana han destacado artistas como El Pescaílla, Peret, Gato Pérez, Los Manolos y, últimamente, Estopa, que ha fusionado la rumba con el pop-rock.
- Recintos musicales: Los escenarios más importantes de Cataluña están situados en la ciudad de Barcelona. Destacan especialmente el Liceo, el palacio de la Música Catalana, el auditorio —sede oficial de la Orquesta Sinfónica de Barcelona y Nacional de Cataluña (OBC)—, y el Teatro Nacional de Cataluña. Los conciertos más multitudinarios de pop y rock suelen llevarse a cabo en el Palacio Sant Jordi, el Palacio de los Deportes de Barcelona, e incluso en estadios como el estadio olímpico Lluís Companys o el Camp Nou.
- Actividades musicales: Aparte de los frecuentes conciertos y actividades musicales que se programan en los principales escenarios barceloneses, en Cataluña tienen lugar diversos festivales musicales de carácter internacional, con periodicidad anual. En Barcelona destacan el Festival Primavera Sound, de música electrónica, que se celebra en el mes de mayo durante tres días, el Festival Sónar, en junio para la música electrónica y multimedia, y el Festival Grec, mucho más ecléctico, que durante el mes de julio ofrece variadas propuestas en diferentes escenarios de la ciudad. Fuera de Barcelona destacan el Mercado de Música Viva de Vic, el Festival de Peralada, el Festival de Jazz de Tarrasa, el Festival Internacional de Dixieland de Tarragona Archivado el 14 de octubre de 2009 en Wayback Machine. y el Festival Internacional de Música Pau Casals de Vendrell. Otra de las citas anuales destacables es la feria internacional del disco de Cataluña.

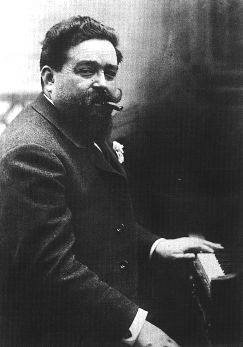
Isaac Albéniz
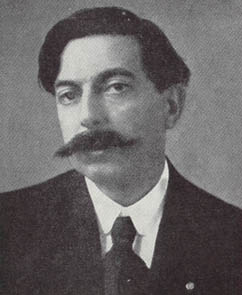
Enrique Granados
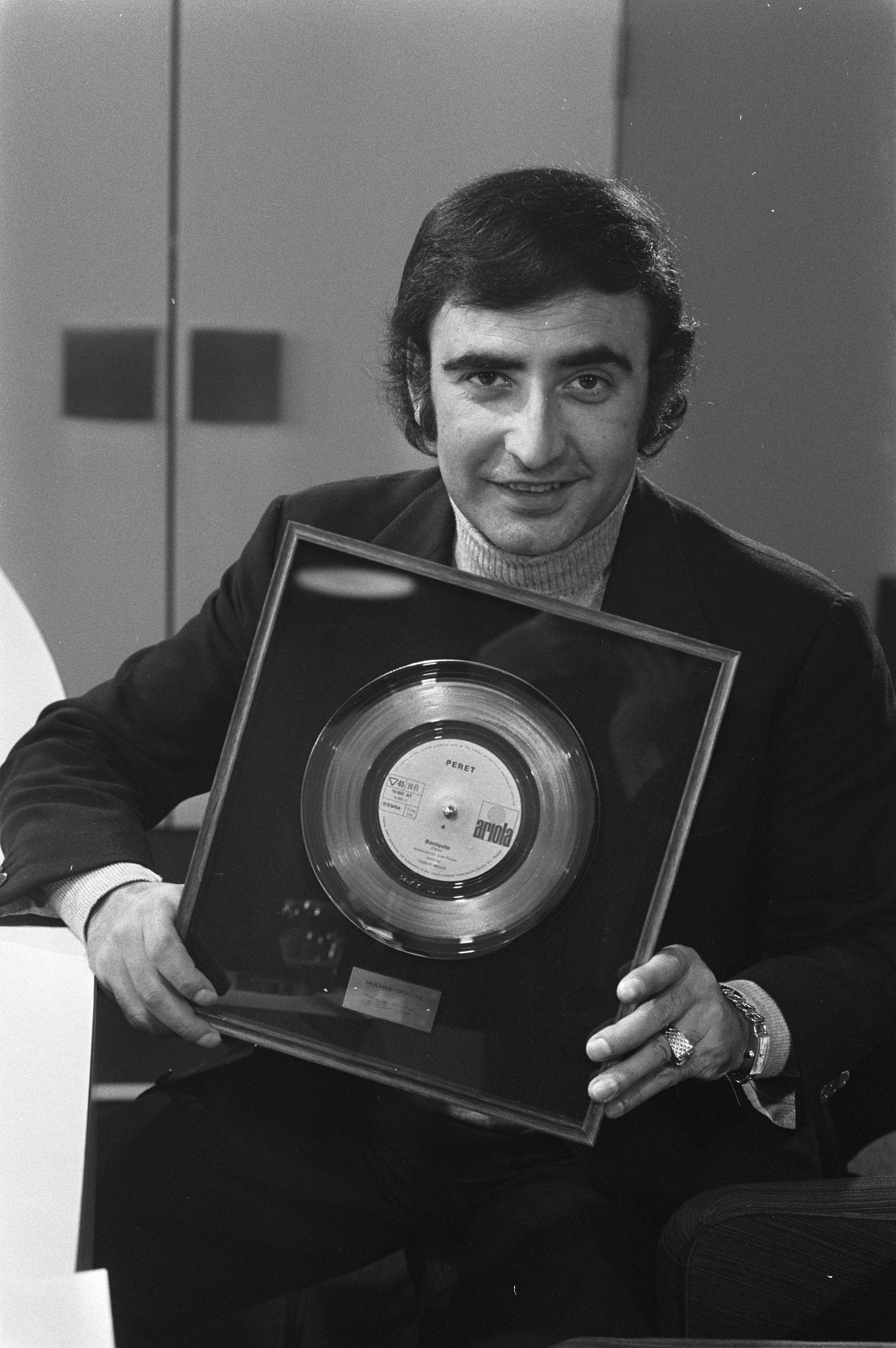
Peret
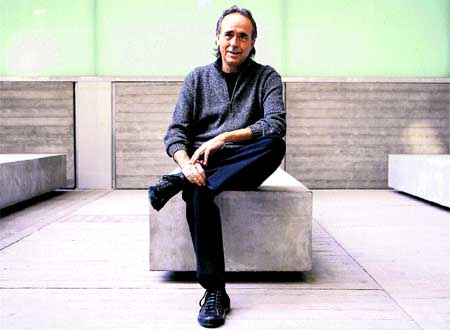
Joan Manuel Serrat

#### Literatura

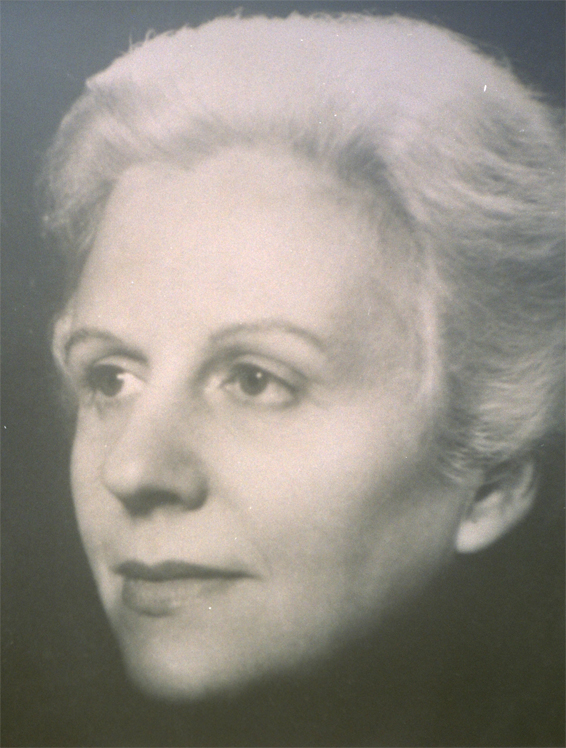
Mercè Rodoreda
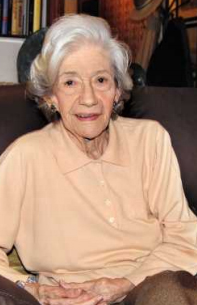
Ana María Matute
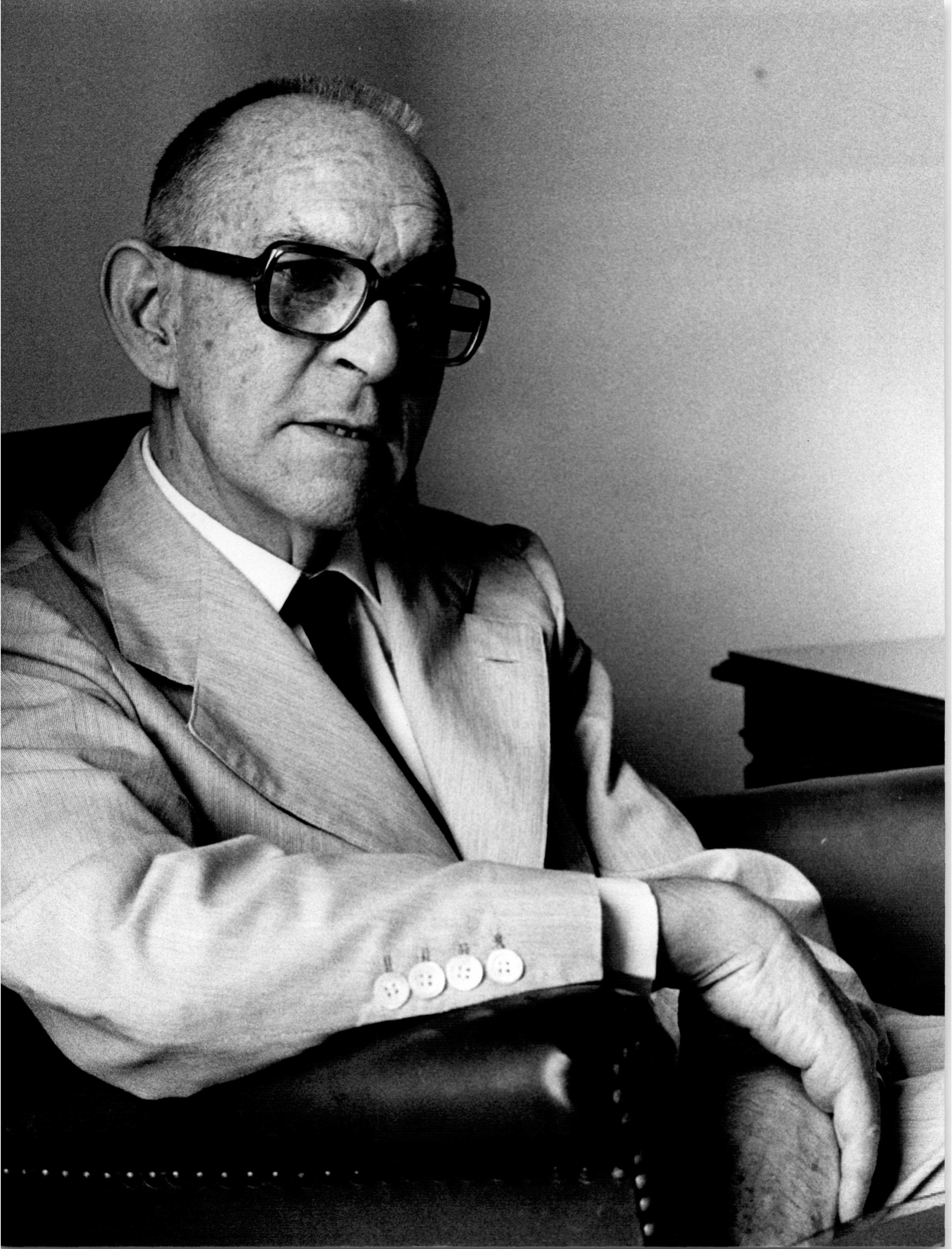
Salvador Espriu
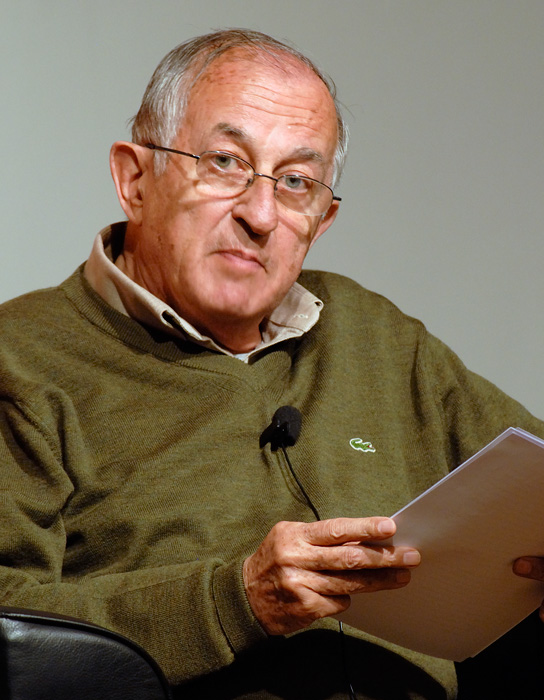
Juan Goytisolo
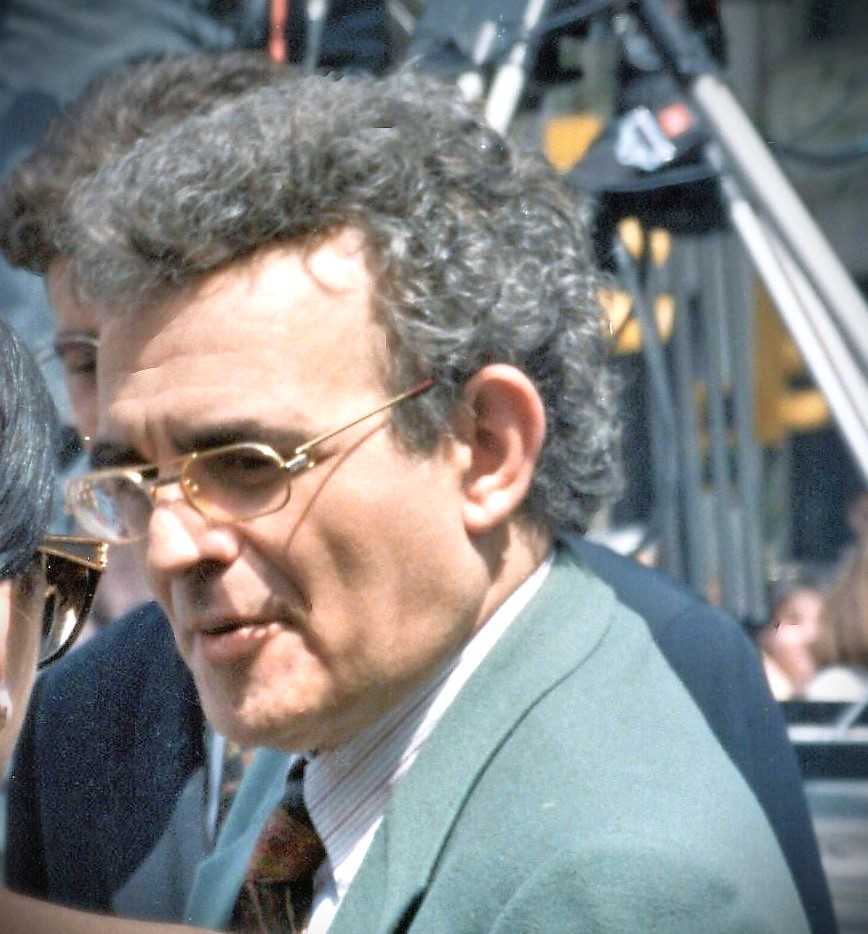
Terenci Moix

### Tradiciones
Una de las manifestaciones más conocidas de la cultura popular catalana son los castellers: el levantamiento de castillos humanos por parte de collas castelleras (peñas) que rivalizan entre ellas. Esta práctica, originaria de las tierras tarraconenses, en concreto de la ciudad de Valls, se extendió por toda Cataluña y en los últimos años ha recibido un gran impulso social gracias a las retransmisiones televisivas y la creación de nuevas collas.
La sardana es la danza popular catalana por antonomasia, aunque también son tradicionales el baile de bastones, la moixiganga y la jota de las tierras del Ebro, muy similar a la jota aragonesa.
Musicalmente son características de Cataluña las habaneras, especialmente en las localidades marineras de la Costa Brava. En los meses veraniegos proliferan las cantadas populares al aire libre, siempre acompañadas de la degustación de ron quemado. También es muy representativa de la cultura popular la rumba catalana.
En las fechas señaladas o fiestas mayores siempre suelen estar presentes otros elementos de la cultura popular catalana: los desfiles de gigantes y cabezudos y los correfocs con diablos y petardos. Una de las fiestas más tradicionales de Cataluña es la Patum de Berga, declarada por la Unesco patrimonio oral e inmaterial de la Humanidad el día 25 de noviembre de 2005.
Es significativa también la tradición del Tió de Nadal, el día de Navidad o, según la casa, durante la víspera se pone el Tió al fuego y se le hacía «cagar». Ahora ya no se quema el Tió, tan solo se le obliga a «cagar» repetidamente regalos para los más pequeños a base de arremeter continuados golpes de bastón acompañados de las llamadas canciones del Tió.
Además de las manifestaciones propias de la cultura tradicional catalana, en Cataluña también se puede disfrutar de manifestaciones culturales propias de otras regiones españolas fruto de la gran inmigración que ha recibido el territorio el último siglo y medio. En este sentido, son especialmente notables las actividades de la población de origen andaluz, y que tienen su máxima expresión en la organización de la feria de abril de Cataluña.

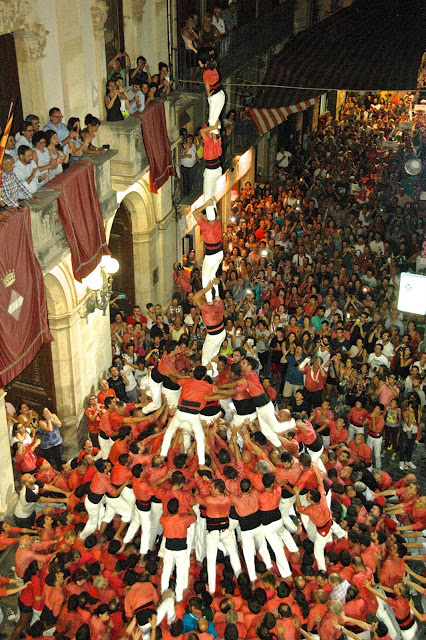
Castellers de la Colla Vella haciendo un «4 de 9 amb folre i pilar»
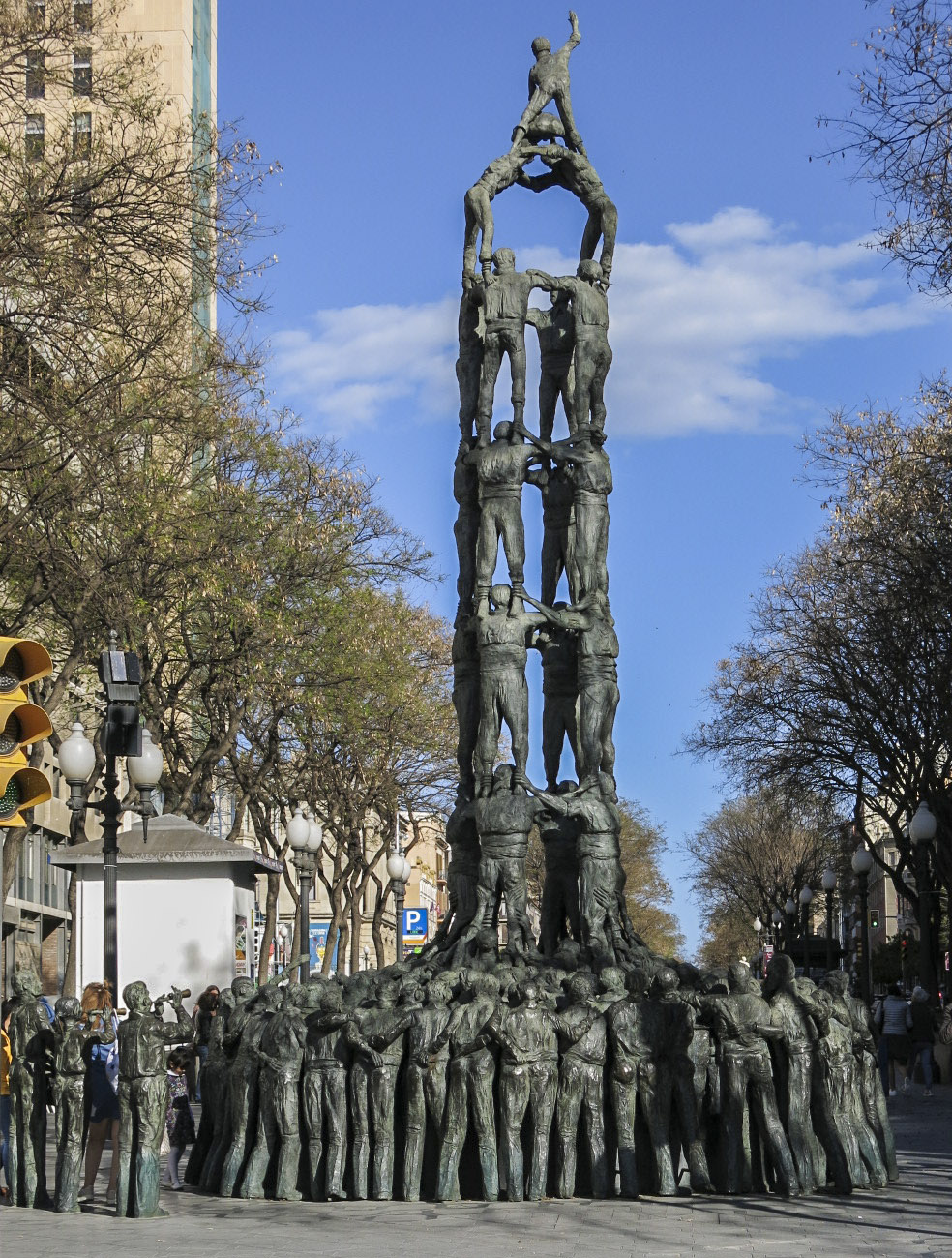
Monumento a los castellers (Tarragona)
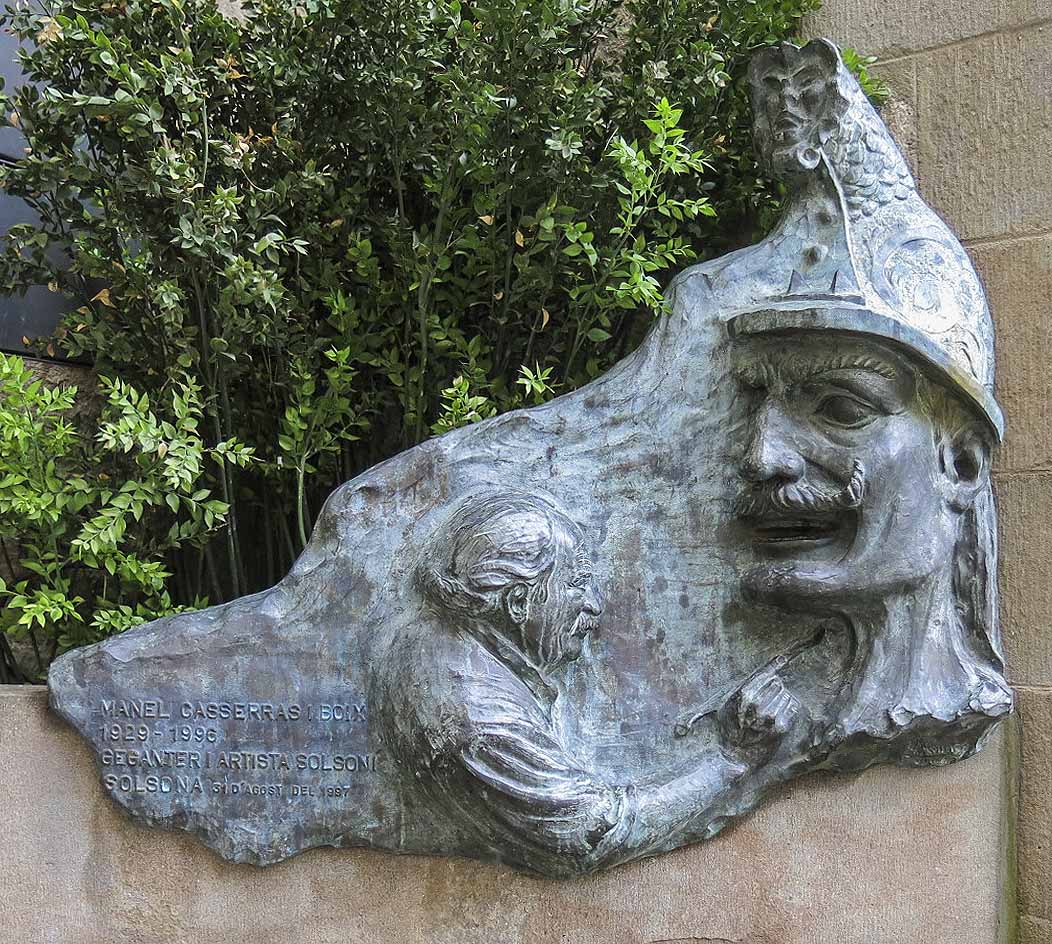
Relieve de Manel Casserres i Boix, artesano de gigantes y cabezudos

### Lenguas
En Cataluña se hablan varias lenguas, de las que las principales son el español y el catalán (que en otros territorios recibe el nombre de lengua valenciana). De acuerdo con el Estatuto de Autonomía, ambos idiomas, junto al occitano (en su variante aranesa), son oficiales. Además, se considera al catalán lengua propia de Cataluña, en tanto que el occitano se considera lengua propia del Valle de Arán. Generalmente los catalanes son bilingües y conocen las dos lenguas principales, aunque difieren respecto al idioma que tienen por lengua materna. Según los datos de 2013, el 99,7 % de los catalanes sabe hablar español en tanto que el 80,4 % sabe hablar catalán. Además, el uso por cada hablante de uno u otro idioma depende con frecuencia del ámbito social en el que se exprese.
|                                              | Catalán    | Catalán  | Español    | Español |
| Personas                                     | Porcentaje | Personas | Porcentaje |         |
| -------------------------------------------- | ---------- | -------- | ---------- | ------- |
| Lo entiende                                  | 5 832 200  | 94.3 %   | 6 452 400  | 99.8 %  |
| Lo sabe hablar                               | 4 823 400  | 80.4 %   | 6 146 800  | 99.7 %  |
| Lo sabe leer                                 | 5 034 400  | 82.4 %   | 6 002 900  | 97.4 %  |
| Lo sabe escribir                             | 3 807 300  | 60.4 %   | 5 891 300  | 95.9 %  |
| Fuente: Instituto de Estadística de Cataluña |            |          |            |         |

|                                              | El catalán en Cataluña | El catalán en Cataluña | El catalán en Cataluña | El catalán en Cataluña |
| Año 2008                                     | Año 2008               | Año 2013               | Año 2013               |                        |
| Personas                                     | Porcentaje             | Personas               | Porcentaje             |                        |
| -------------------------------------------- | ---------------------- | ---------------------- | ---------------------- | ---------------------- |
| Lengua habitual                              | 2 932 000              | 47.5 %                 | 2 696 200              | 43.1 %                 |
| Lengua inicial                               | 2 186 000              | 35.4 %                 | 2 092 700              | 33.4 %                 |
| Lengua de identificación                     | 2 838 100              | 46 %                   | 2 712 700              | 43.4 %                 |
| Fuente: Instituto de Estadística de Cataluña |                        |                        |                        |                        |

1. ↑  Cifras incluyendo tanto los hablantes que consideran sólo al catalán como lengua habitual, materna o de identificación como a los que consideran de tal forma tanto al catalán como al castellano.

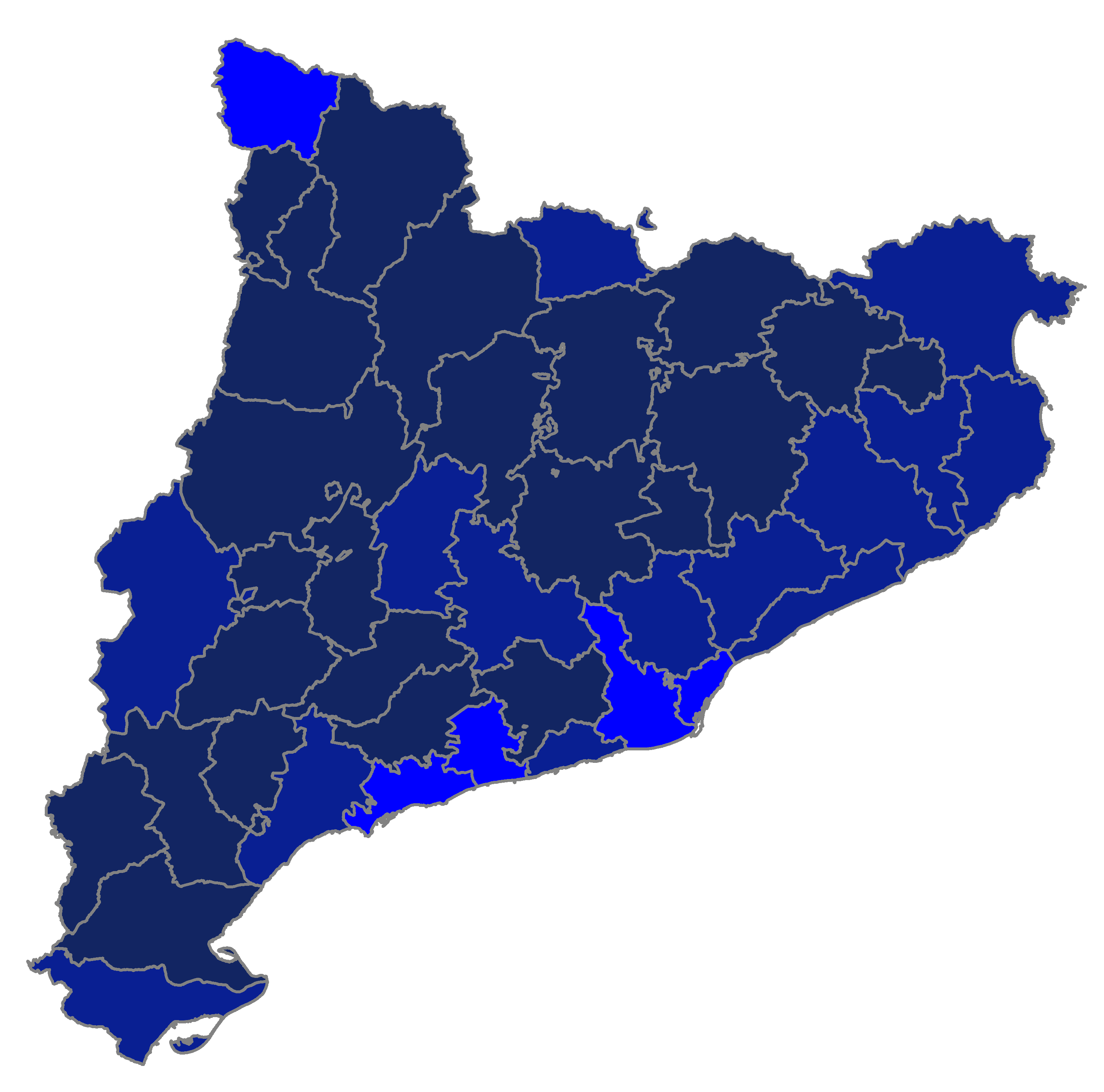
Conocimiento del catalán por comarcas en 2011. (Fuente: IDESCAT).
61-70 %
71-80 %
+81 %

El catalán se extiende más allá del territorio de la comunidad, ya que se habla en gran parte de la Comunidad Valenciana, las Islas Baleares, la franja oriental de Aragón, Andorra, los Pirineos Orientales franceses y la localidad sarda de Alguer. En Cataluña se hablan los dos bloques principales de la lengua. El oriental incluye el dialecto central, mayoritario, que se habla en las comarcas del norte de Tarragona, Barcelona, y Gerona, en cuya región pirenaica aparecen ya rasgos de catalán septentrional. El occidental es el propio de las comarcas occidentales de Cataluña (Lérida y sur de las tarraconenses) y muestra rasgos similares al valenciano, con el que forma un continuo y en cuya intersección se encuentra el tortosino. El catalán es especialmente preponderante fuera del área metropolitana de Barcelona y del Campo de Tarragona. La Generalidad ha venido desarrollando legislación que promueve y protege el uso social del catalán. En 2008, la catalana era considerada la lengua materna del 35,4 % de los catalanes, la propia del 46 % y la de uso habitual del 47,6 % (los porcentajes incluyen también a los hablantes que consideran conjuntamente al castellano y al catalán como lengua materna, propia o de uso habitual).

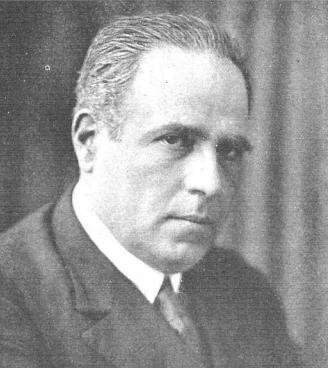
Eugenio d'Ors

En Cataluña el catalán se mantuvo como lengua habitual en términos absolutos entre 1980 y 2008, en vez de retroceder como en la Comunidad Valenciana o el Rosellón. El retroceso en términos relativos que se produjo en el periodo 2003-2008 se debe a la importante llegada de inmigrantes a Cataluña, más de medio millón en dicho periodo, un 36 % de los cuales tienen al español como lengua materna. Otros estudios, como La Segunda Generación en Barcelona: Un Estudio Longitudinal (marzo de 2009), aplicado al área metropolitana de Barcelona, señalan que aproximadamente el 80 % de los inmigrantes de la zona de estudio considerada prefiere utilizar el castellano, un porcentaje superior al de los que lo hablan por su origen. Los autores creen que es así por haberse instalado los inmigrantes en barrios donde el castellano es más usual.
Con respecto a la distribución territorial (datos de 2013), el uso del catalán (exclusivo, sin contar a quienes hablan también habitualmente en castellano) es predominante en las áreas funcionales de las Comarcas gerundenses (51,5 %), Tierras del Ebro (73,8 %), Poniente (61,9 %), Cataluña Central (63,0 %) y Alto Pirineo y Arán (61,3 %), donde el catalán como lengua habitual (exclusiva) es usado por más del 50 % de la población. Los grados menores de uso exclusivo se dan en el Campo de Tarragona (38,6 %) y el área metropolitana de Barcelona (27,8 %). Respecto a los datos de 2003, se observa un retroceso porcentual de los hablantes habituales exclusivos de catalán en todas las áreas, que va del 8,8 % en Poniente al 16,5 del Campo de Tarragona.
La Generalidad de Cataluña ha llevado a cabo una labor de fomento y potenciación del uso del catalán como la lengua prioritaria en Cataluña. Tanto el Estatuto de Autonomía de 1979 como el de 2006 definen al catalán como lengua propia de Cataluña. El Estatuto de 2006 indica además que:

La lengua propia de Cataluña es el catalán. Como tal, el catalán es la lengua de uso normal y preferente de las Administraciones públicas y de los medios de comunicación públicos de Cataluña, y es también la lengua normalmente utilizada como vehicular y de aprendizaje en la enseñanza.
Estatuto de Autonomía de Cataluña, artículo 6.1.

| Español                          | Español                          | 3 542 200 (50.2 %) |
| Catalán                          | Catalán                          | 2 266 700 (32.2 %) |
| -------------------------------- | -------------------------------- | ------------------ |
| Ambos idiomas                    | Ambos idiomas                    | 519 700 (7.4 %)    |
| Otros idiomas                    | Otros idiomas                    | 717 300 (10.2 %)   |
|                                  | Árabe                            | 119 400 (1.7 %)    |
| Rumano                           | 102 400 (1.5 %)                  |                    |
| Bereber                          | 87 500 (1.2 %)                   |                    |
| Francés                          | 46 700 (0.7 %)                   |                    |
| Portugués                        | 44 700 (0.6 %)                   |                    |
| Gallego                          | 36 600 (0.5 %)                   |                    |
| Inglés                           | 33 800 (0.5 %)                   |                    |
| Ruso                             | 29 200 (0.4 %)                   |                    |
| Alemán                           | 27 400 (0.4 %)                   |                    |
| Chino                            | 16 700 (0.2 %)                   |                    |
| Italiano                         | 13 400 (0.2 %)                   |                    |
| Resto                            | 159 500 (2.3 %)                  |                    |
| Total población de más de 2 años | Total población de más de 2 años | 7 049 900 (100 %)  |

En 2013 el castellano era la lengua más hablada de Cataluña, superando al catalán no solamente como lengua habitual, sino también como lengua materna y de identificación, tanto en cifras relativas como absolutas. El castellano de Cataluña tiende a predominar en las áreas urbanas, especialmente en el área metropolitana de Barcelona y en el Campo de Tarragona, mientras que el catalán predomina en el resto de Cataluña. La variación de estos datos respecto a anteriores mediciones está determinada en parte por el importante aumento de la inmigración de población foránea en el período 2001-2008. En el año 2007, el número de residentes nacidos en el extranjero, de los que un número considerable era procedente de países latinoamericanos, representaba el 16,4 % de la población residente en Cataluña. El castellano que se habla en Cataluña tiene rasgos dispares, sin mostrar un dialecto específico. Algunos hablantes del castellano que son originarios de otras regiones de España muestran rasgos fonéticos y dialectales propios de su tierra de origen, mientras que otros neutralizaron esos rasgos, ya sea a voluntad, por contacto con catalanohablantes, por la influencia de los medios de comunicación, etc. Los catalanohablantes que hablan castellano muestran algunas influencias de su lengua materna y sus rasgos son, a veces, estereotipados como los propios de los catalanes al hablar en lengua castellana. En 2008, el castellano era la lengua materna del 58,8 % de los catalanes, la propia del 55,3 % y la habitual del 57,9 % (los porcentajes incluyen también a los hablantes que consideran conjuntamente al castellano y al catalán como lengua materna, propia o de uso habitual).
El aranés es la lengua materna del 22,4 % de la población del Valle de Arán, la propia del 27,1 % y la habitual del 23,4 %.
La comunidad inmigrante o foránea instalada en Cataluña a menudo mantiene su lengua materna para comunicarse con sus familiares o hablantes de su mismo idioma que residan también en el territorio. Aparte del castellano hablado por los inmigrantes procedentes de Hispanoamérica, destacan sobre todo el árabe y el rumano, si bien su número se extiende considerablemente en ciudades que, como Barcelona, con habitantes de hasta 180 nacionalidades, muestra un amplio repertorio lingüístico, de los que además de los citados, destaca, el francés, el portugués, el alemán y el inglés. La encuesta estadística de usos lingüísticos de la Generalidad realizada en 2003 revelaba también la presencia importante de hablantes de gallego.

#### Desarrollo histórico

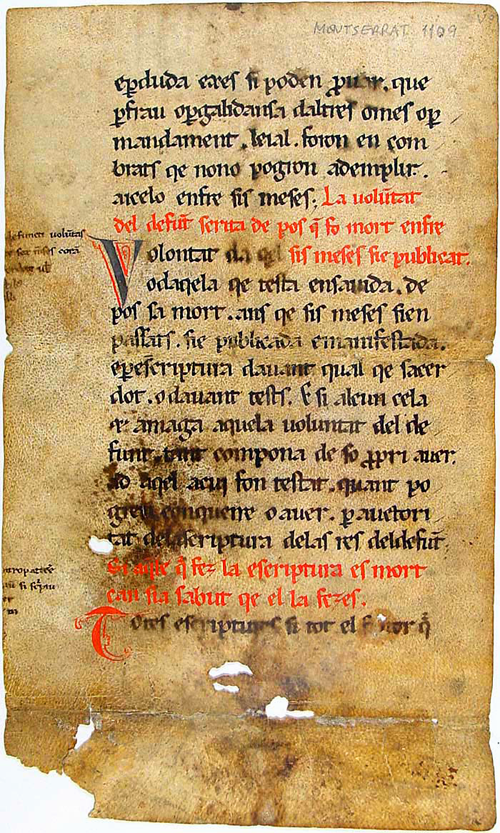
Se considera este fragmento del Liber Iudiciorum, una compilación de derecho visigodo, el primer texto escrito en lengua catalana derivado del original en latín, finales del siglo XII

En el actual territorio catalán han existido durante la historia varias lenguas. La primera conocida, o parcialmente conocida es la lengua ibera, que es el origen etimológico de varios topónimos, de igual manera que en la zona noreste de la región se encuentran topónimos cuyo origen se encuentra en el aquitano (protoeuskera); aunque no se conocen con exactitud los hábitos lingüísticos de sus hablantes. El estudio de la colonización e implantación griega del Ampurdán evidencia el uso del griego jónico como lengua local; los pobladores tal vez tenían cierto bilingüismo en ibero para llevar a cabo sus intercambios comerciales. Existe además una buena cantidad de topónimos celtas, presumiblemente de una variedad emparentada con el galo (Besalú < Bisuldunum, Verdú < Virodunum, etc.). La llegada y establecimiento de los romanos es más clara y la implantación del latín, más evidente, sobre todo en cerámica y toponímica. La conquista de Hispania y victoria de los romanos solo fue posible tras la victoria sobre los cartagineses, aunque la breve presencia de este pueblo fenicio no dejó influencias notables en la actual Cataluña. Durante un tiempo se creyó que Barcelona fue una fundación cartaginesa, con el establecimiento de población de esa etnia, aunque posteriormente se desestimó y se cree esta un establecimiento romano sobre una población previa indígena. La romanización, iniciada ya en el siglo II a. C. penetró profundamente en los íberos que dejaron gradualmente su lengua para adoptar el latín, si bien, en algunas zonas pirenaicas siguió hablándose alguna forma de vascuence durante algunos siglos más, se cree que al menos hasta el siglo IX sobre la base de la toponimia. Es posible la llegada de comunidades judías, de habla hebrea, establecidas en Barcelona u otras ciudades ya en el siglo IV. [cita requerida]
Posteriormente, con la llegada de los pueblos germánicos, se estableció una población de lengua gótica que ocupó los estratos de poder, aunque progresivamente adoptaron algunas costumbres romanas y su lengua, que ya había evolucionado al estadio tardío y mostraba algunas diferencias entre las provinciæ. Sin embargo, la manifestación de diferencias sustanciales no llegó hasta el siglo IX, posterior a la entrada de los musulmanes en la península ibérica. Esta población, de origen árabe y bereber era poco numerosa, pero asumieron los espacios de poder de los visigodos y gradualmente fueron expandiendo su cultura y su lengua árabe. Su presencia en el actual territorio catalán fue mayor en el sur (la llamada Cataluña Nueva) donde quedan algunos topónimos y mayor presencia arqueológica musulmana. La Reconquista cristiana fue tomando territorios del Emirato de Córdoba primero y de las taifas de Lérida y Tortosa después, en cuyos territorios a veces se asumía a la población local, más arabizada o se repoblaba con habitantes de los condados catalanes. Esta mezcla etnográfica fue pacífica generalmente, aunque a veces los gobernantes promovieron la cristianización de la sociedad; con el tiempo tomó preeminencia la lengua de los cristianos, y para el siglo XI la élite social ya utilizaba el romance catalán en sus textos literarios y jurídicos. El catalán es la lengua de la Corona cuya expresión literaria alcanza en el medievo su periodo de esplendor. El uso de la lengua castellana en Cataluña parece iniciarse por la elección en 1412 de Fernando I como rey, de origen castellano, cuya corte adoptó esa lengua, y que iría ganando prestigio internacional debido al peso demográfico y cultural castellano.
En los siglos siguientes los comerciantes, literatos y las clases altas de la sociedad fueron adoptando progresivamente la lengua castellana, cuyos intereses económicos y referentes culturales se orientaron hacia la Península y América, mientras que la clases bajas y rurales siguieron manteniendo el uso familiar y popular del catalán. La evolución de este proceso incrementó su intensidad por la imposición política que siguió a la derrota del bando austracista (cuyo mayor apoyo dentro de España era la Corona de Aragón) en la Guerra de Sucesión Española en 1714 y los Decretos de Nueva Planta de 1716, que consideraban a Cataluña territorio conquistado y que provocaron la supresión de sus fueros. La política borbónica imperante inducía a la unificación del Estado en todos sus aspectos, de los que la lengua no fue una excepción. El catalán fue relegado en favor del castellano en la administración, el ejército, la religión, la historia, la justicia, la enseñanza, el comercio y las artes mediante imposición legislativa. Sin embargo el catalán siguió manteniéndose como lengua familiar. La situación política y cultural del siglo XIX permitió el surgimiento del movimiento cultural de la Renaixença («Renacimiento») que motivó a muchos escritores a adoptar de nuevo la lengua catalana para su literatura; este movimiento propició el prestigio del idioma. Posteriormente el catalanismo defendería el catalán desde un frente político, y ya entrado el siglo XX el catalán tenía una amplia variedad de medios de difusión. Sin embargo, las tiranteces políticas repercutieron en la prohibición del idioma en varias ocasiones, como con la dictadura de Primo de Rivera. Durante la Segunda República española, la cooficialidad del catalán introducida por el estatuto de autonomía de Cataluña permitió el uso de los dos idiomas en la administración y se permitió el catalán en la enseñanza; sin embargo, la Guerra Civil y la dictadura franquista dieron paso a la prohibición de su difusión pública y su enseñanza; esto, unido al movimiento migratorio de los años 1960 y 1970 desde otras regiones de España, puso trabas a la presencia de la lengua catalana en Cataluña. La transición democrática introdujo en la Constitución la posibilidad de adoptar lenguas cooficiales, que en el estatuto catalán significó la cooficialidad del catalán junto al castellano para la autonomía de Cataluña. En 2010 se introdujo el aranés como tercera lengua oficial de Cataluña, aunque de uso preferente solo en el Valle de Arán.

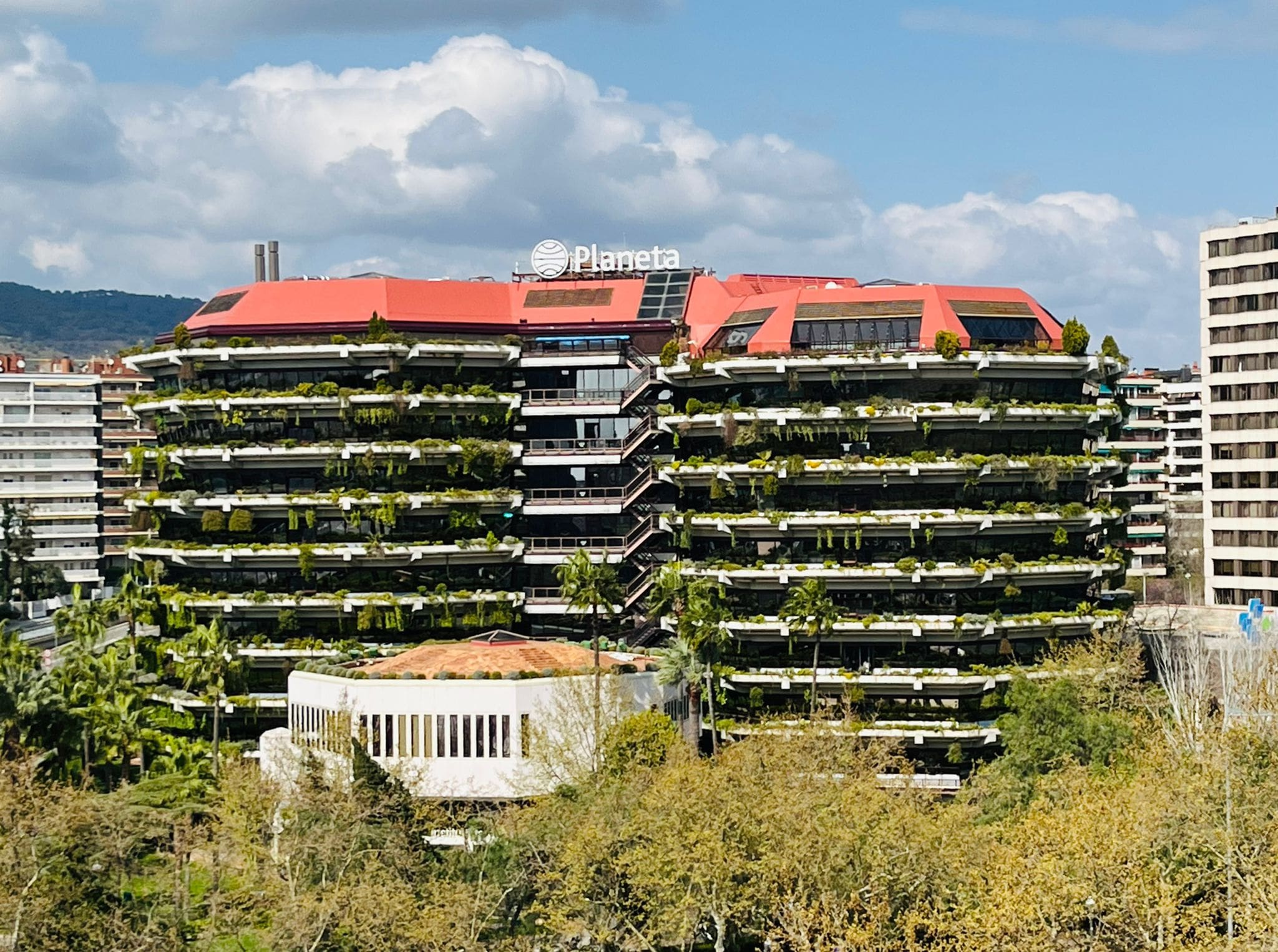
Sede de la Editorial Planeta en la avenida Diagonal de Barcelona

#### Legislación lingüística
La consideración legal de las lenguas ha variado sustancialmente desde la Transición democrática. La Constitución de 1978 menciona en su tercer artículo al castellano como «la lengua española oficial del Estado», así como a las demás lenguas españolas «oficiales en las respectivas Comunidades Autónomas según sus Estatutos». En consonancia, el Estatuto de Autonomía de Cataluña de 1979 oficializa el castellano y el catalán como lenguas oficiales (el catalán de Cataluña, y el castellano en tanto que es la oficial del Estado español). El Estatuto de 2006 asegura además que «todas las personas tienen derecho a utilizar ambas y los ciudadanos de Cataluña el derecho y el deber de conocerlas». El mismo artículo precisa que la lengua propia de Cataluña es el catalán, y «como tal, el catalán es la lengua de uso normal y preferente de las Administraciones públicas y de los medios de comunicación públicos de Cataluña, y es también la lengua normalmente utilizada como vehicular y de aprendizaje en la enseñanza». Finalmente, el aranés (nombre dado a la lengua occitana en el Valle de Arán) es considerada desde 2006 como la lengua propia de aquel territorio y oficial también en Cataluña. El mismo Estatuto de Autonomía dedica un capítulo (Título I, Capítulo II: De los derechos y deberes lingüísticos) que determina el derecho a no ser discriminado por razones lingüísticas y garantiza la validez y usos de ambas lenguas en la Administración pública y otras instituciones oficiales.
El mismo estatuto estipula el respeto por la lengua de signos catalana (LSC) y obliga a los poderes públicos a garantizar su uso y protección.

### Gastronomía

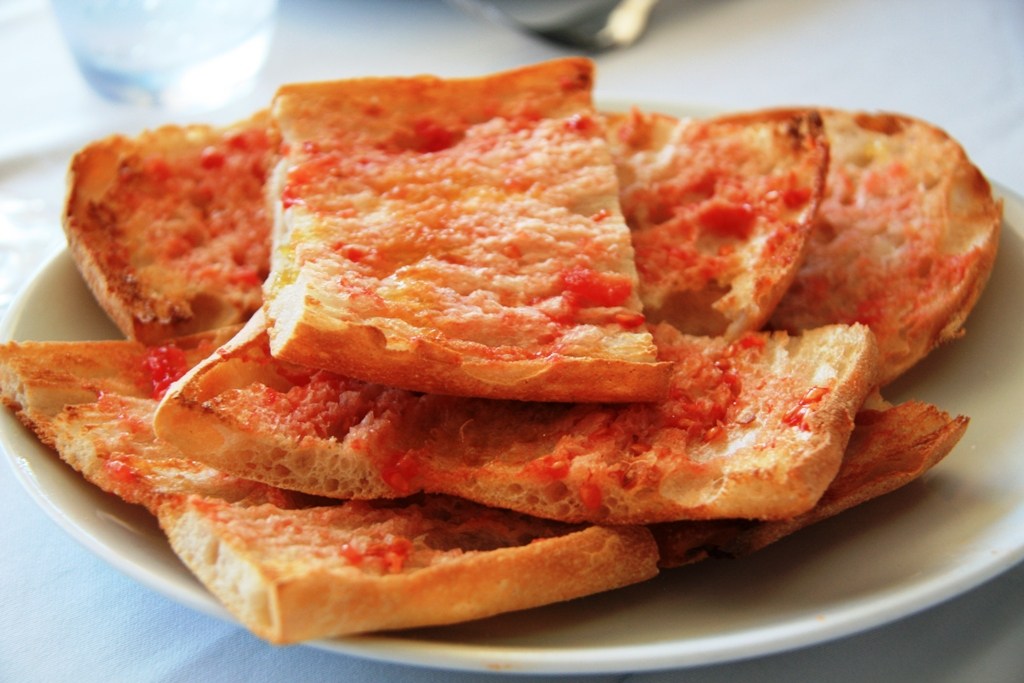
Pan con tomate típico de Cataluña

La gastronomía de Cataluña posee una gran tradición culinaria. Sus procesos culinarios ya se describen documentalmente desde el siglo XV. Ofrece una gran variedad de productos tanto del mar como de la montaña y la huerta. Siendo en algunas ocasiones característica la mezcla de ambos como es el caso de los mar i muntanya. La cocina catalana ha aportado toda una serie de platos típicos de la región con guisos de pescado como los suquets o la zarzuela, la escudella (una especie de cocido), la calçotada, y la salvitxada. Es típico de Cataluña el pa amb tomàquet, pan con tomate que acompaña a muchos platos de carne o embutidos, y con el que se elaboran los bocadillos. Las salsas como el alioli y el romesco son las salsas más características de la cocina catalana.
Es destacable la riqueza de embutidos que se elaboran en la comarca de Osona, especialmente el salchichón de Vich. Las butifarras de diversas composiciones.
En cuanto a la repostería, son famosas la crema catalana, los panellets, que se elaboran especialmente en noviembre, el Menjar blanc etc.
Cataluña también se distingue por su gran tradición vinícola. Las zonas del Panadés, Alella, El Priorato y el Segre son grandes productoras de una gran variedad de vinos. El más conocido y exportado es el cava del Panadés, cuya producción lideran empresas familiares como Freixenet y Codorníu.
Cabe anotar que Cataluña ofrece una gran variedad de restaurantes con cocina de todas las regiones españolas, así como de cocina internacional. Pese a que Barcelona es la ciudad con mayor cantidad y variedad de restaurantes, los más prestigiosos, y distinguidos con más estrellas Michelín en el año 2012 son el Sant Pau de Carme Ruscalleda que se encuentra en San Pol de Mar y El Celler de Can Roca en Gerona. Otros referentes gastronómicos han sido El Bulli de Ferran Adrià, que se encontraba en Rosas (Gerona), cerrado el 30 de julio de 2011; el restaurante Can Fabes de Santi Santamaria, situado en San Celoni y el restaurante ABaC de Jordi Cruz Mas.

### Fiestas

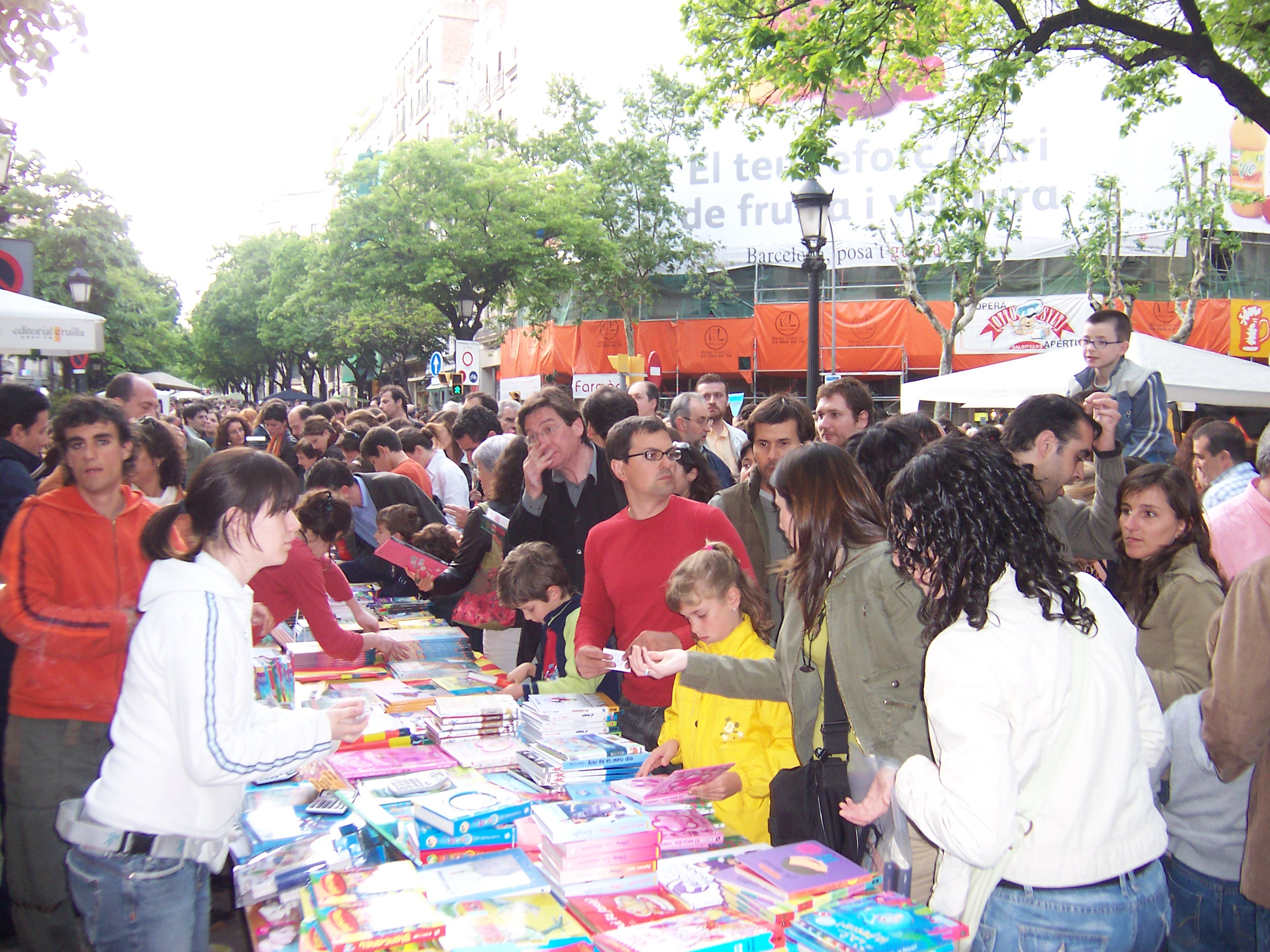
Puesto callejero de venta de libros el Día de San Jorge, en la Rambla de Cataluña barcelonesa

Las tres principales festividades de Cataluña son las siguientes:
- San Jorge (23 de abril). Patrón de Cataluña. Día laborable. La festividad se celebra con la tradición del regalo de rosas y libros a los seres queridos cuya compra se efectúa sobre todo en los puestos de venta de rosas y libros en las calles.
- San Juan (24 de junio). Día no laborable. La fiesta, en realidad, se celebra la noche anterior, con la tradición de organizar grandes verbenas con las que se recibe el verano, encendiendo hogueras y tirando petardos. La noche más corta del año es, a su vez, la más festiva, junto a la de fin de año. Es tradición acabar la cena comiendo coca de San Juan y brindando con cava.
- Día de Cataluña (11 de septiembre), fiesta oficial de la comunidad. Día no laborable. Se recuerda la caída de Barcelona ante las tropas de Felipe V el 11 de septiembre de 1714, que provocó la abolición de las leyes e instituciones propias del Principado. El Parlamento la declaró «fiesta nacional» en su primera ley tras su restablecimiento, en 1980.[92] La jornada es prolífica en actos simbólicos y manifestaciones de carácter político.

#### Días festivos
Cataluña tiene 15 días festivos a lo largo de todo el año: nueve días fijados por la Administración General del Estado, cinco fijados por la Generalidad de Cataluña, y uno fijado por cada municipio en honor a su patrón o patrona. Los 14 días no laborables, exceptuando la festividad de cada municipio, son:
- 1 de enero: Año nuevo.
- 6 de enero: Epifanía de los Reyes Magos.
- 1 de mayo: Día Internacional del Trabajo.
- Semana Santa: Viernes Santo.
- Semana Santa: Lunes de Pascua.
- 24 de junio: Festividad de San Juan.
- 15 de agosto: Asunción de María.
- 11 de septiembre: Día de Cataluña, popularmente Diada.
- 12 de octubre: Fiesta Nacional de España.[93]
- 1 de noviembre: Día de Todos los Santos.
- 6 de diciembre: Día de la Constitución Española.
- 8 de diciembre: Inmaculada Concepción.
- 25 de diciembre: Navidad.
- 26 de diciembre: San Esteban.

## Deportes

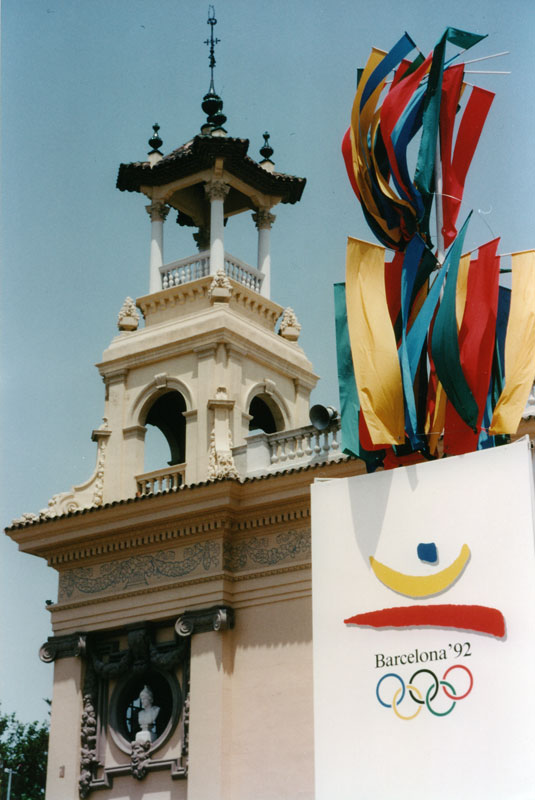
Los Juegos Olímpicos de 1992 se celebraron en Barcelona

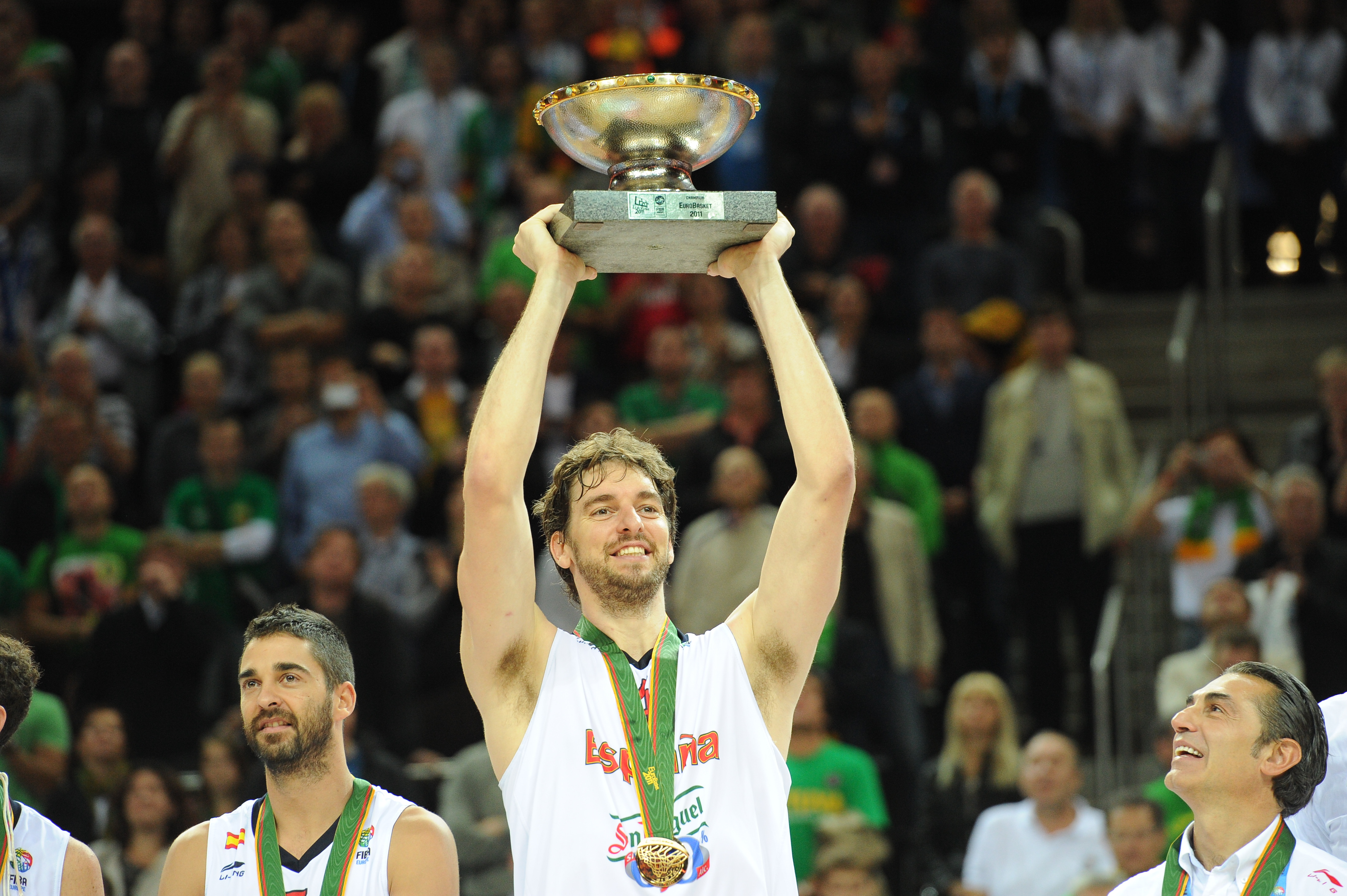
Pau Gasol, en el Campeonato Europeo de Baloncesto de 2011

Cataluña es una comunidad con gran tradición deportiva, especialmente desde finales del siglo XIX, cuando se fundaron grandes clubes en todos los ámbitos que, en algunos casos, fueron los primeros en fundarse en España en su disciplina. El deporte y la actividad física está profundamente arraigado en Cataluña, donde existe una gran red de centros e instalaciones deportivas, tanto públicas como privadas.
Los deportes más populares entre los catalanes son el fútbol, el baloncesto y el tenis. También destaca la afición por el atletismo, balonmano, el hockey sobre patines, el waterpolo, el ciclismo, automovilismo, motociclismo, el golf y el esquí. Cabe mencionar la gran cantidad de estaciones de esquí ubicadas en el Pirineo catalán, y en la vecina Andorra, a la que se desplazan numerosos catalanes. También son populares los deportes acuáticos, que se pueden practicar en cualquiera de las playas del litoral.
La tradición deportiva de Cataluña se ha traducido en la organización de los más importantes eventos deportivos internacionales. Pues ha sido escenario de los únicos Juegos Olímpicos celebrados hasta la fecha en España, en el año 1992 (Barcelona 92), los Juegos Mediterráneos de 1955, los campeonatos del mundo de atletismo y natación, y el Eurobasket celebrado en dos ocasiones. Cataluña también acogió, en 1982, diversos partidos correspondientes a la Copa Mundial de Fútbol que se celebró en toda España. En 2018 acoge los XVIII Juegos Mediterráneos.
En algunas disciplinas como el fútbol, Cataluña posee su propio seleccionado principal, el cual compite extraoficialmente en encuentros amistosos esporádicos.

#### Fútbol

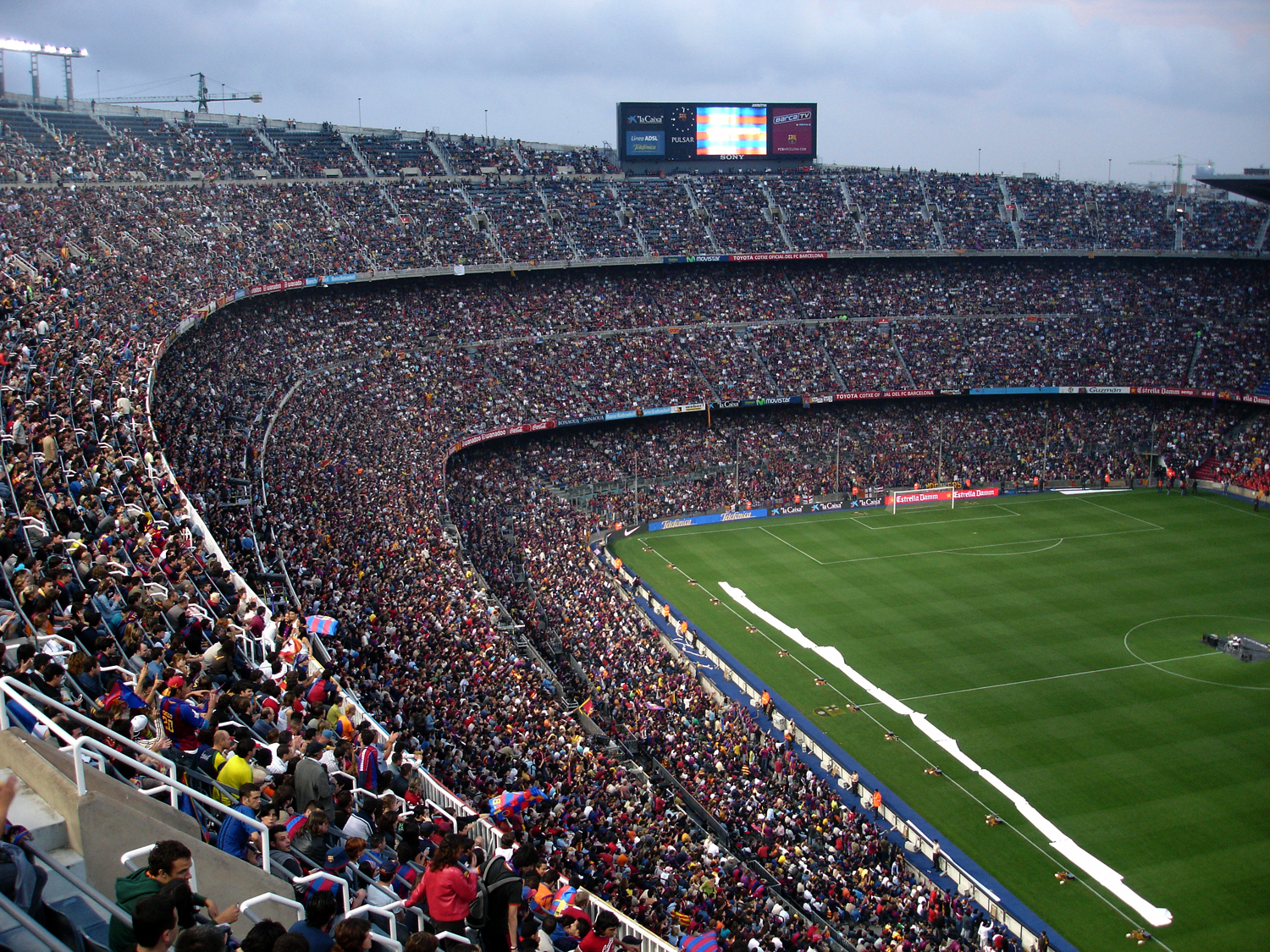
Con capacidad para 99 354 espectadores, el Camp Nou es el mayor estadio de Europa

El fútbol es el deporte rey. Los clubes más importantes son el Fútbol Club Barcelona y el Girona Fútbol Club, que militan en la primera división del fútbol español, y el RCD Espanyol, recientemente ascendido de la segunda división española. El primero es considerado como uno de los mejores equipos de fútbol del mundo; ha ganado 28 veces el título de campeón de liga española, y cinco veces la Liga de Campeones, además de otros importantes títulos; otros clubes históricos son el Club Gimnàstic de Tarragona, el Club Lleida Esportiu, el Centre d'Esports Sabadell Futbol Club, el Club Esportiu Europa, o el Terrassa Futbol Club.
| Equipo                      | División (Junio 2025)              | Ciudad                            |
| --------------------------- | ---------------------------------- | --------------------------------- |
| FC Barcelona                | Primera División de España 2025-26 | Barcelona                         |
| RCD Espanyol                | Primera División de España 2025-26 | Barcelona / Cornellá de Llobregat |
| Girona FC                   | Primera División de España 2025-26 | Gerona                            |
| CE Sabadell                 | Primera Federación 2025-26         | Sabadell                          |
| Club Gimnàstic de Tarragona | Primera Federación 2024-25         | Tarragona                         |
| Club Lleida Esportiu        | Segunda Federación 2025-26         | Lérida                            |
| Club Esportiu Europa        | Primera Federación 2025-26         | Barcelona                         |

#### Deportes de motor

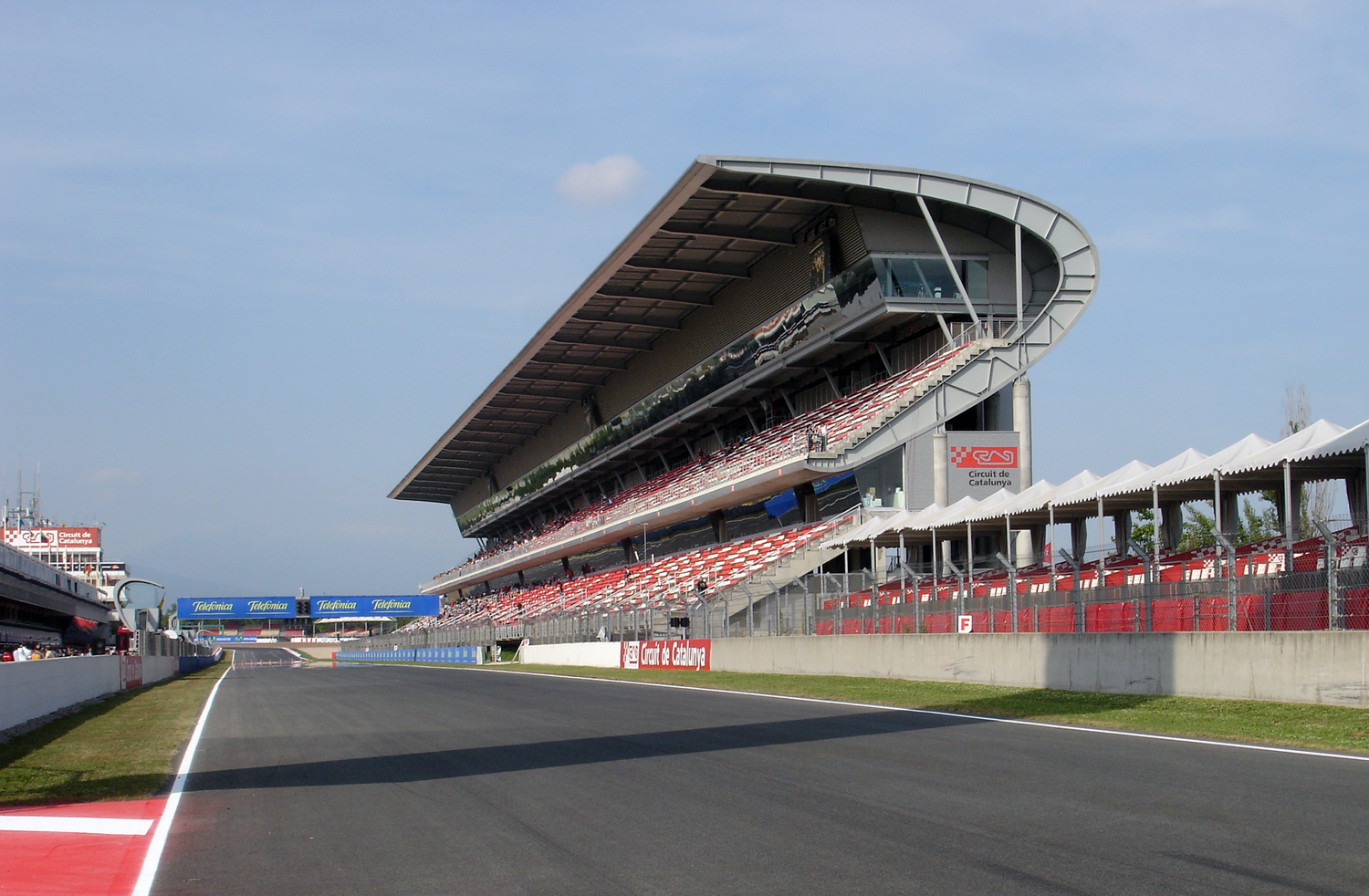
El Circuito de Cataluña fue inaugurado en 1991

Cataluña tiene gran tradición en los deportes de motor. Cuenta con el Circuito de Cataluña donde se celebran cada año el Gran Premio de España de Fórmula 1 y el Gran Premio de Cataluña de Motociclismo.
En la disciplina de los rallies destacan el Rally Cataluña la prueba más emblemática de España y la única puntuable para el Campeonato Mundial de Rally y el Rally Costa Brava, que fue puntuable para el Campeonato de Europa de Rally y en 2010 se convirtió en una prueba para vehículos históricos. Otras pruebas destacadas que fueron puntuables para el Campeonato de España de Rally son: el Rally de Osona, el Rally Salou-Costa Daurada, el Rally Playa de Aro, el Rally de la Lana, el Rally Girona, el Rally de las Dos Cataluñas, el Criterium Montseny-Guilleries, el Rally de las Cavas, el Rally Baix Ebre o el Rally Barcelona-Andorra.

#### Selecciones catalanas
En España, las únicas selecciones oficiales reconocidas son las pertenecientes a la federación española de cada disciplina deportiva y son las que compiten en las competiciones internacionales oficiales. No obstante, algunas federaciones deportivas catalanas han logrado reconocimiento oficial por las federaciones internacionales de sus respectivas disciplinas. Estas federaciones cuentan con selecciones en catorce disciplinas deportivas, ninguna de ellas olímpica, que participan a nivel internacional de manera oficial representando a Cataluña, que por esta razón se postula como «país deportivo».
Actualmente, las catorce selecciones catalanas oficiales a nivel internacional son las de futsal, corfbol, pitch & putt, fútbol australiano, fisicoculturismo, taekwondo, twirling, kickboxing, kárate, icestock, raquetbol, carreras de montaña, esquí de montaña, escalada y bolos.
En el resto de disciplinas deportivas las selecciones catalanas participan de forma oficial en competiciones españolas de carácter autonómico o en eventos internacionales de carácter amistoso.

### Medios de comunicación
Cataluña es, junto a la Comunidad de Madrid, la comunidad española con mayor número de medios de comunicación, tanto audiovisuales como escritos. Hay una gran cantidad de medios de comunicación tanto en lengua catalana como castellana, e incluso un gran número de medios bilingües.

#### Televisión

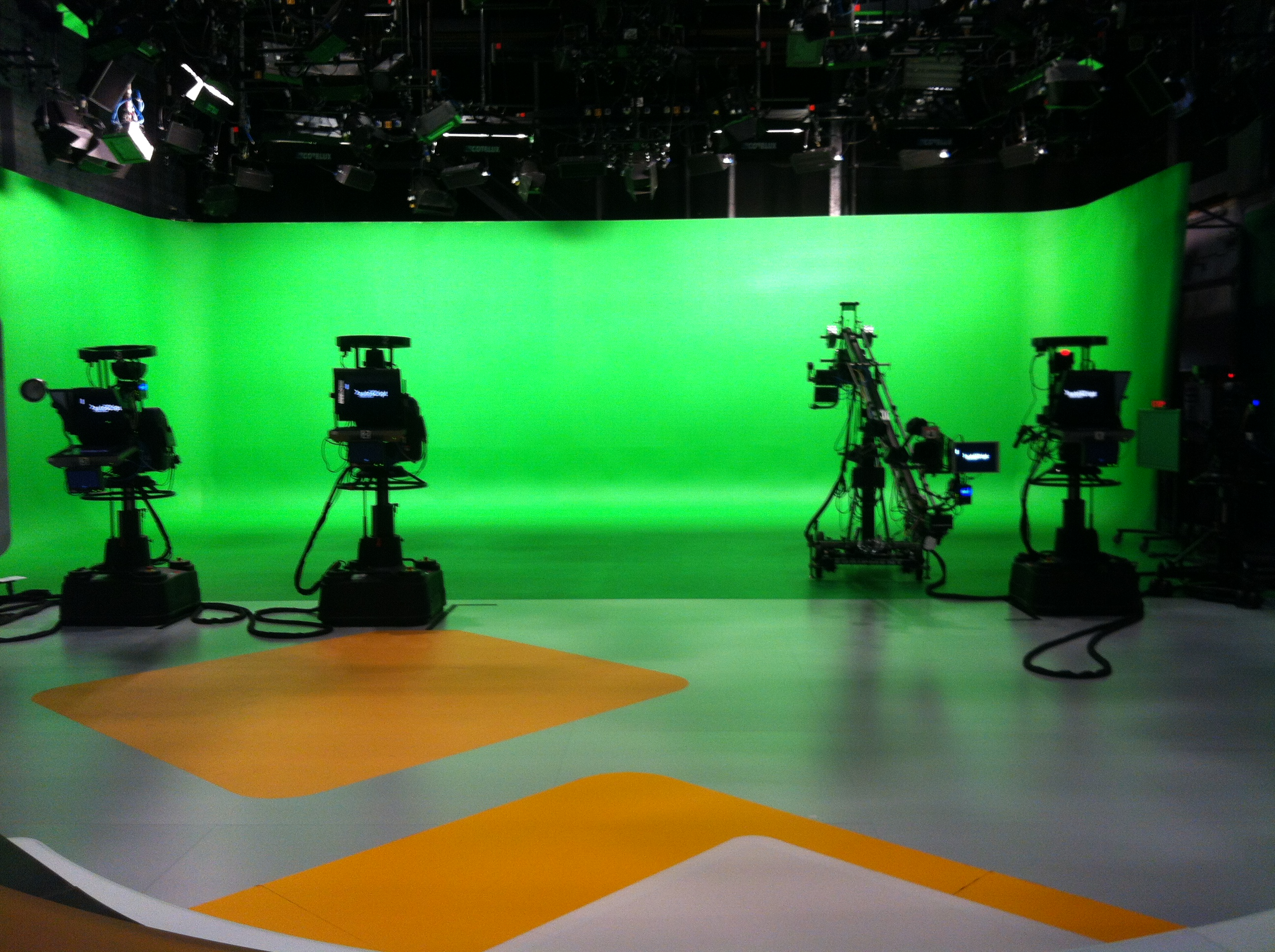
Uno de los platós del ente público Televisió de Catalunya

Televisió de Catalunya, sociedad pública propiedad de la Corporación Catalana de Medios Audiovisuales tiene seis canales que emiten íntegramente en catalán: el generalista TV3, el de marcado contenido cultural El 33, el de noticias 3/24, el deportivo Esport3, el dedicado al público infantil SX3 y el internacional TV3CAT. TV3 compite en audiencias con las televisiones de ámbito nacional que emiten en Cataluña en castellano: tanto las de propiedad de Televisión Española —que desde su centro de producción en San Cugat del Vallés elabora contenidos en lengua catalana—, como las privadas Antena 3, Cuatro, Telecinco y La Sexta. Esta última tiene una de sus sedes centrales en Barcelona, mientras que las otras tres cadenas privadas, con sede central en Madrid, tienen centros de producción en Cataluña, desde donde emiten diversos programas.
Otras televisiones de menor audiencia, son las televisiones locales, cuyo mayor exponente es betevé, que también emiten en catalán.

#### Prensa

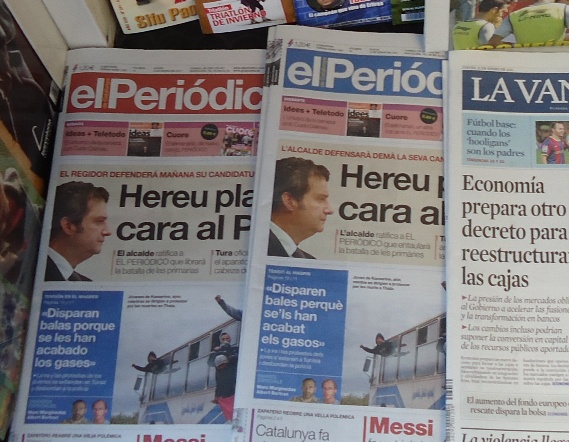
Ejemplares de El Periódico de Catalunya y de La Vanguardia, los dos principales diarios generalistas. Ediciones de El Periódico en castellano (cabecera roja) y en catalán (cabecera azul)

Los dos principales grupos editores catalanes de prensa y revistas han sido históricamente el Grupo Godó y Prensa Ibérica. Cada uno de los grupos tiene una gran variedad de cabeceras tanto de diarios de información general como deportiva, y de revistas. Durante los últimos años ha habido una crisis significativa en este tipo de prensa en España hasta el punto que grupos como el Grupo Zeta (actual Prensa Ibérica) han tenido que cerrar algunas de sus cabeceras periodísticas más históricas (como la revista Interviú).
Los dos principales diarios catalanes de información general son El Periódico de Catalunya, del Grupo Zeta, y La Vanguardia, del Grupo Godó, ambos con ediciones en catalán y español. Son los dos periódicos con mayor tirada y distribución en Cataluña, por delante de diarios de distribución nacional como El País o El Mundo, que también tienen delegaciones en Cataluña. También destacan los diarios editados solo en catalán El Punt Avui y Ara. Como medios digitales también cabe destacar Catalunyapress y Crónica Global. En las provincias de Barcelona, Tarragona, Gerona y Lérida hay numerosos diarios comarcales escritos en catalán, y de ámbito más local. Los más destacados son El 9 Nou, Segre, La Mañana, Regió7, Diari de Girona y Diari de Tarragona.
En el ámbito de la información deportiva destacan Sport (Prensa Ibérica) y Mundo Deportivo (Grupo Godó). Ambos están escritos íntegramente en español. En lengua catalana destaca L'Esportiu.

#### Radio

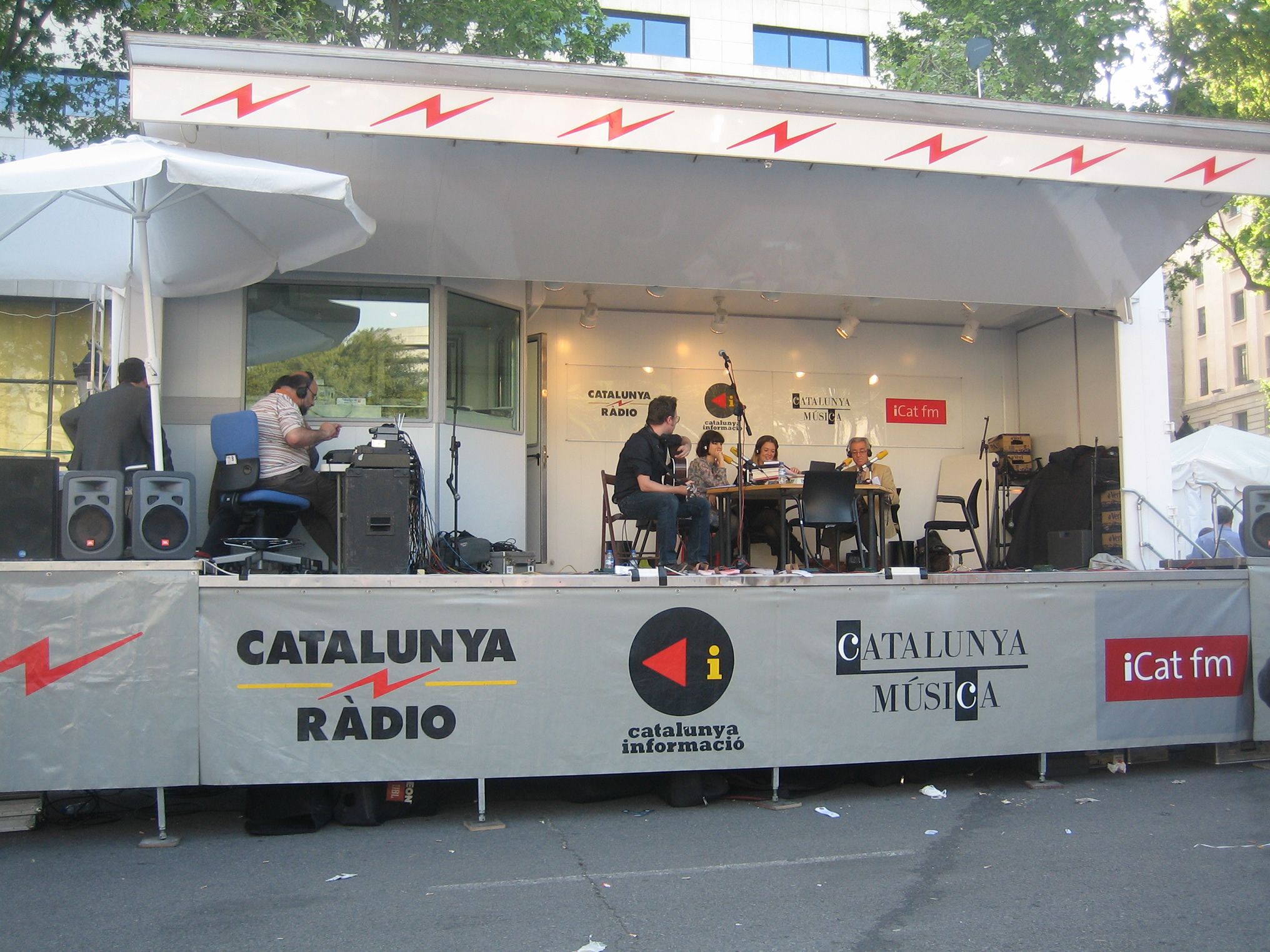
El programa Hem de parlar en directo desde la plaza Cataluña de Barcelona el día de San Jorge 2009

La radio con mayor audiencia en Cataluña es Catalunya Ràdio, la radio pública perteneciente a la Corporación Catalana de Medios Audiovisuales. Tiene una audiencia de 570 000 oyentes según el último Estudio General de Medios, lo que la convierte en la quinta emisora con más audiencia de España pese a solo emitir en Cataluña y en lengua catalana. La corporación también tiene una emisora de noticias 24 horas, Catalunya Informació.
La segunda cadena con más oyentes es RAC 1 (Grupo Godó), que también emite íntegramente en catalán, y la tercera es la Cadena SER, que tiene en Radio Barcelona (la primera emisora de radio que se fundó en España) a su buque insignia. A mayor distancia en número de oyentes se sitúan el resto de emisoras: tres que emiten íntegramente en catalán, betevé 91.0 FM (radio pública perteneciente al Ayuntamiento de Barcelona) y Ràdio 4; y las cadenas estatales que emiten en castellano: Radio Nacional de España, la Cadena COPE y Onda Cero.
Esta autonomía también tiene muchas radios locales y presencia de radios del tercer sector. (sin ánimo de lucro), siendo las autogestionadas Radio Pica y Radio Bronka las más conocidas.

#### Grupos comunicativos y productoras
Cataluña es sede de fuertes grupos de comunicación que actúan tanto en el sector audiovisual como en el de la prensa, la edición de libros y revistas, y la producción cinematográfica. Los más relevantes son el Grupo Godó, el Grupo Planeta y Prensa Ibérica. También son muy destacables, especialmente en el ámbito audiovisual, las productoras Gestmusic, El Terrat y Mediapro. También cabe señalar la Corporación Catalana de Medios Audiovisuales, empresa pública de la administración autonómica catalana, titular Televisión de Cataluña y Catalunya Ràdio, entre otros medios.

### Patrimonio de la Humanidad

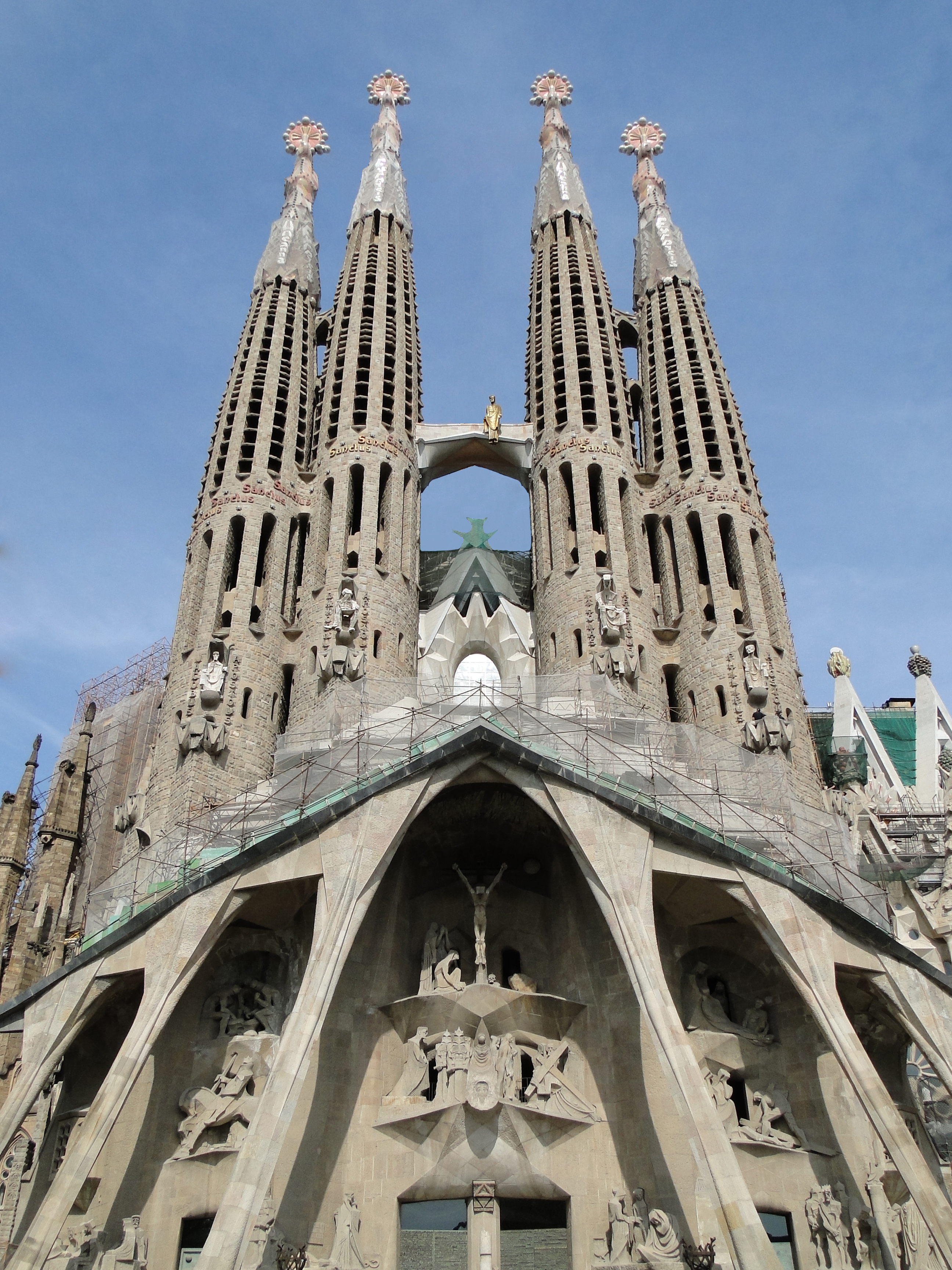
Templo Expiatorio de la Sagrada Familia en Barcelona

Dada su extensión, el plan de protección de los bienes culturales y naturales de la Unesco conocido como Patrimonio de la Humanidad ha catalogado como tales numerosas obras que se encuentran en Cataluña. La primera adscripción fueron varias obras de Antonio Gaudí en 1984 por su contribución a la arquitectura modernista, a las que se añadieron algunas más en 2005 y se agruparon bajo la misma entidad. Estas obras son el parque Güell, el palacio Güell, la Casa Milá, la fachada del Nacimiento y la cripta de la Sagrada Familia, la Casa Vicens, la Casa Batlló y la Colonia Güell. En 1991 se añadió a la lista el Monasterio de Poblet, donde reposan numerosos monarcas de la Corona de Aragón. Siete años después se sumó bajo el mismo título el Arte rupestre del arco mediterráneo de la península ibérica, que se extiende por el litoral mediterráneo peninsular, en el que Cataluña contribuye con numerosas muestras. En 2007 se declaró como tales el Palacio de la Música Catalana y el Hospital de San Pablo en una misma entidad, ambas obras modernistas de Luis Doménech Montaner. En 2000 se añadieron a la lista dos conjuntos: el formado por las Iglesias románicas del Valle de Bohí y el Conjunto arqueológico de Tarraco. La última incorporación fue la de la Patum de Berga, en 2005, categorizada como Patrimonio oral e inmaterial de la Humanidad.

### Hermanamientos y convenios
- California, Estados Unidos (1986)[97][98]
- Quebec, Canadá (1996)[99]
- Nuevo León, México (2008)[100][101][102]